# Ẩm thực Pháp

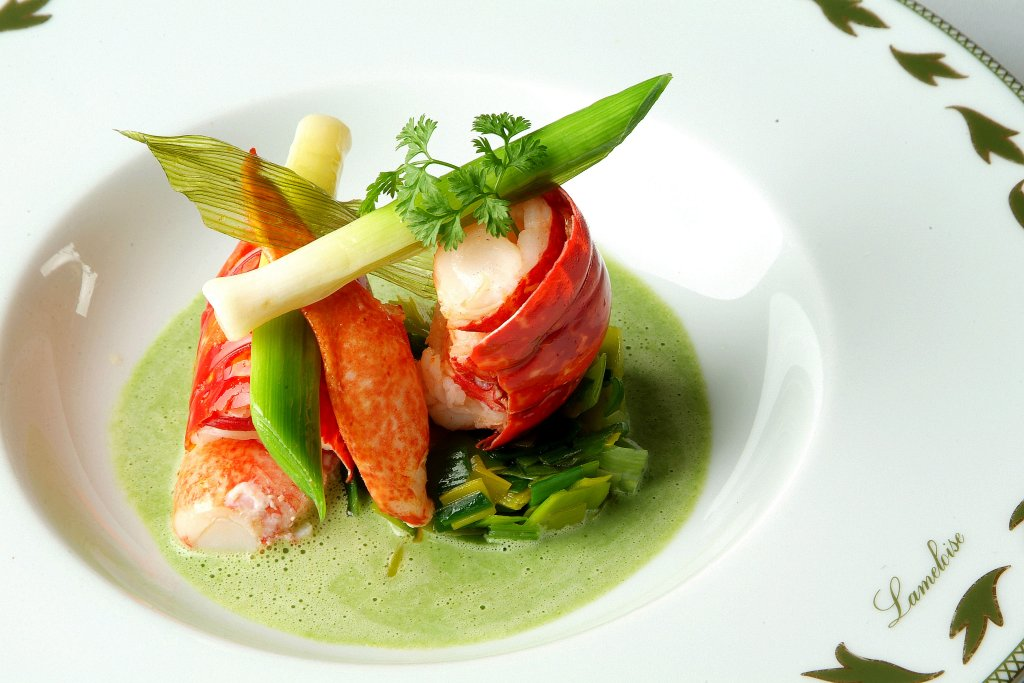
Cách trình bày kiểu ẩm thực nouvelle (ẩm thực mới)

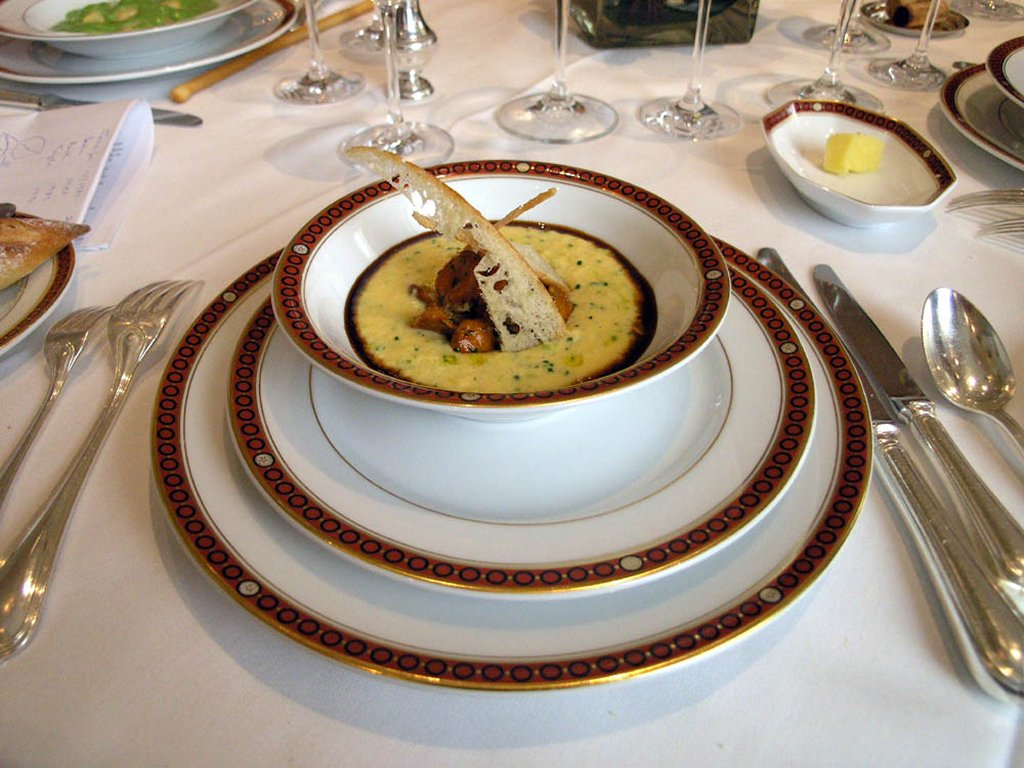
Cách trình bày kiểu ẩm thực haute (ẩm thực thượng hạng)

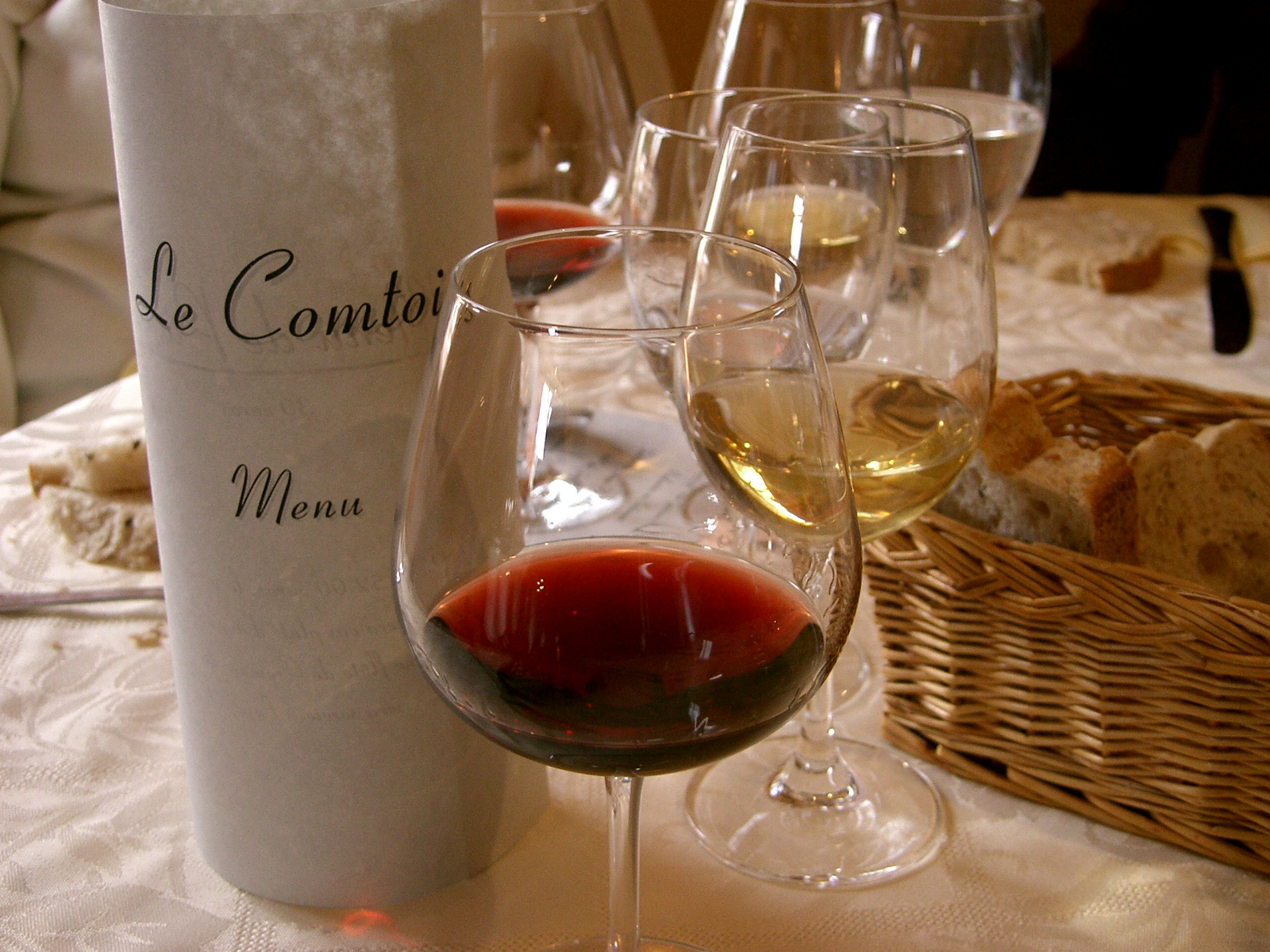
Rượu vang Pháp thường được làm ra để dùng kèm với món ăn Pháp

Ẩm thực Pháp bao gồm truyền thống và thói quen nấu nướng từ Pháp. Ẩm thực Pháp có tiếng là cầu kỳ, tinh tế, tao nhã. Tirel, một bếp chính được biết với tên gọi "Taillevent". đã viết Le Viandier, một trong những bộ sưu tầm thực đơn sớm nhất nước Pháp thời trung đại. Trong khoảng thời gian đó, ẩm thực Pháp bị ảnh hưởng nặng nề bởi ẩm thực Ý. Vào thế kỉ 17, đầu bếp Francois Pierre La Varenne và Marie Antoine Careme tạo những thay đổi tiên phong làm giảm ảnh hưởng ngoại quốc và tạo ra nét đặt trương riêng cho ẩm thực Pháp. Phô mai và rượu vang là thành phần chính của thực đơn, mang một vai trò nhất định trong khu vực và đất nước, với nhiều luật bảo vệ. Ẩm thực Pháp được hệ thống hóa vào thế kỉ 20 bởi Auguste Escoffier và trở thành thực đơn cao cấp hiện đại; tuy nhiên Escoffier để lại quá nhiều phương pháp chế biến khu vực trong lãnh thổ Pháp và được đánh giá là cầu kỳ và phức tạp trong việc thực hiện trong gia đình.

## Ẩm thực chung toàn quốc
Có rất nhiều món được coi là một phần của ẩm thực quốc gia Pháp ngày nay.
Một bữa ăn thường bao gồm ba món, hors d'œuvre hoặc entrée (món khai vị, đôi khi là súp), plat principal (món chính), fromage (món pho mát) hoặc dessert (món tráng miệng), đôi khi một loại salad được phục vụ trước món pho mát hoặc món tráng miệng.
Hors d'œuvre (món khai vị)

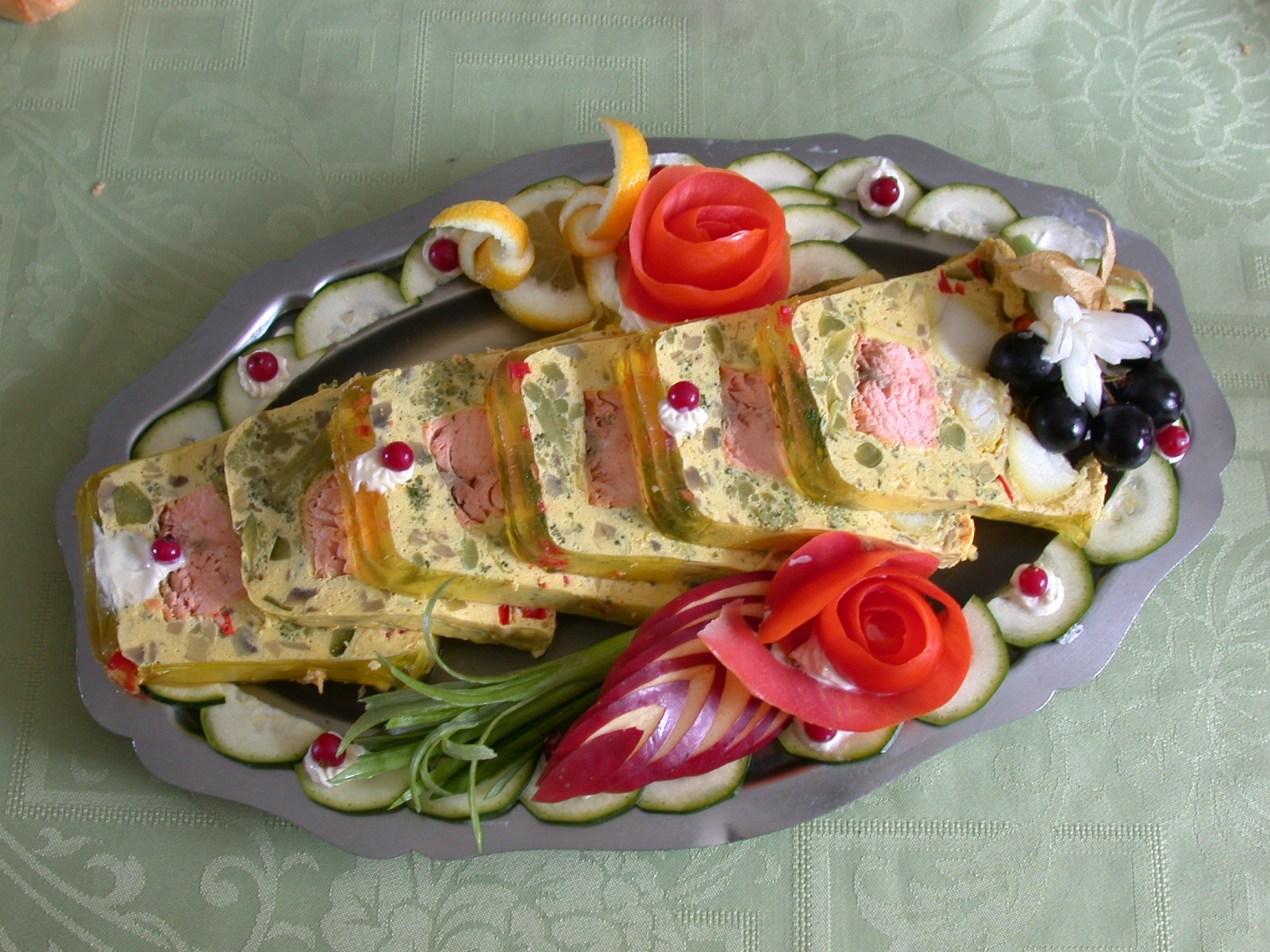
terrine cá hồi húng
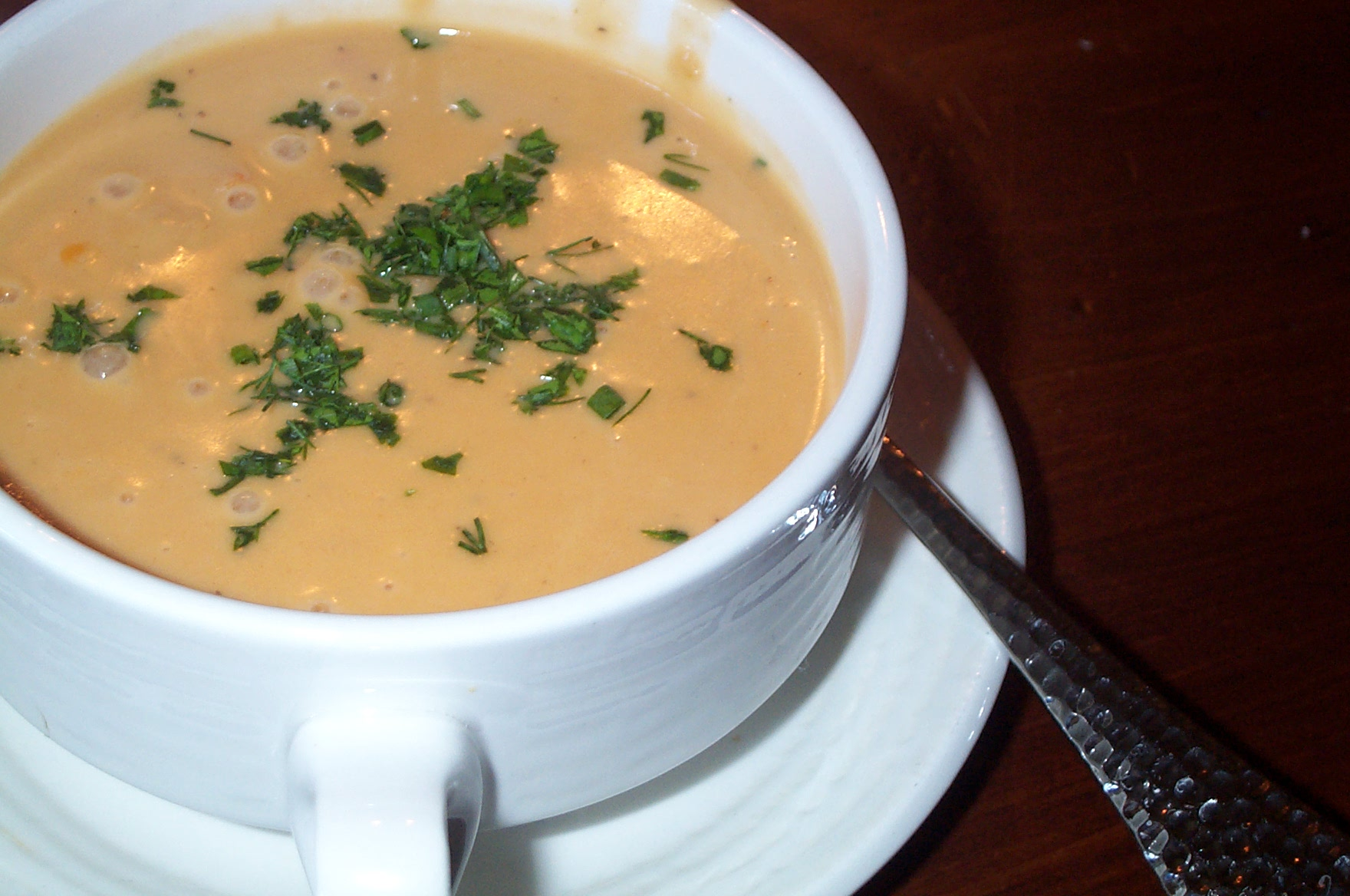
Súp bisque là một loại súp potage mịn và có kem của Pháp
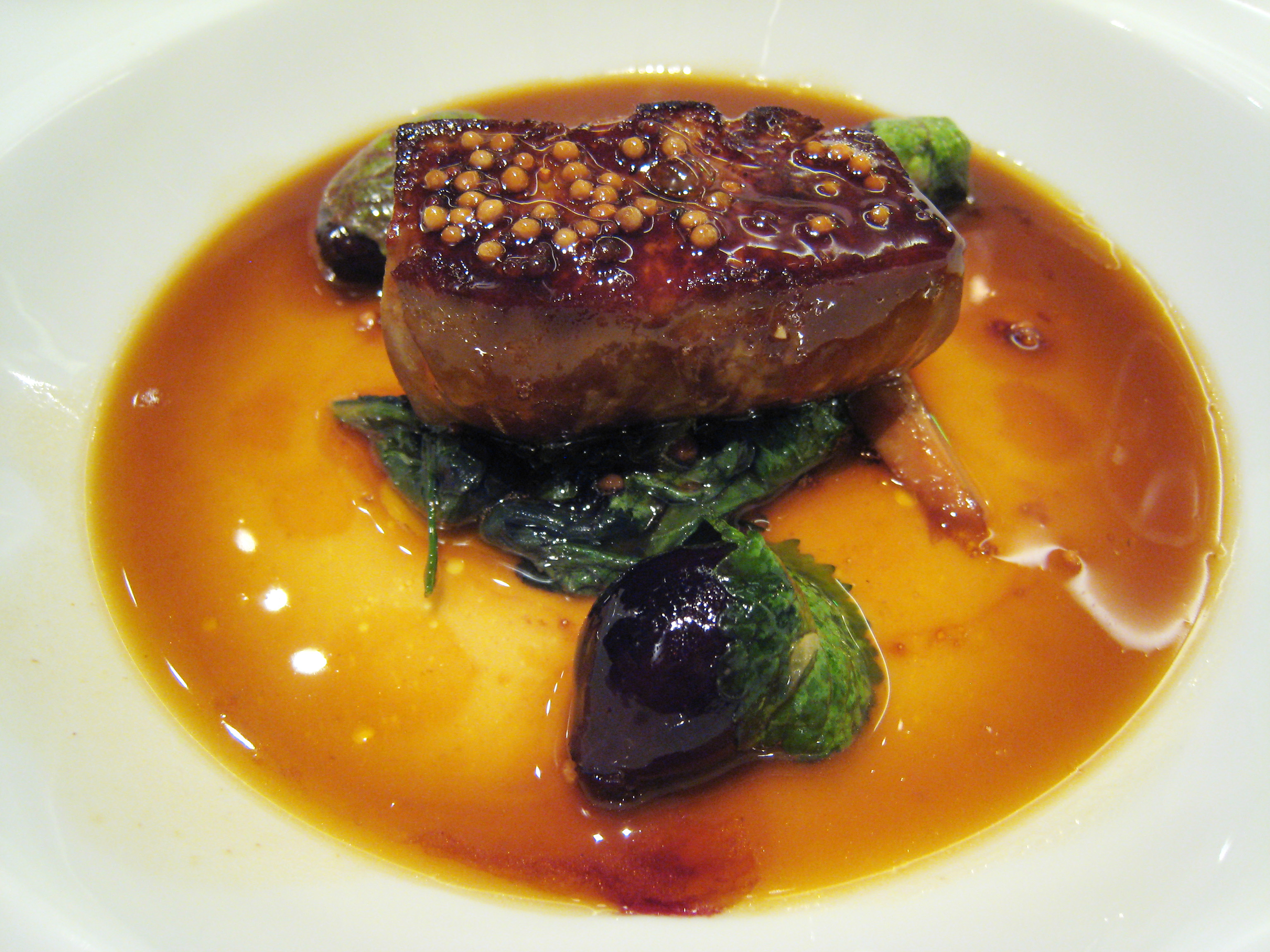
Gan béo với hạt mù tạt và hành lá trong vịt jus
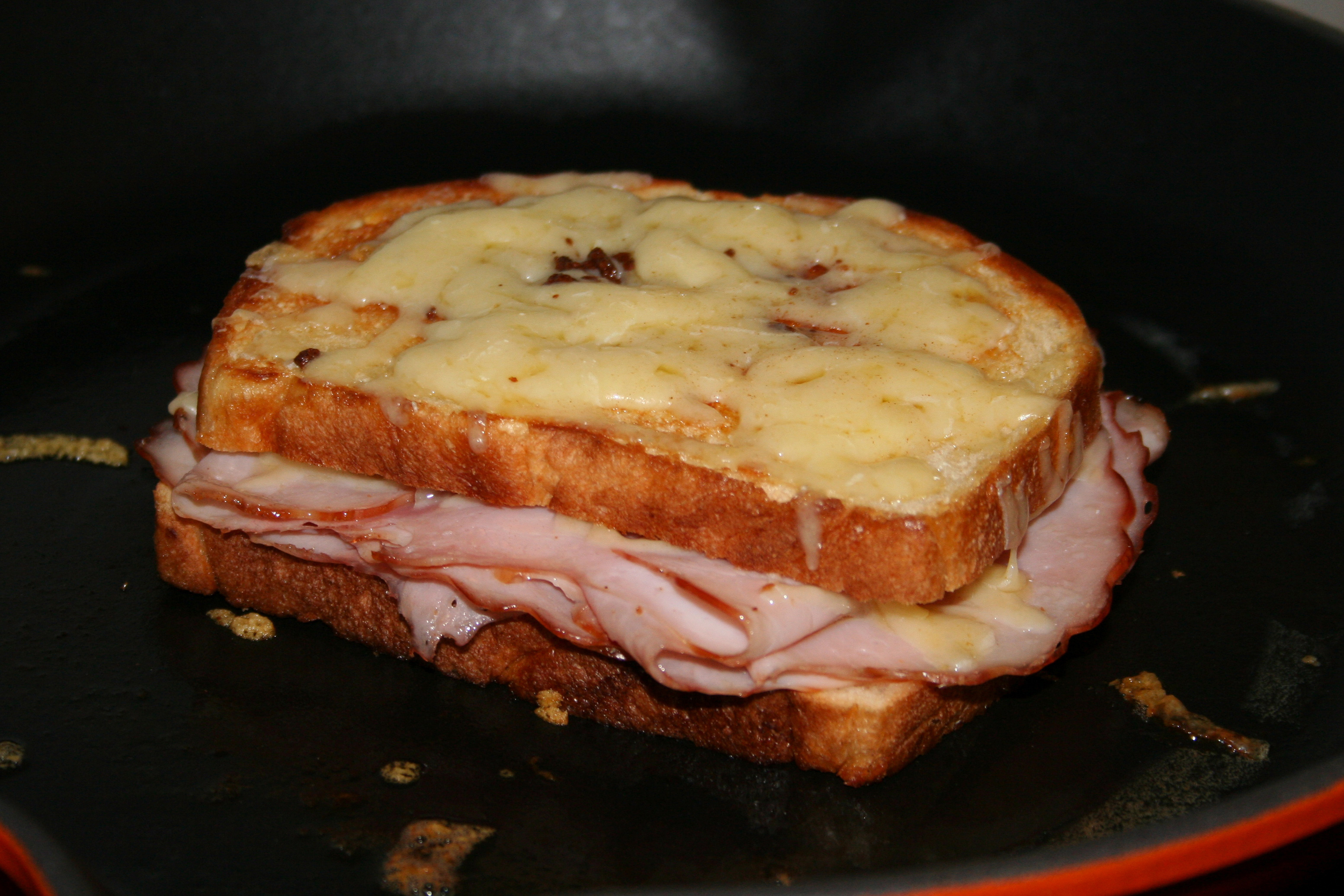
Croque monsieur

Plat principal (món chính)

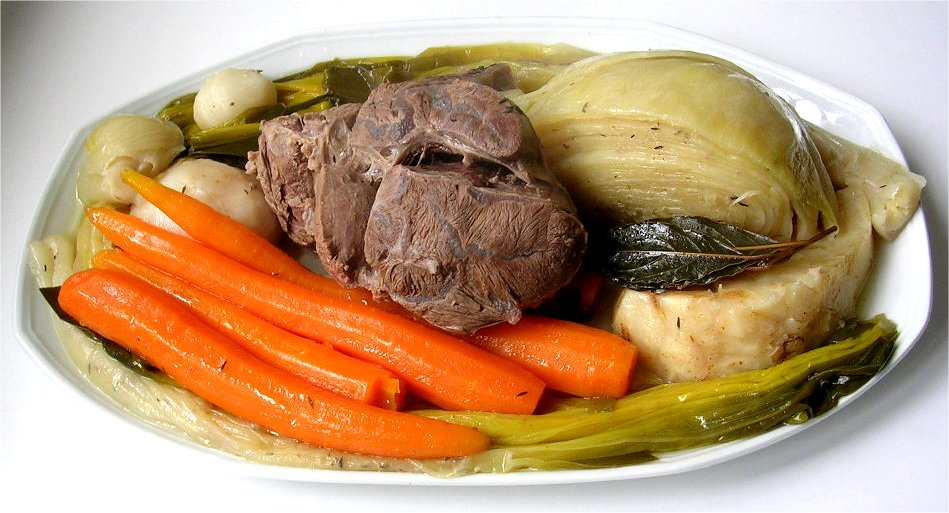
Pot au feu là mộn món ẩm thực cổ điển
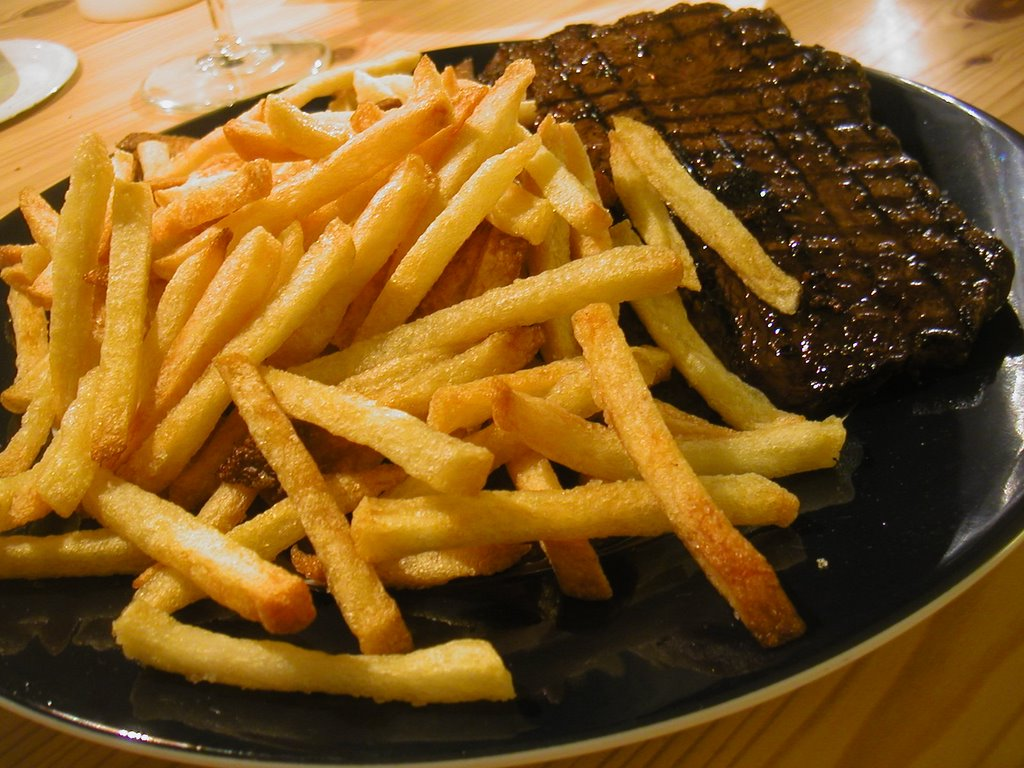
Steak với khoai tây chiên là một món đơn giản và phổ biến
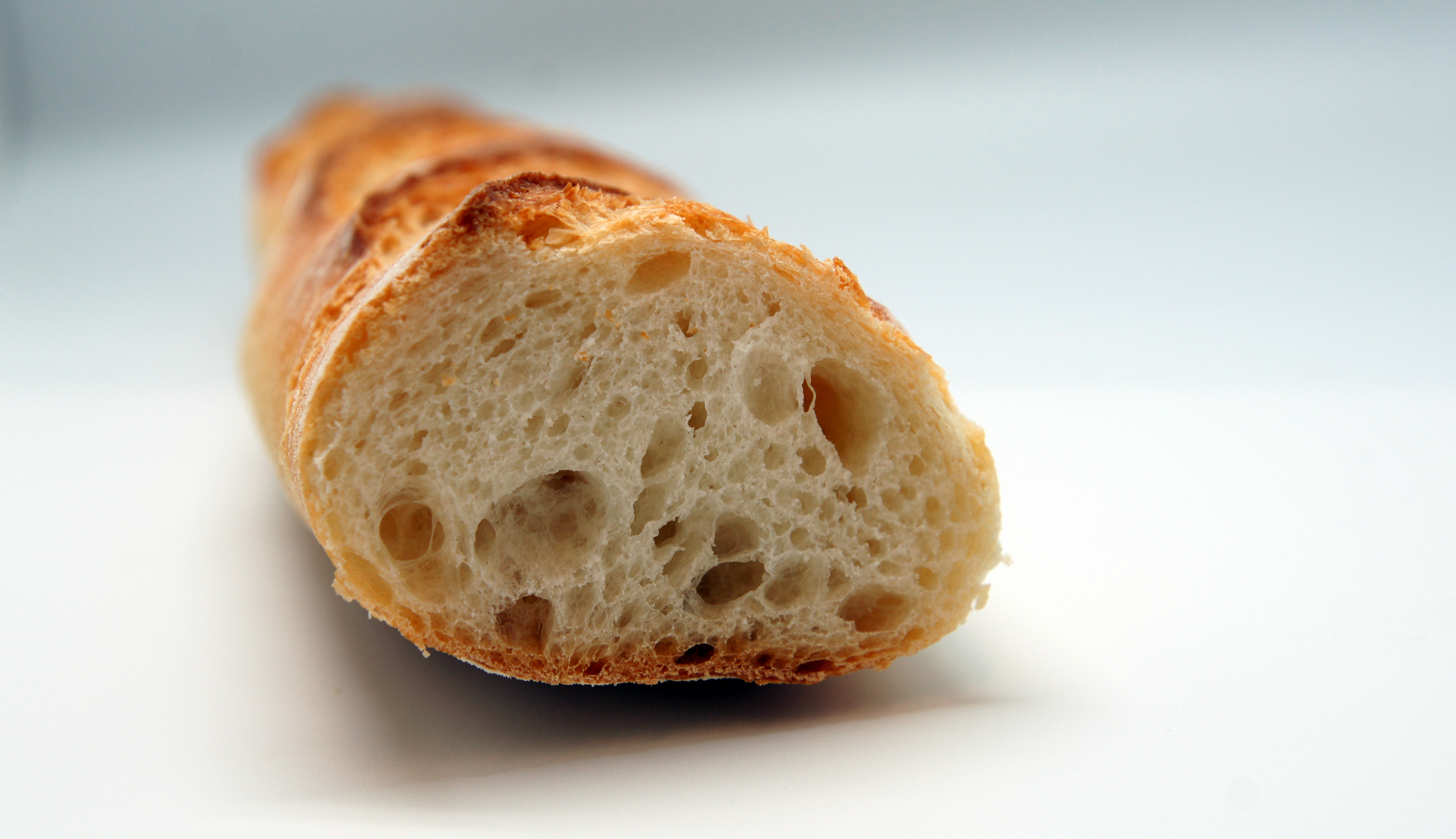
Bánh mì Pháp thường đi kèm với một bữa ăn
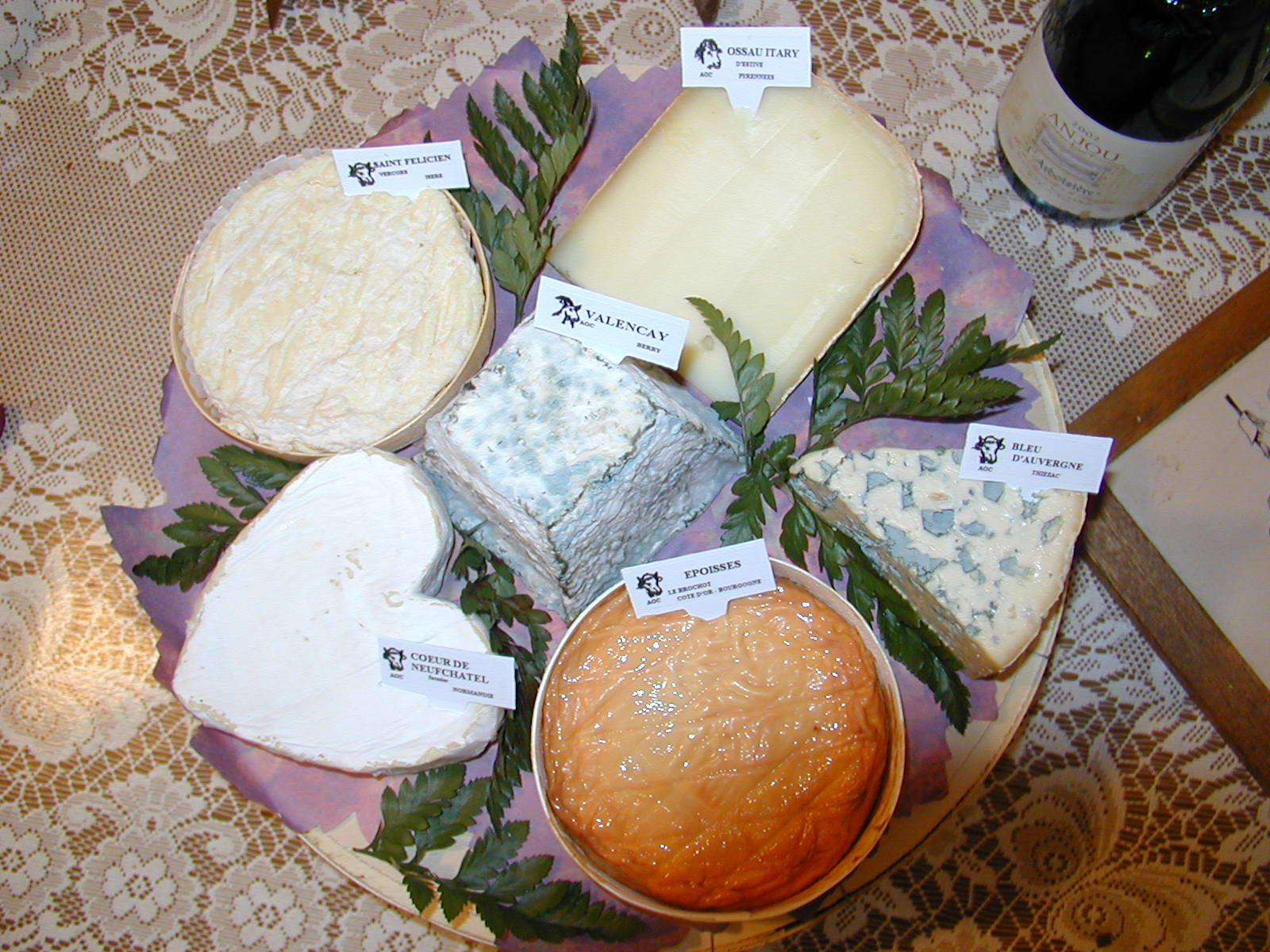
Một số loại pho mát Pháp

Pâtisserie (bánh ngọt)

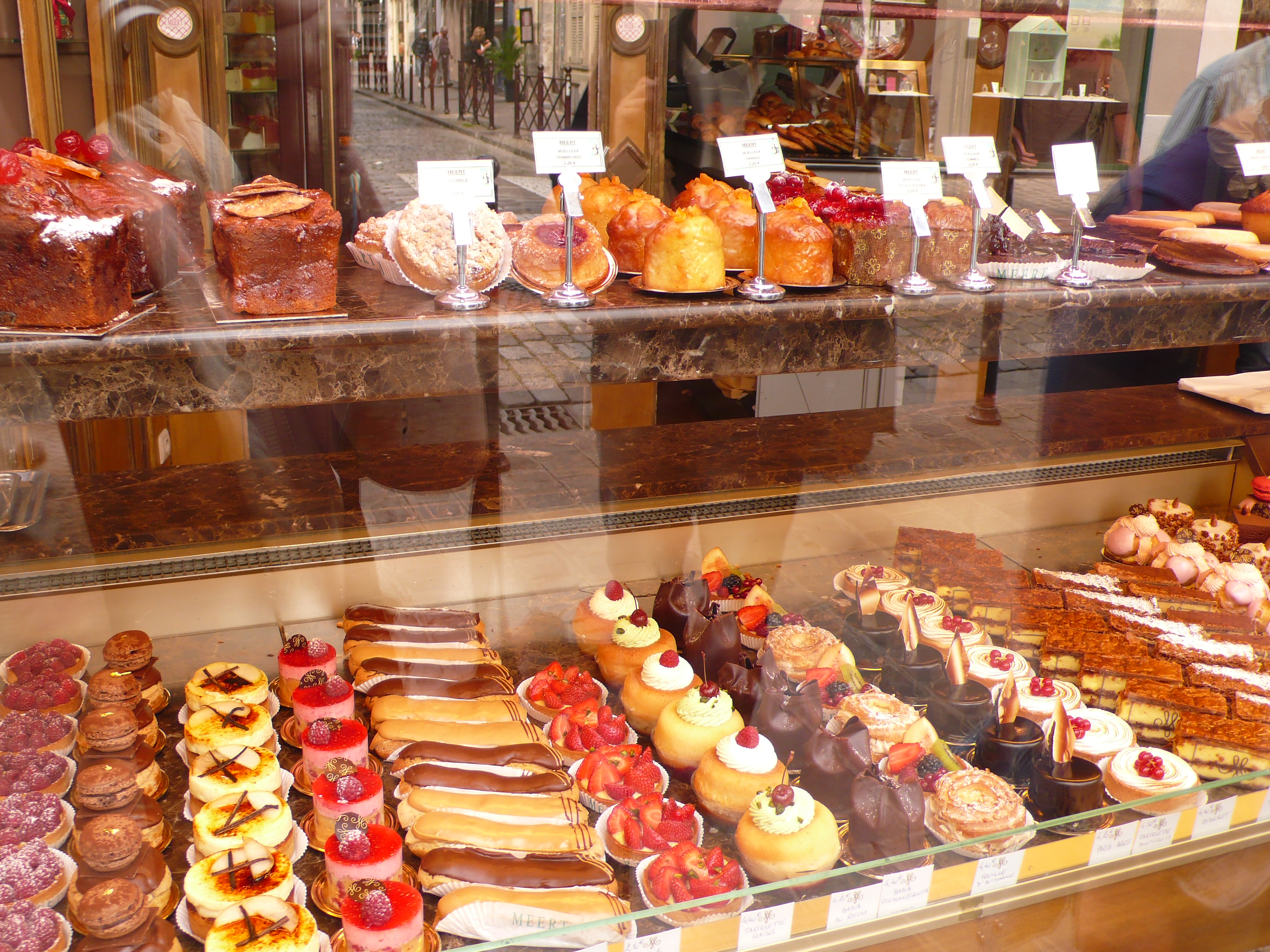
Pâtisserie điển hình của Pháp
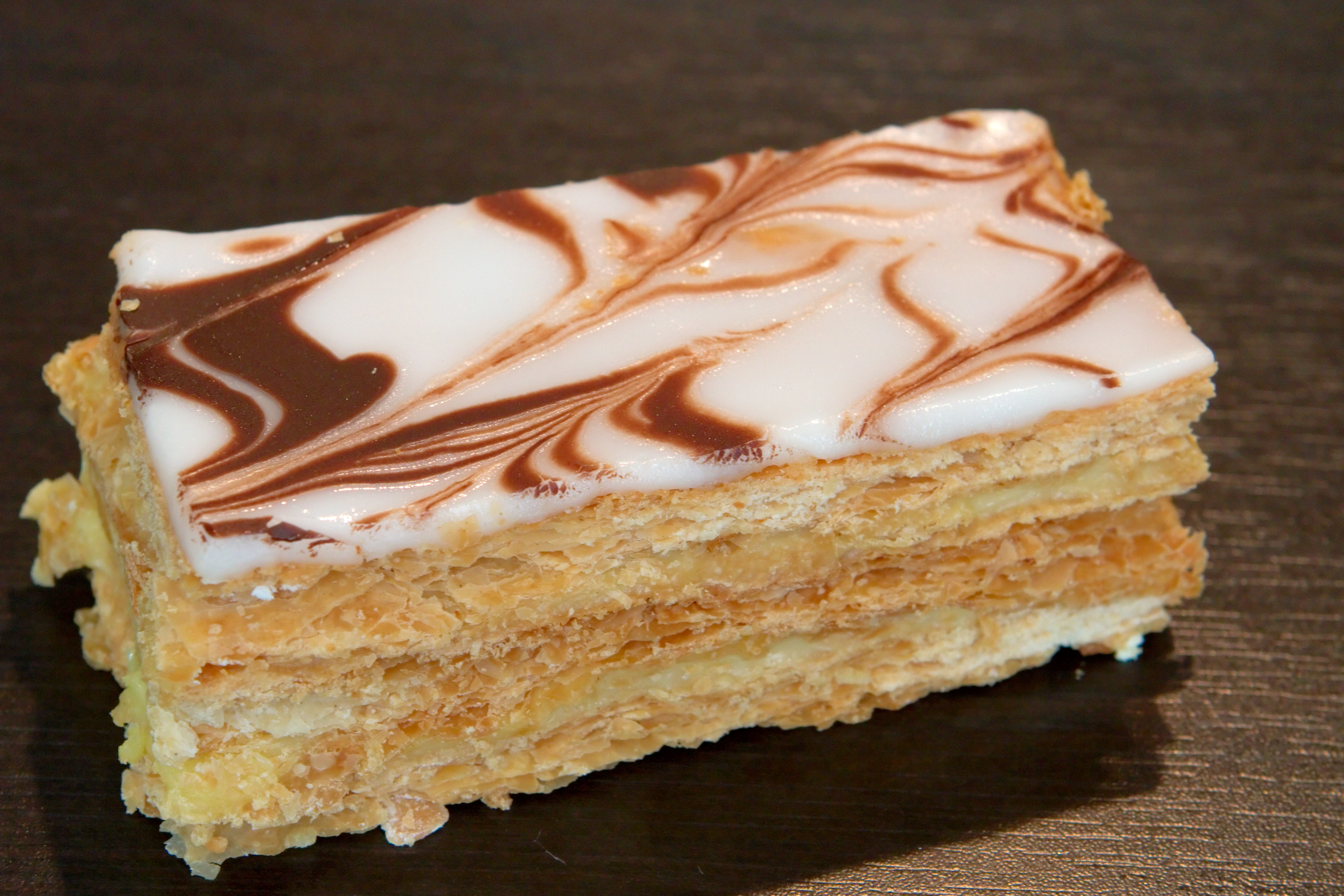
Mille-feuille
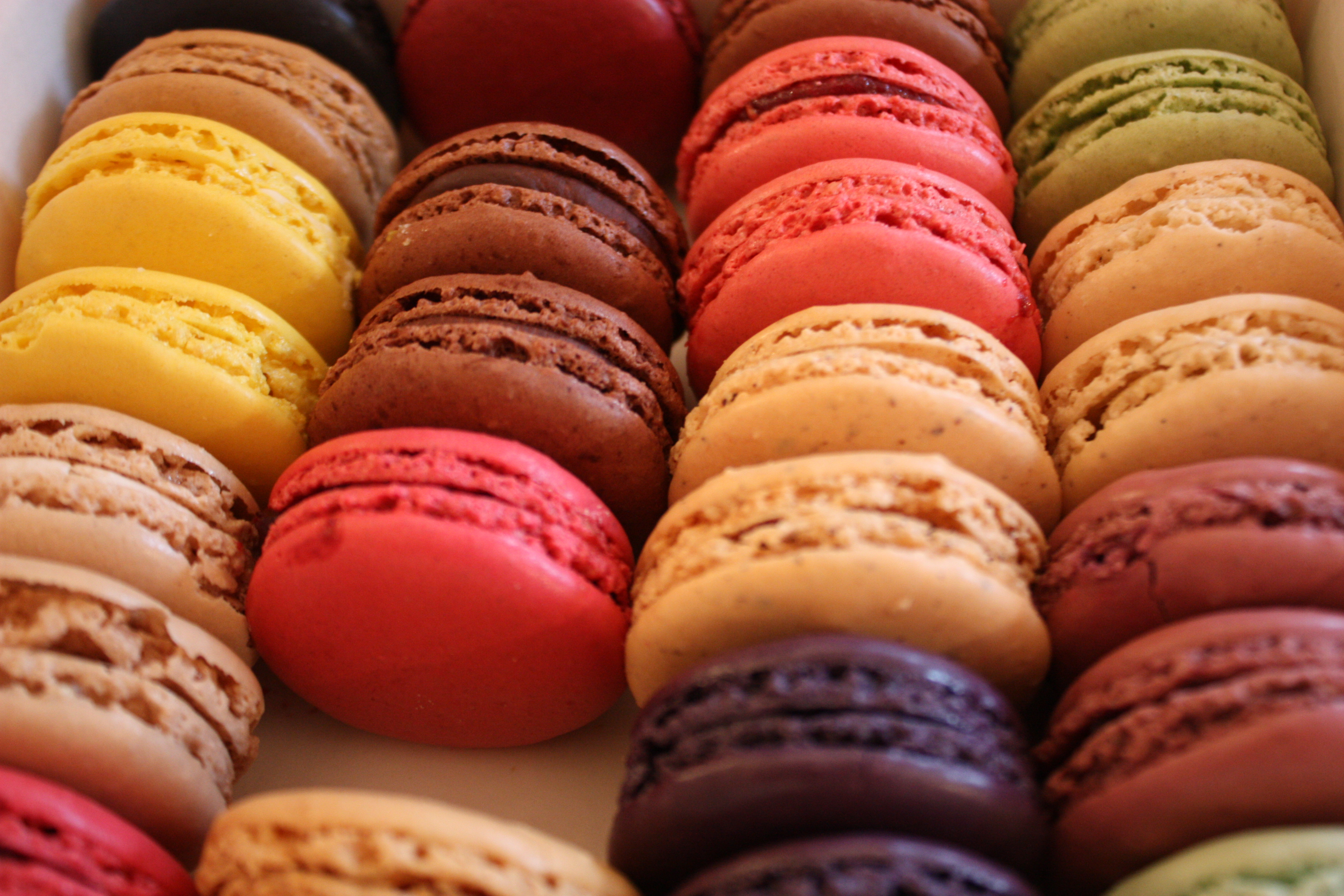
Macaron
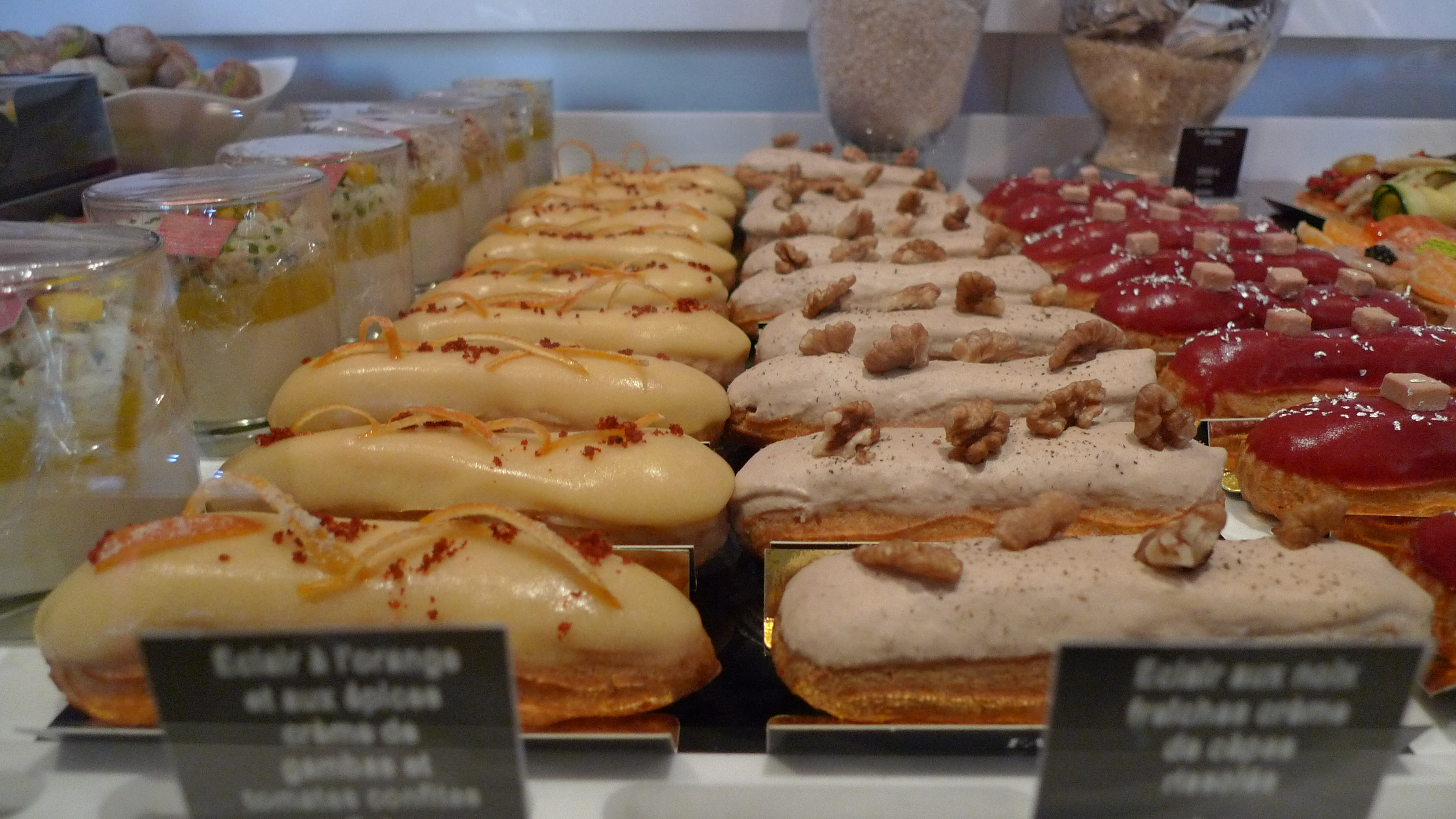
Bánh su kem

Dessert (món tráng miệng)

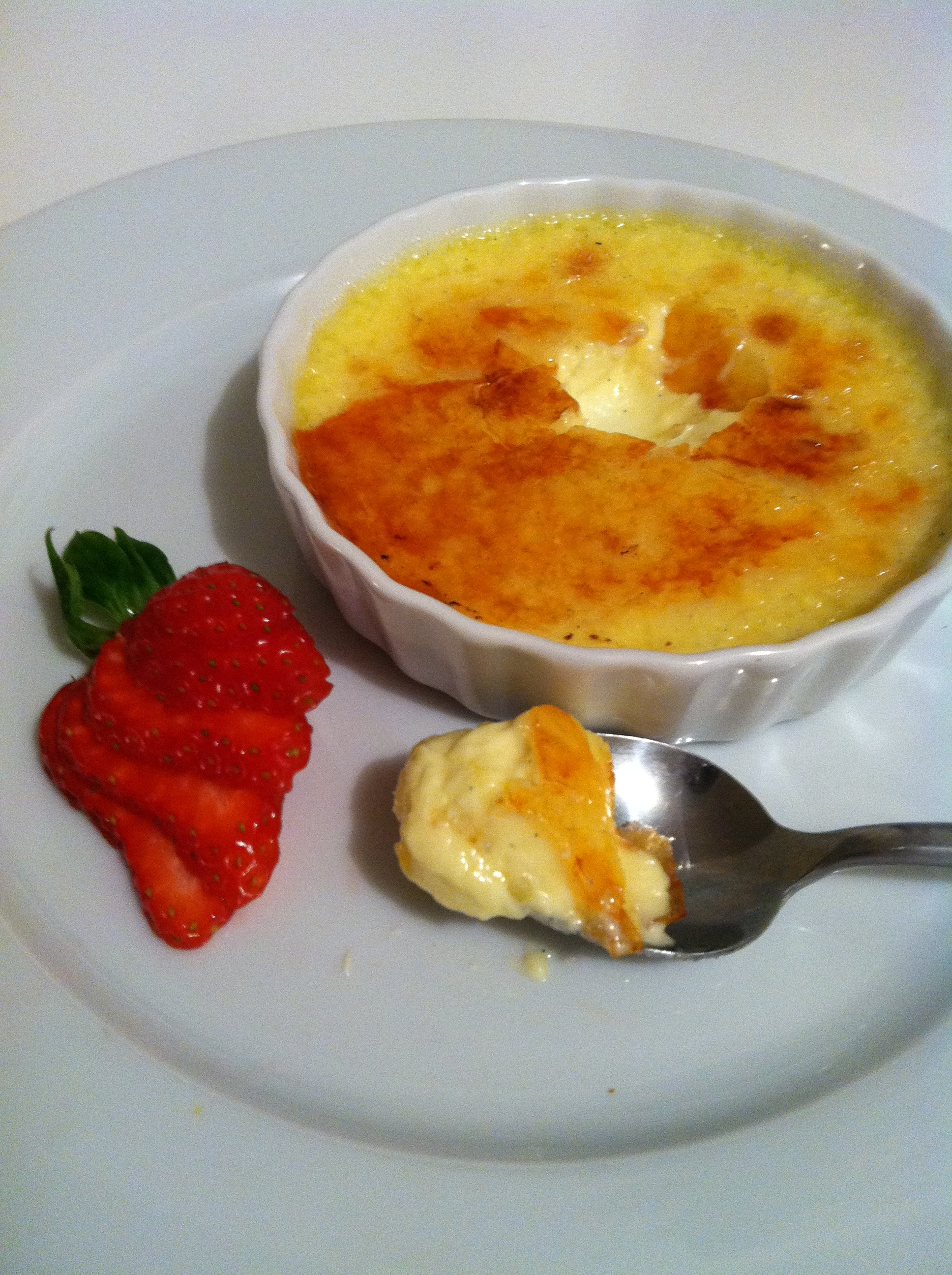
Crème brûlée
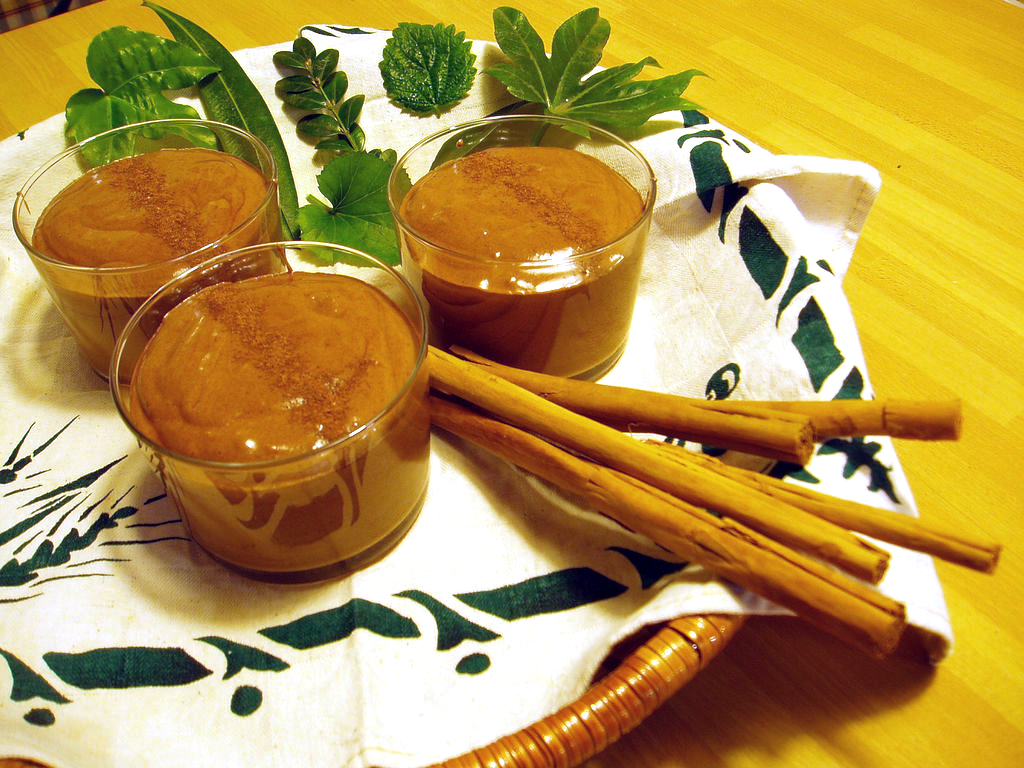
Mousse au chocolat
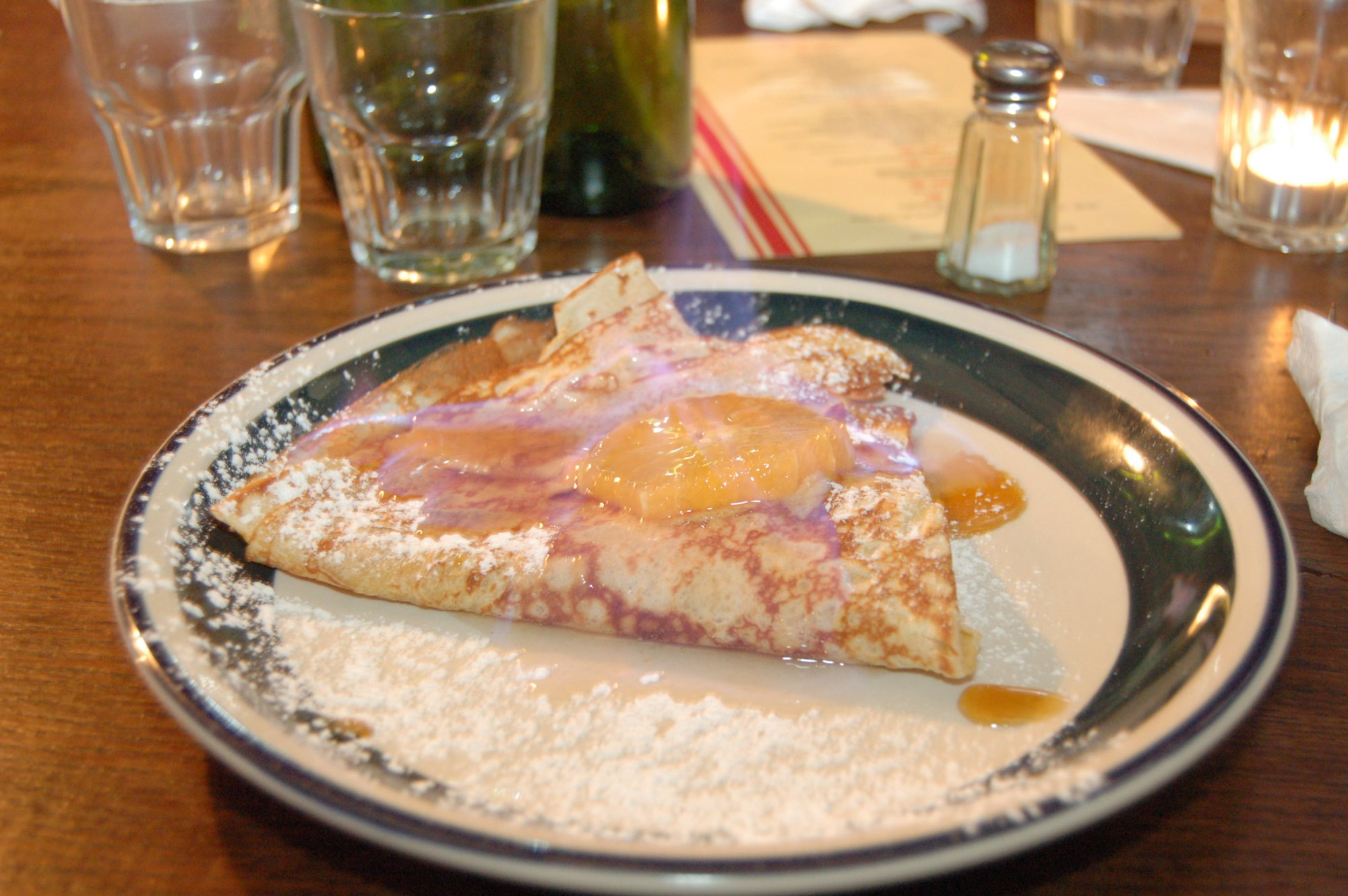
Bánh kếp
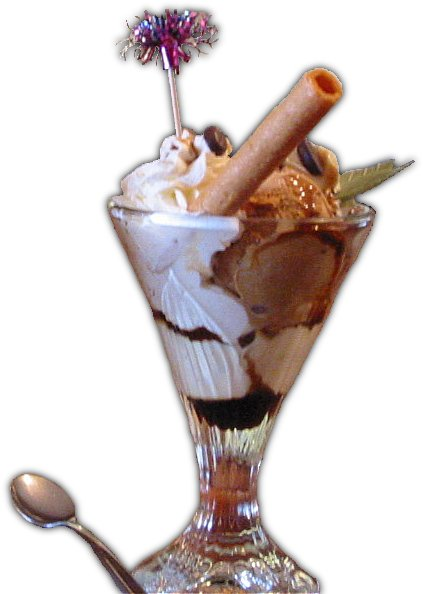
Café liégeois

## Ẩm thực theo vùng

22 vùng và 96 tỉnh của chính quốc Pháp bao gồm Corsica (Corse, phía dưới bên phải). Vùng Paris đã được mở rộng(phía bên trái)

Ẩm thực vùng miền của Pháp được trưng bởi tính đa dạng và phong cách. Theo truyền thống, mỗi vùng của Pháp có ẩm thực riêng biệt của nó.

### Paris và Île-de-France
Paris và Île-de-France là vùng trung tâm mà hầu hết mọi thứ trên quốc gia đều có mặt, vì tất cả các đường tàu đều gặp nhau ở thành phố này. Paris hiện có hơn 9.000 nhà hàng và hầu hết ẩm thực nào cũng có thể được tìm thấy ở đây. Nhà hàng được sách chỉ dẫn Michelin đánh giá cao đang nảy nở ở đây.

### Champagne, Lorraine, và Alsace
Thú săn và giăm bông phổ biến ở tỉnh Champagne, cũng như rượu vang nổ đặc biệt được biết đến là Sâm panh. Mứt hoa quả được biết đến từ vùng Lorraine cũng như món quiche của Lorraine. Alsace bị ảnh hưởng bởi văn hóa thức ăn của Alemanni; cũng như vậy, bia ở vùng này giống phong cách bia của Đức. Các món như choucroute (từ tiếng Pháp cho sauerkraut) cũng phổ biến.:55 Nhiều loại "Eaux de Vie" (đồ uống có cồn trưng cất) còn được gọi là schnaps đến từ vùng này, được làm từ sự kết hợp của nhiều loại trái cây địa phương (anh đào, mâm xôi, lê, nho) và đặc biệt là mận khô.

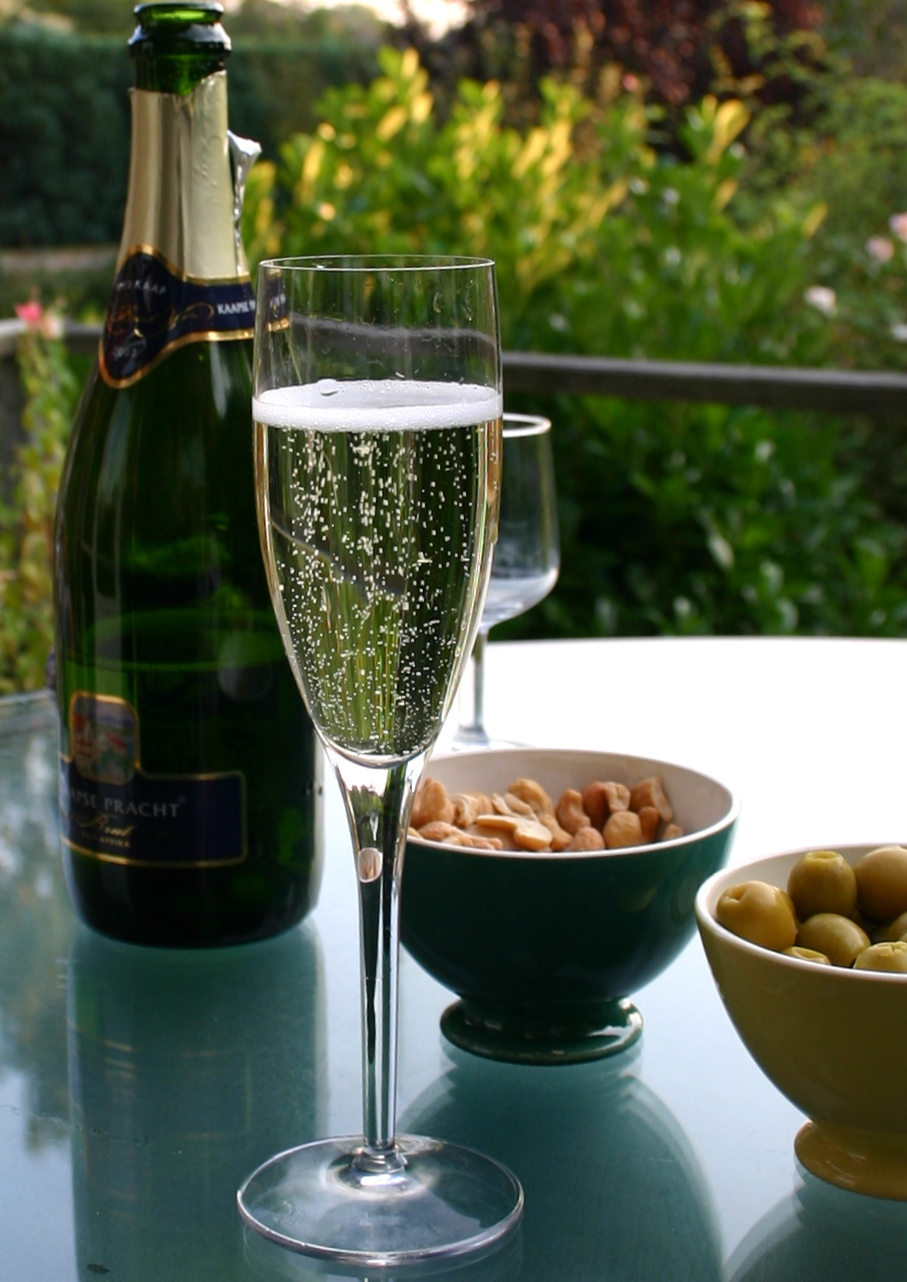
Một ly rượu Sâm panh
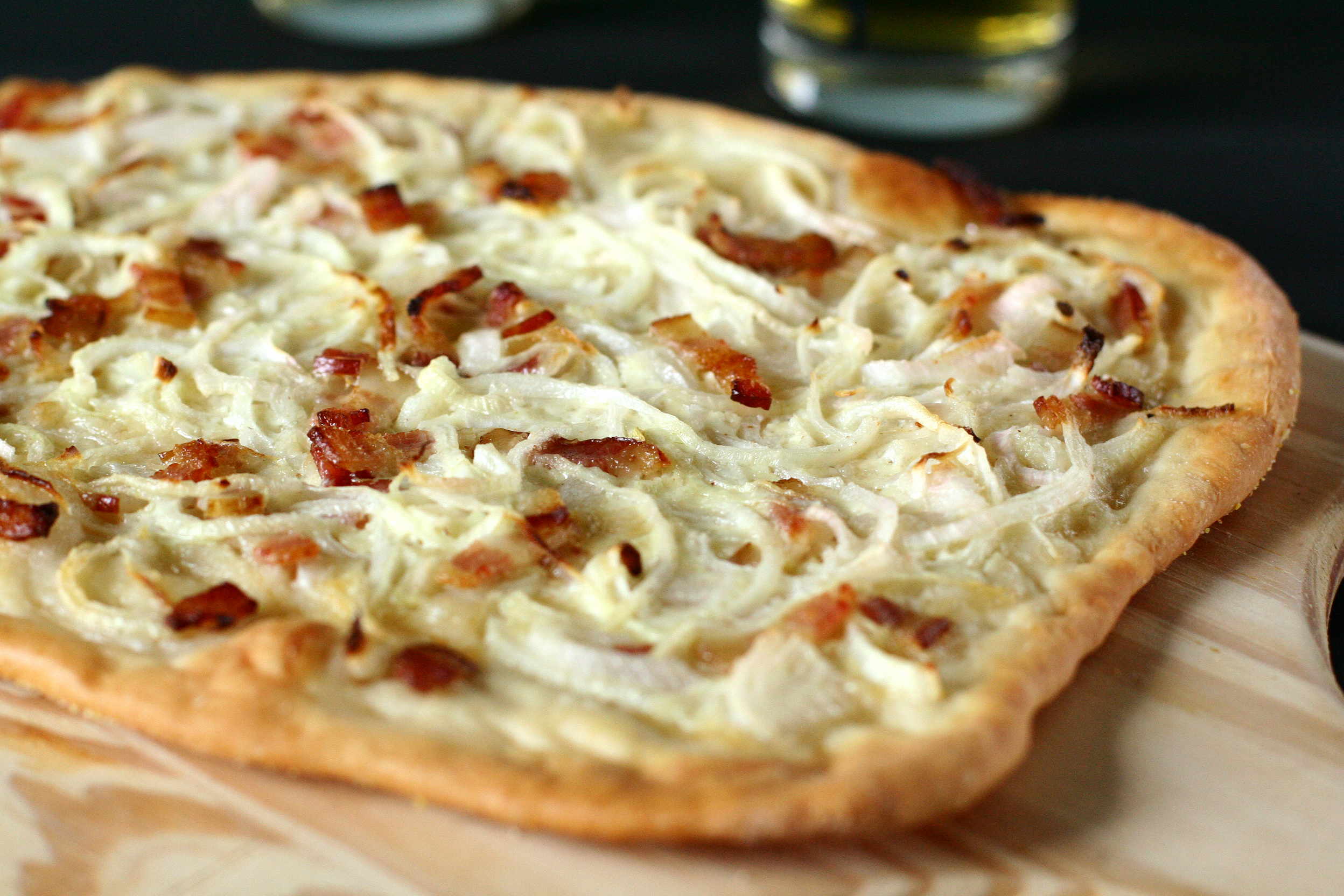
Flammekueche từ Alsace
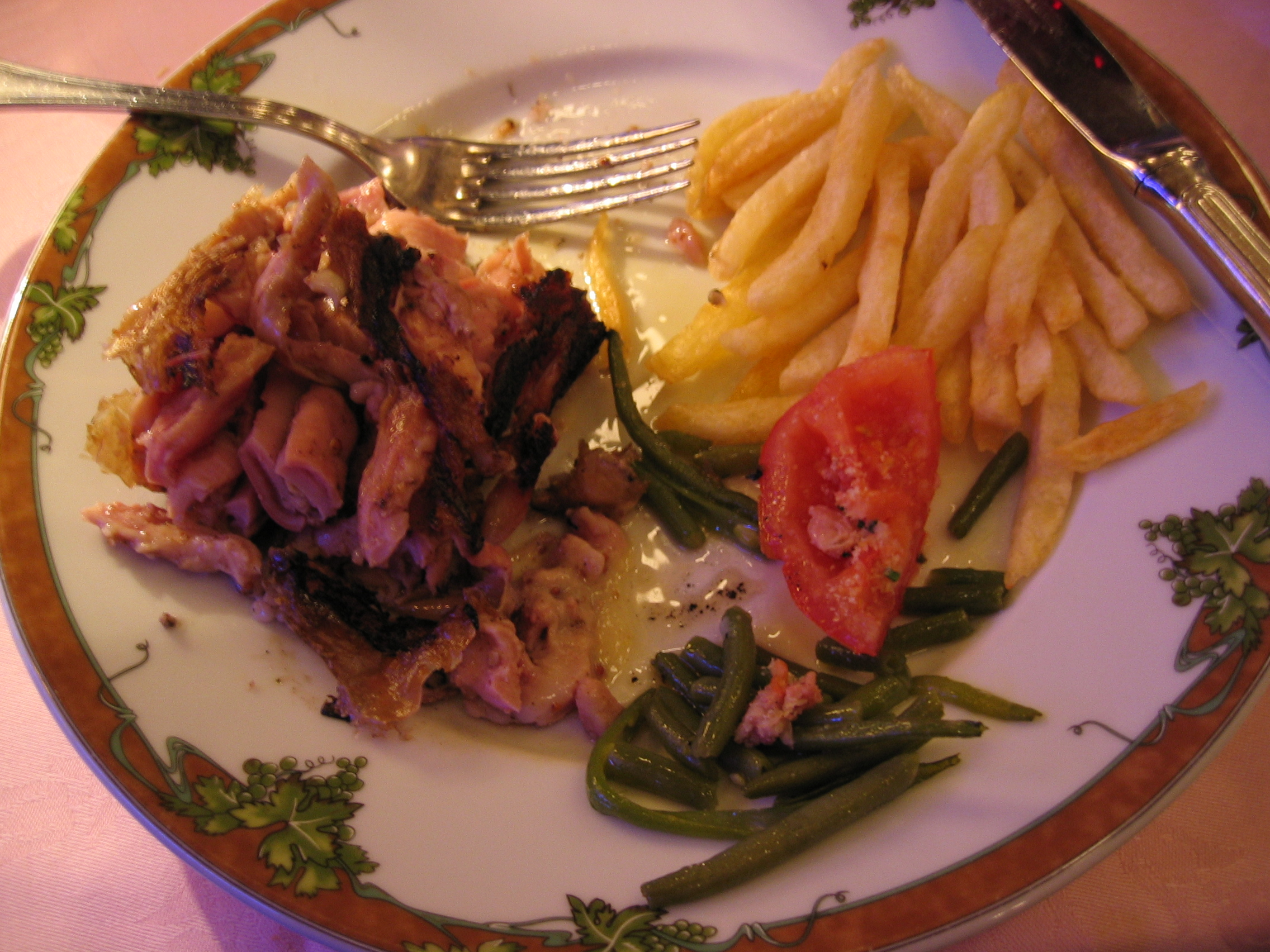
Andouillette
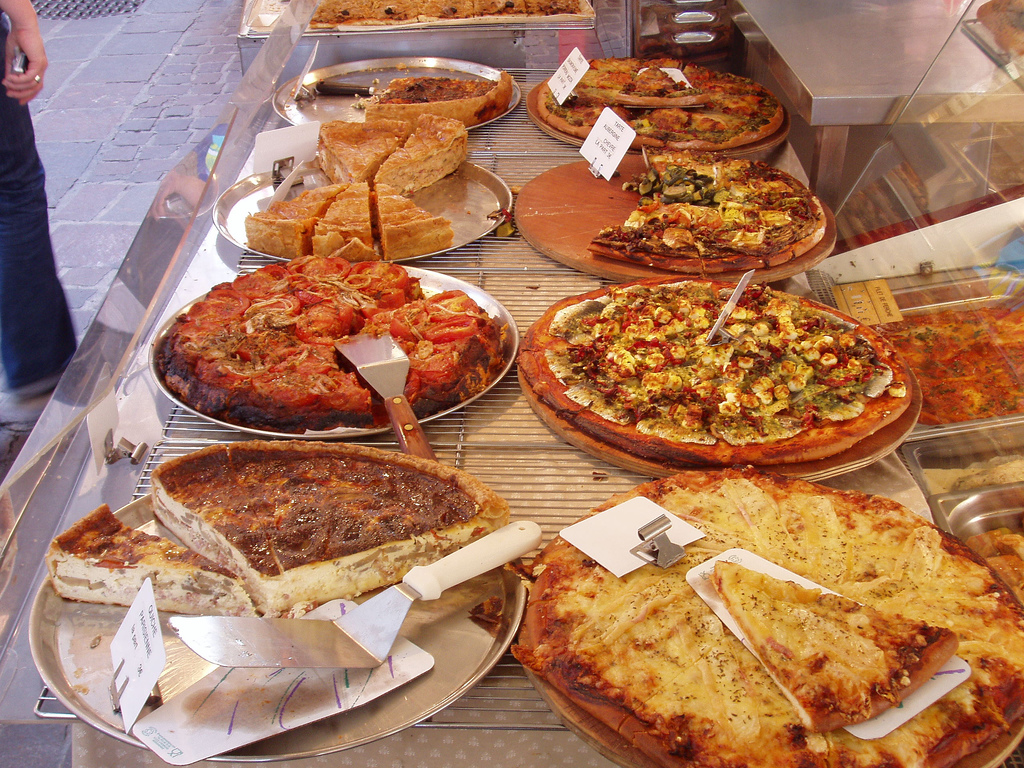
Quiche

### Nord Pas-de-Calais, Picardy, Normandy, và Brittany
Vùng biển cung cấp nhiều động vật giáp xác, cá mú, cá chày và cá trích. Normandy có hải sản chất lượng cao, như sò điệp và cá lưỡi trâu, trong khi Brittany có tôm hùm, tôm hùm đất và vẹm. Normandy có rất nhiều cây táo; táo thường được sử dụng trong các món ăn, cũng như trong cider và Calvados. Khu vực phía bắc của vùng này, đặc biệt là Nord, trồng rất nhiều lúa mạch, củ cải đường và cải ô rô. Các món hầm đặc cũng thường được thấy ở khu vực phía bắc này. Vùng này cũng có một số sản phẩm tốt nhất trong nước, bao gồm súp lơ trắng và atisô. Mạch ba góc mọc rộng rãi ở Brittany cũng như được sử dụng trong bánh galette của khu vực, gọi là jalet, là nơi món này bắt nguồn.:93

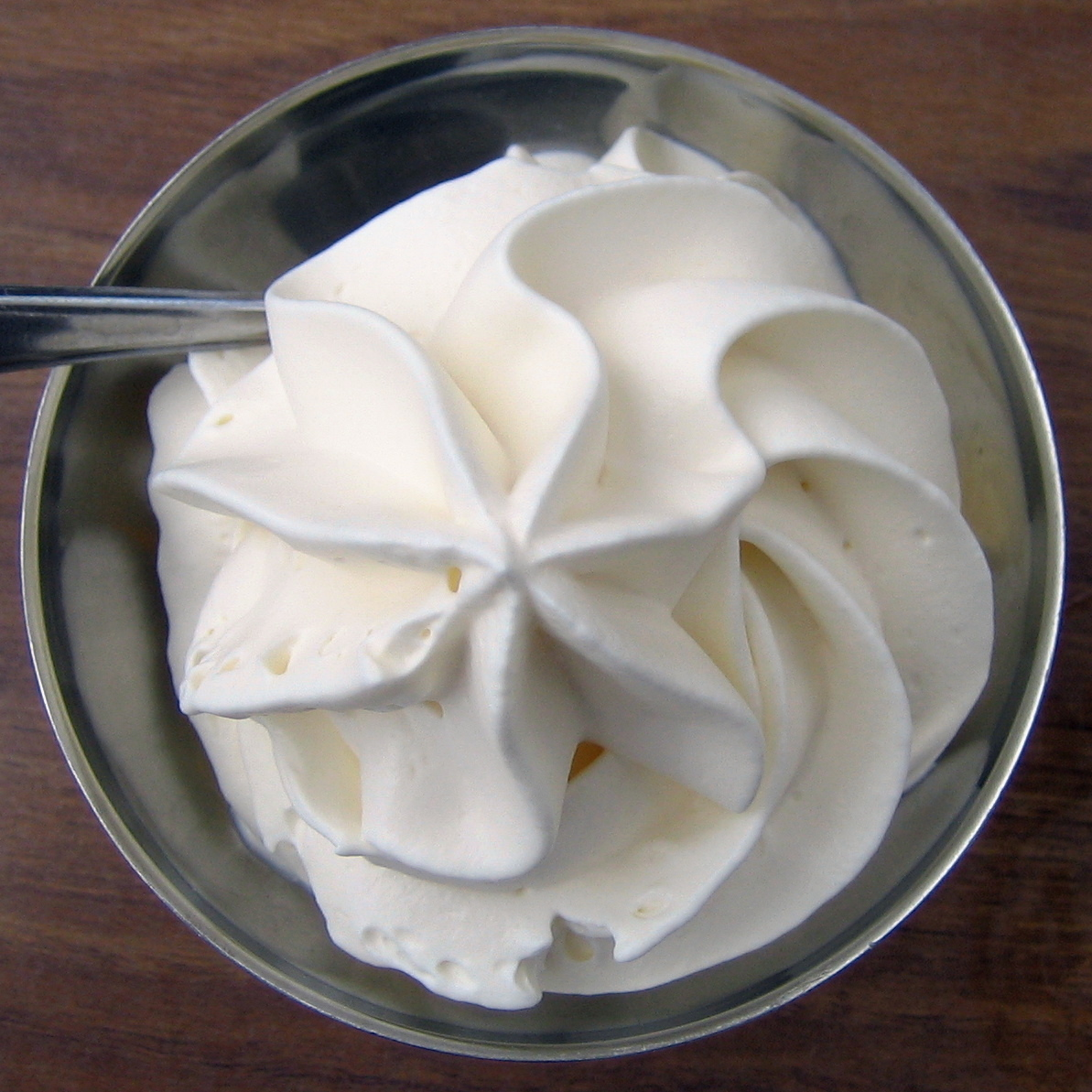
Crème Chantilly được tạo ra ở Château de Chantilly
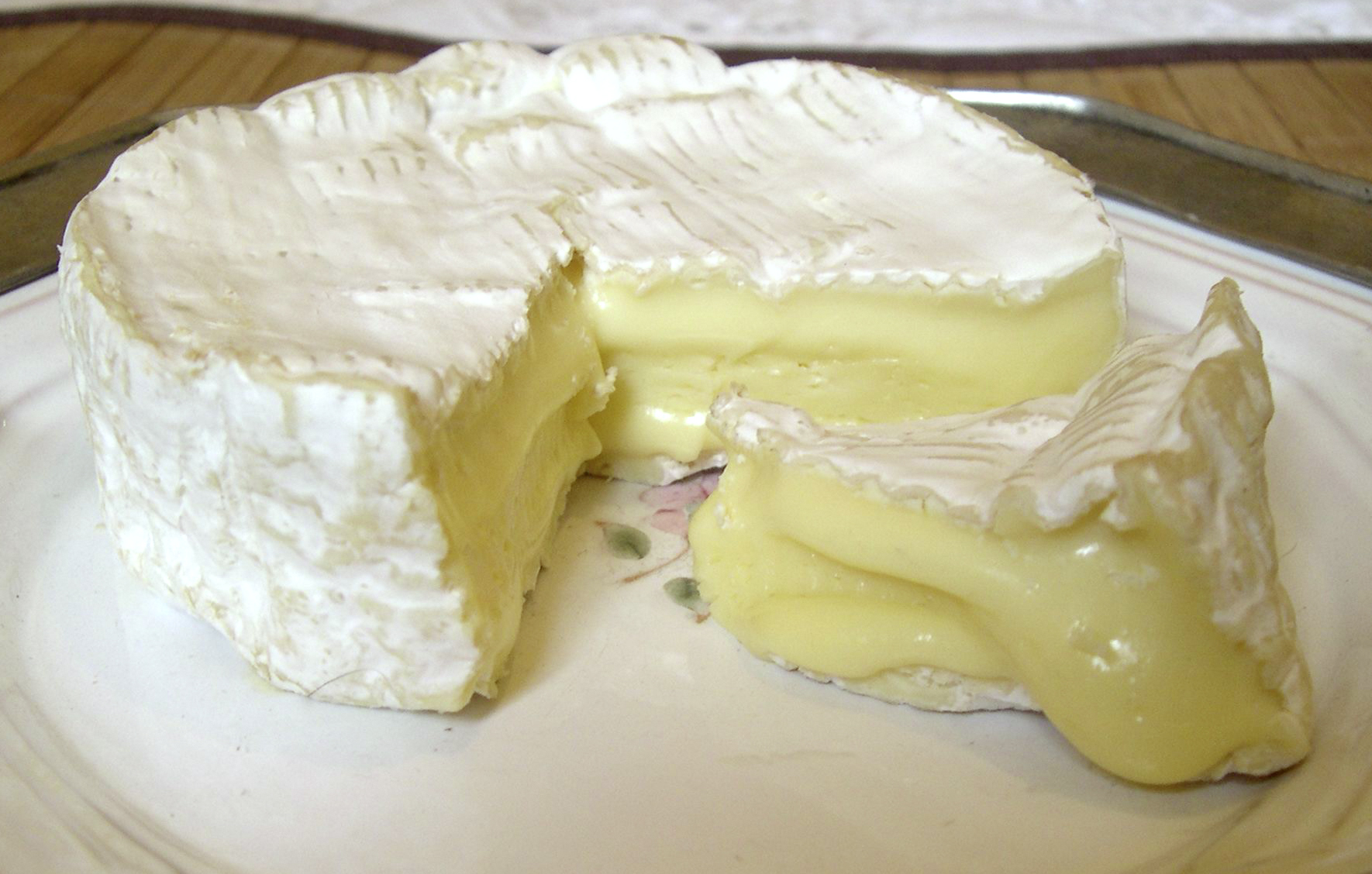
Camembert, pho mát đặc sản từ Normandy
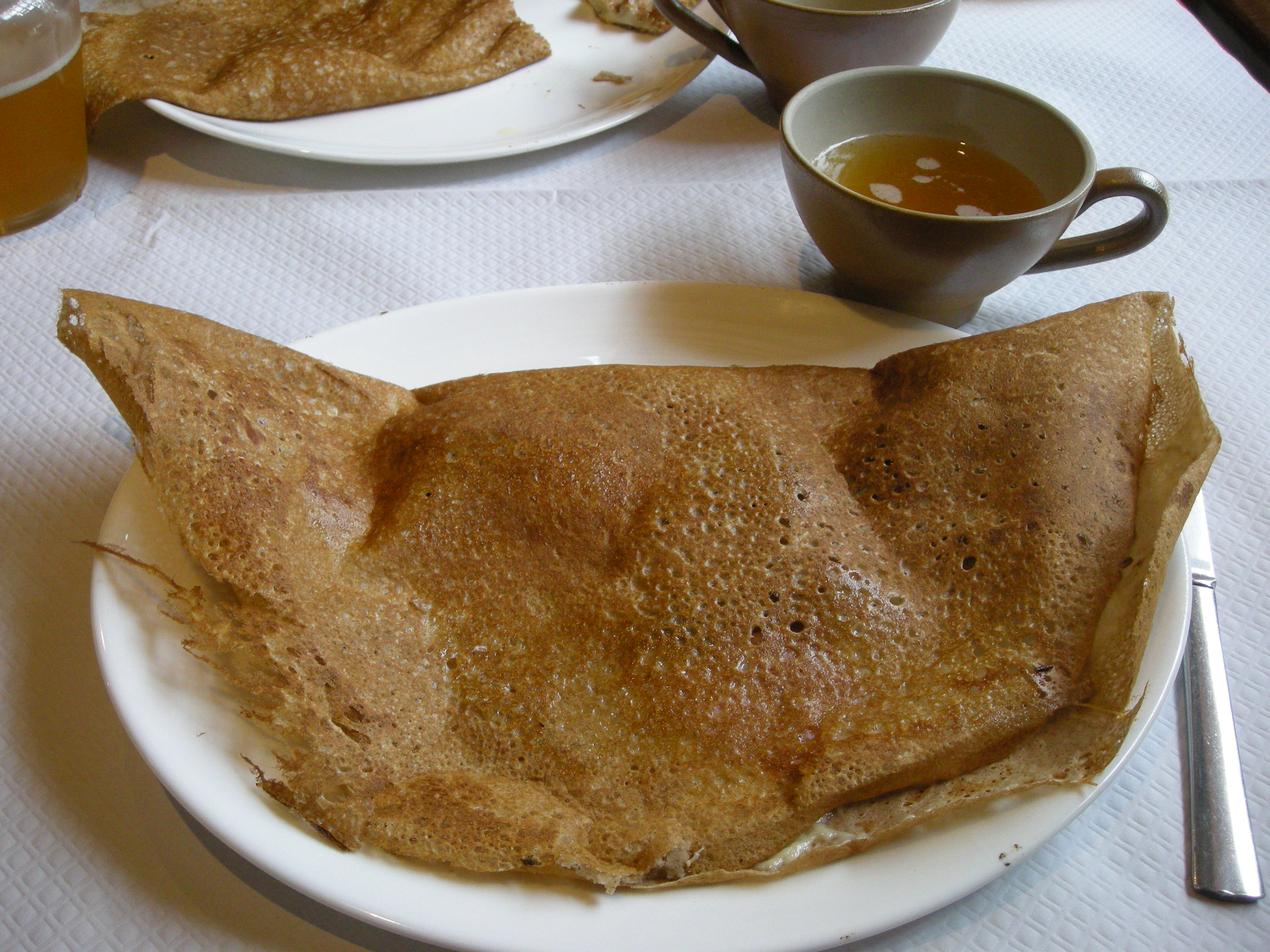
Bánh kếp và Cider, đặc sản từ Brittany
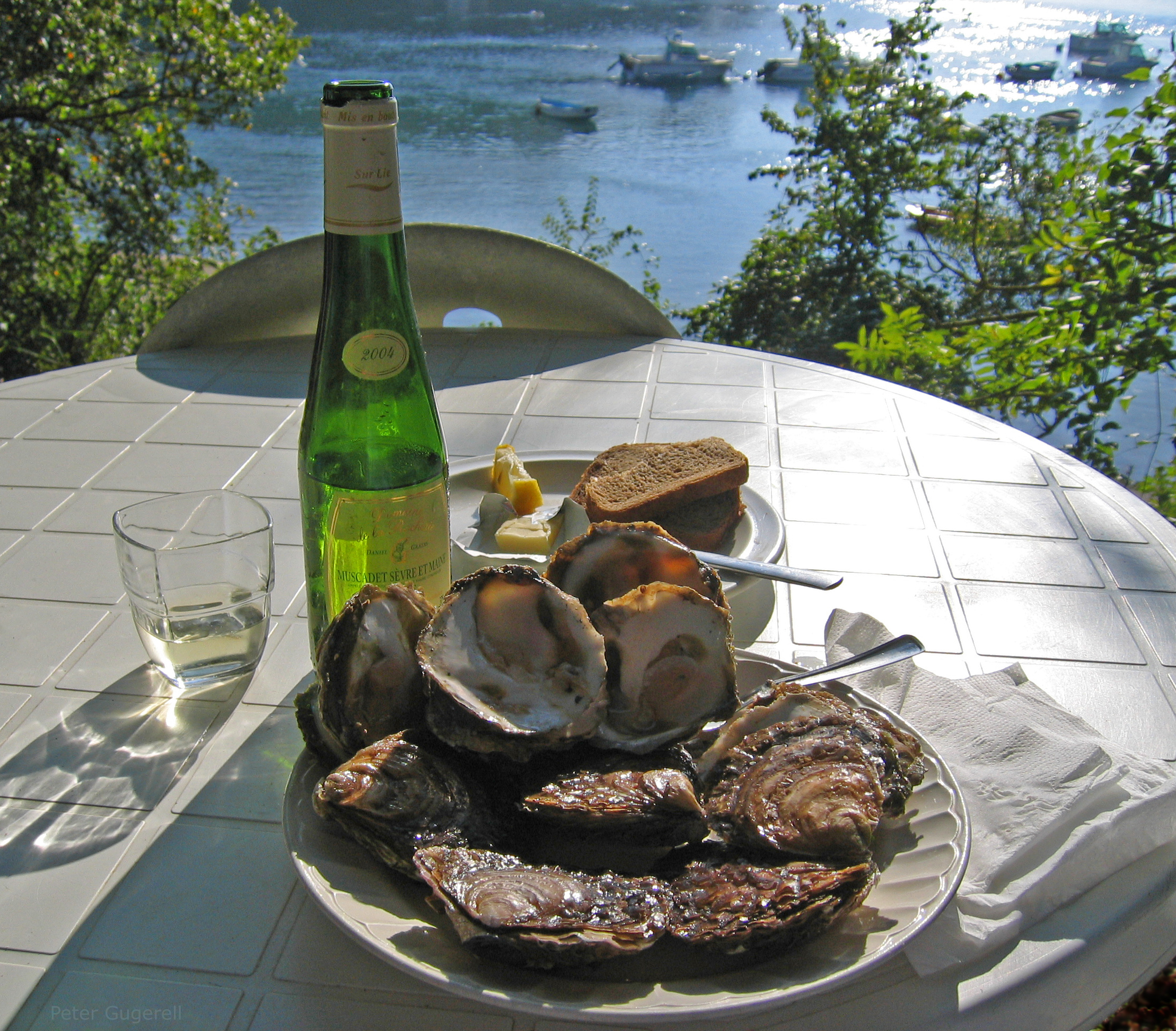
Hàu belon

### Thung lũng Loire và miền trung Pháp
Hoa quả chất lượng cao đến từ thung lũng Loire và miền trung Pháp, bao gồm anh đào trồng để làm rượu mùi Guignolet và lê 'Belle Angevine'. Dâu tây và dưa gang cũng có chất lượng cao. Cá cũng xuất hiện trong ẩm thực này, thường được phục vụ với xốt beurre blanc, cũng như thịt thú hoang, cừu, bê, bò Charolais, gà Géline, và pho mát dê chất lượng cao. Các loại rau non cũng thường được sử dụng trong ẩm thực này, Nấm champignons de Paris là đặc sản của vùng này. Giấm từ Orléans cũng là một nguyên liệu đặc sản.:129, 132

### Corsica
Có rất nhiều dê vào cừu ở đảo Corsica và thịt cừu được sử dụng để chế biến các món như "stufato", ragy và nướng. Pho mát cũng được sản xuất, với "brocciu" là loại phổ biến nhất. Hạt dẻ mọc ở rừng Castagniccia, được sử dụng để làm bột, mà sau đó được sử dụng để làm bánh mì, bánh và polenta. Khu rừng cung cấp hạt sồi dùng để cho lợn và lợn rừng ăn mà cung cấp protein cho ẩm thực của đảo. Cá nước ngọt và hải sản cũng phổ biến. Thịt lợn ở đảo được sử dụng để làm giăm bông, xúc xích và những thứ độc đáo khác bao gồm coppa (sườn khô cắt), lonzu (thịt lợn khô phi lê), figatella, salumu (một loại xúc xích khô) salcietta, Panzetta, thịt muối, figatellu (xúc xích gan khô và xông khói) và prisuttu (giăm bông của nông dân). Cam clementine, chanh, quả xuân đào và sung được trồng ở đây. Thanh yên ngâm đường được sử dụng trong nougat, hạt dẻ cũng được sử dụng trong các món tráng miêng. Corsica cung cấp nhiều loại rượu vang và rượu mùi hoa quả, bao gồm Cap Corse, Patrimonio, Cédratine, Bonapartine, liqueur de myrte, vins de fruit, Rappu, và eau-de-vie de châtaigne.:435,441,442

### Burgundy và Franche-Comté
Burgundy và Franche-Comté nổi tiếng với rượu vang của chúng. Cá chó, cá rô, cua đồng, ốc, thú săn, lý chua đỏ, lý chua đen có ở cả vùng Burgundy và Franche-Comté. Các món mặn đặc sản trong Cuisine franc-comtoise (ẩm thực Franche-Comté) từ vùng Bourgogne-Franche-Comté là Croûte aux morilles, Poulet à la Comtoise, cá hồi chấm, thịt xông khoái và các loại pho mát như Mont d'Or, Comté và Morbier mà có vị ngon nhất khi ăn nóng hoặc lạnh, món Coq au vin jaune tinh tế và món tráng miệng đặc biệt gâteau de ménage. Thịt bò Charolais, poultry từ Bresse, ốc biển, bánh mật ong, Chaource và pho mát Epoisses là các đặc sản của ẩm thực địa phương vùng Burgundy. Mù tạt Dijon cũng là một đặc sản của ẩm thực Burgundy. Crème de Cassis là một loại rượu mạnh phổ biến làm từ lý chua đen. Dầu được sử dụng trong nấu ăn ở đây, các loại dầu bao gồm dầu hạt và dầu cải dầu.:153,156,166,185

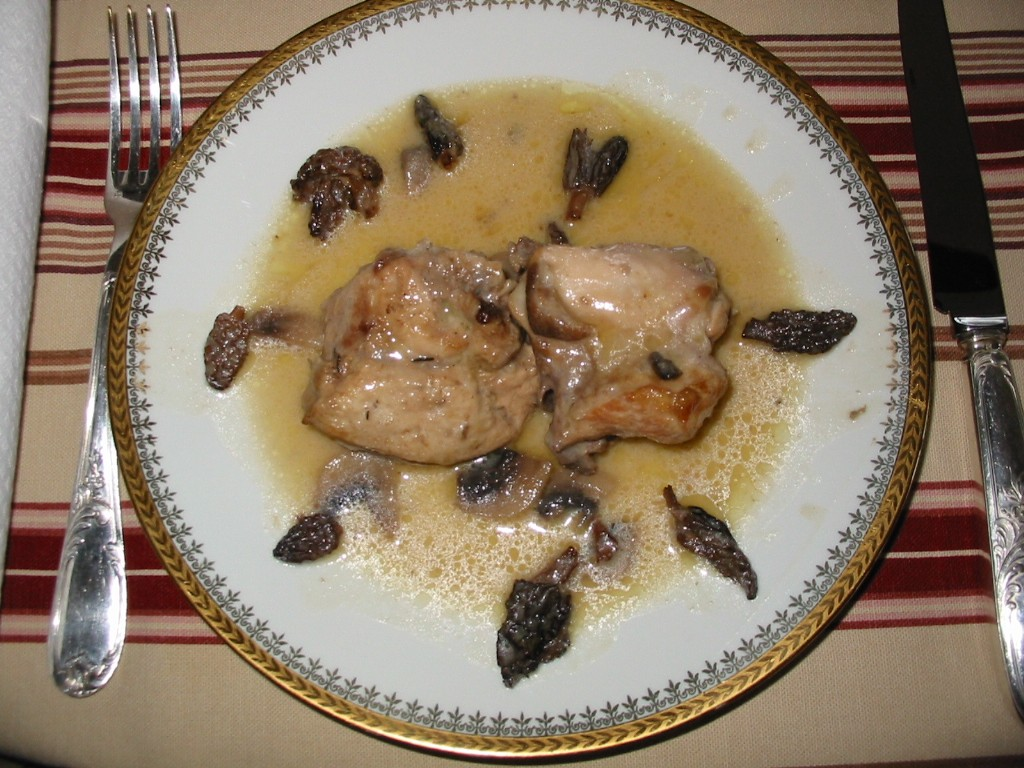
Coq au vin jaune
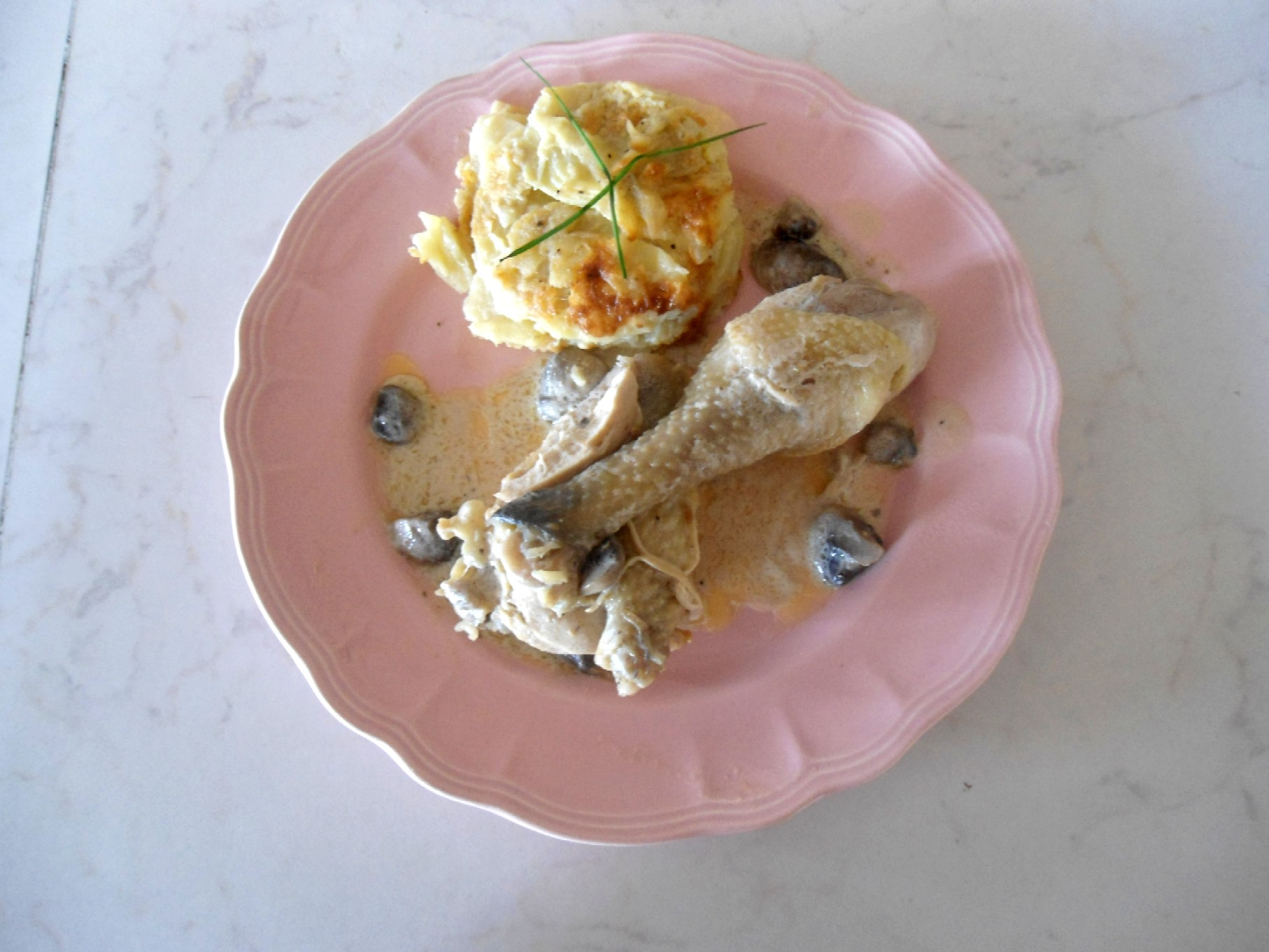
Poulet à la Comtoise
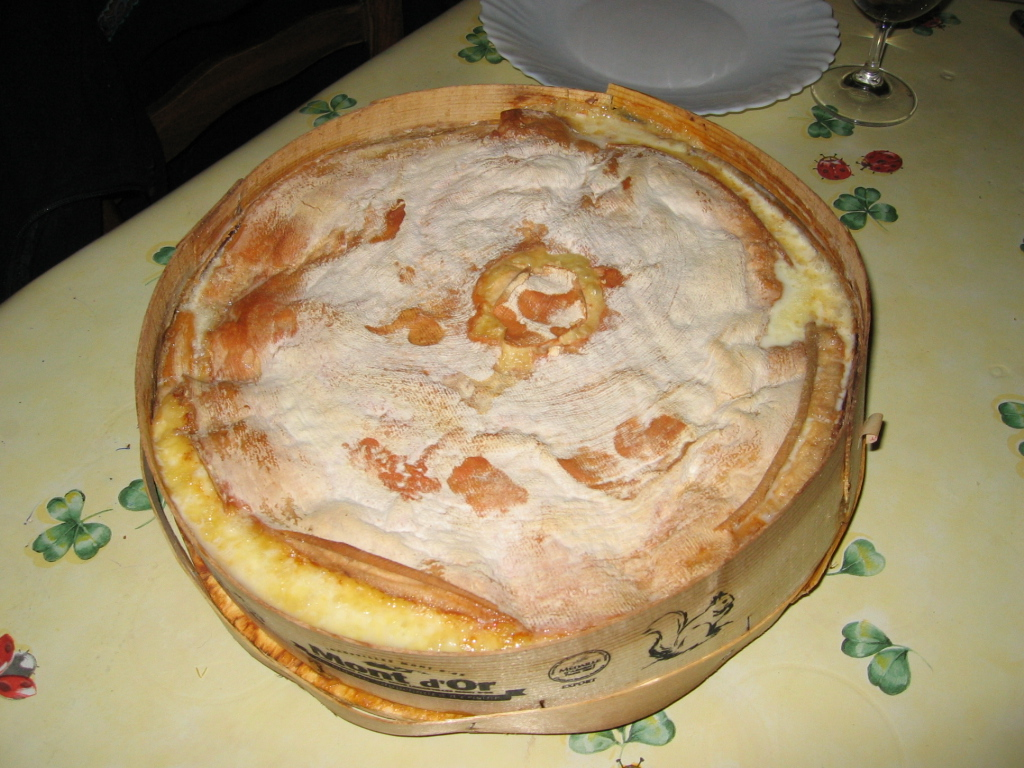
Mont d'Or chaud
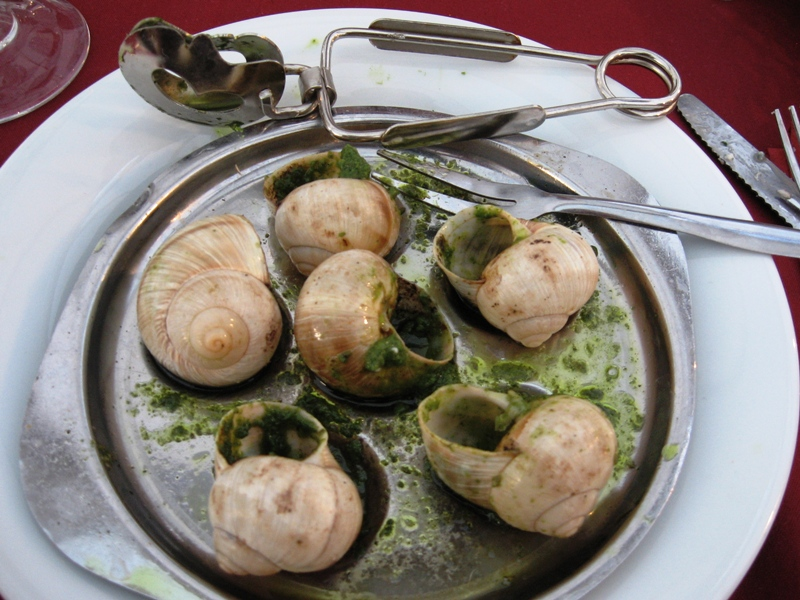
Escargot, với kẹp và dĩa đặc biệt
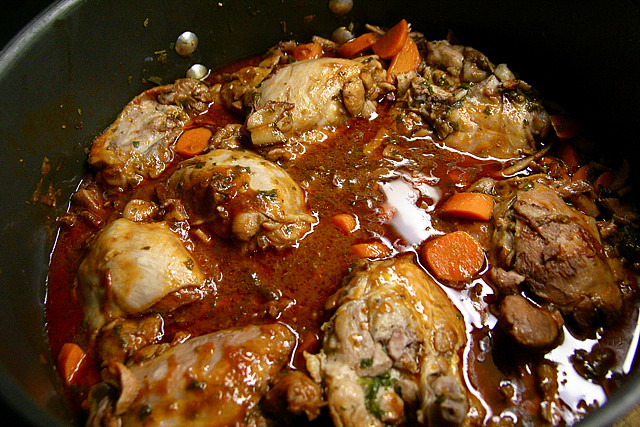
Coq au vin
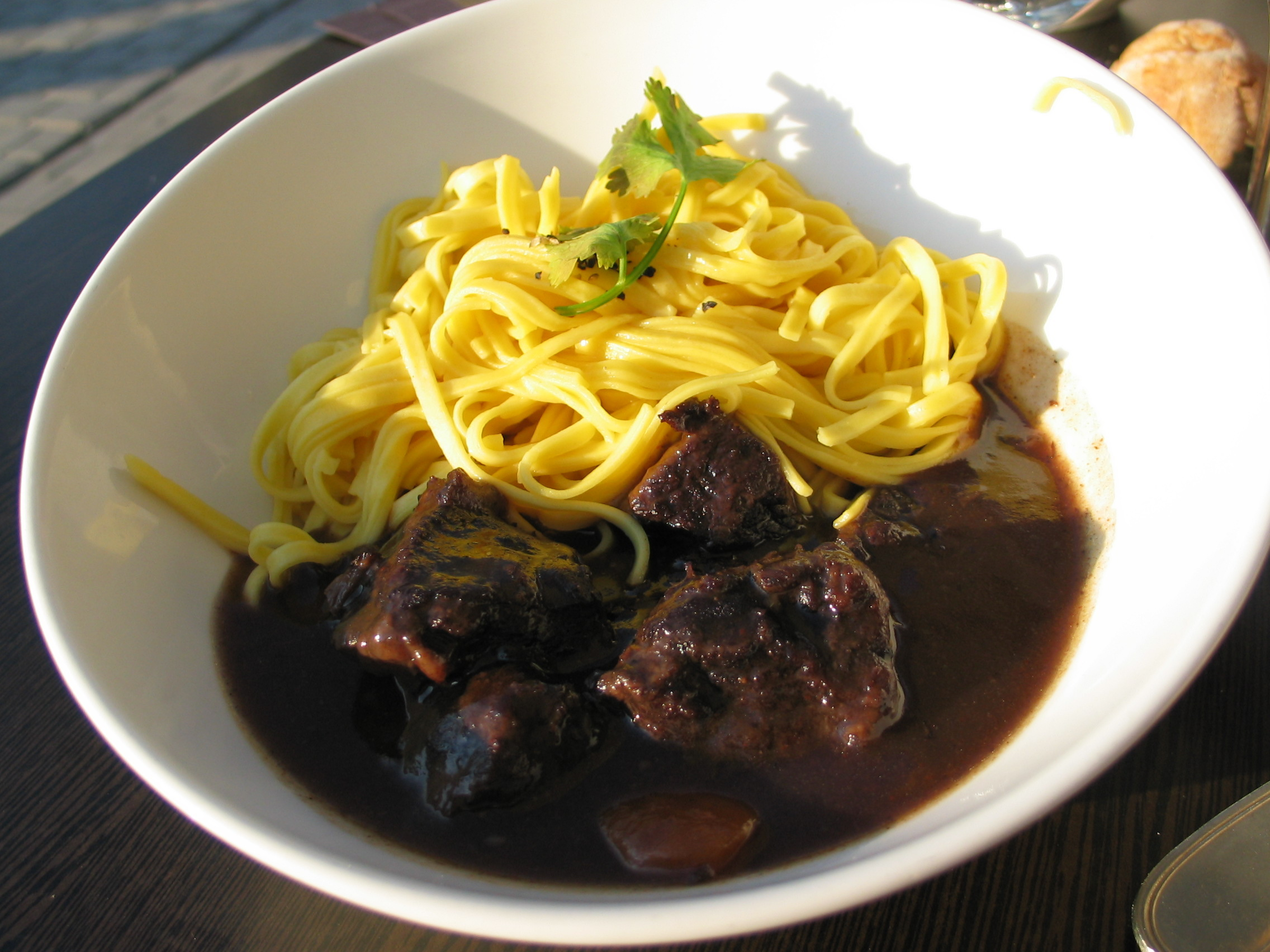
Bò bourguignon
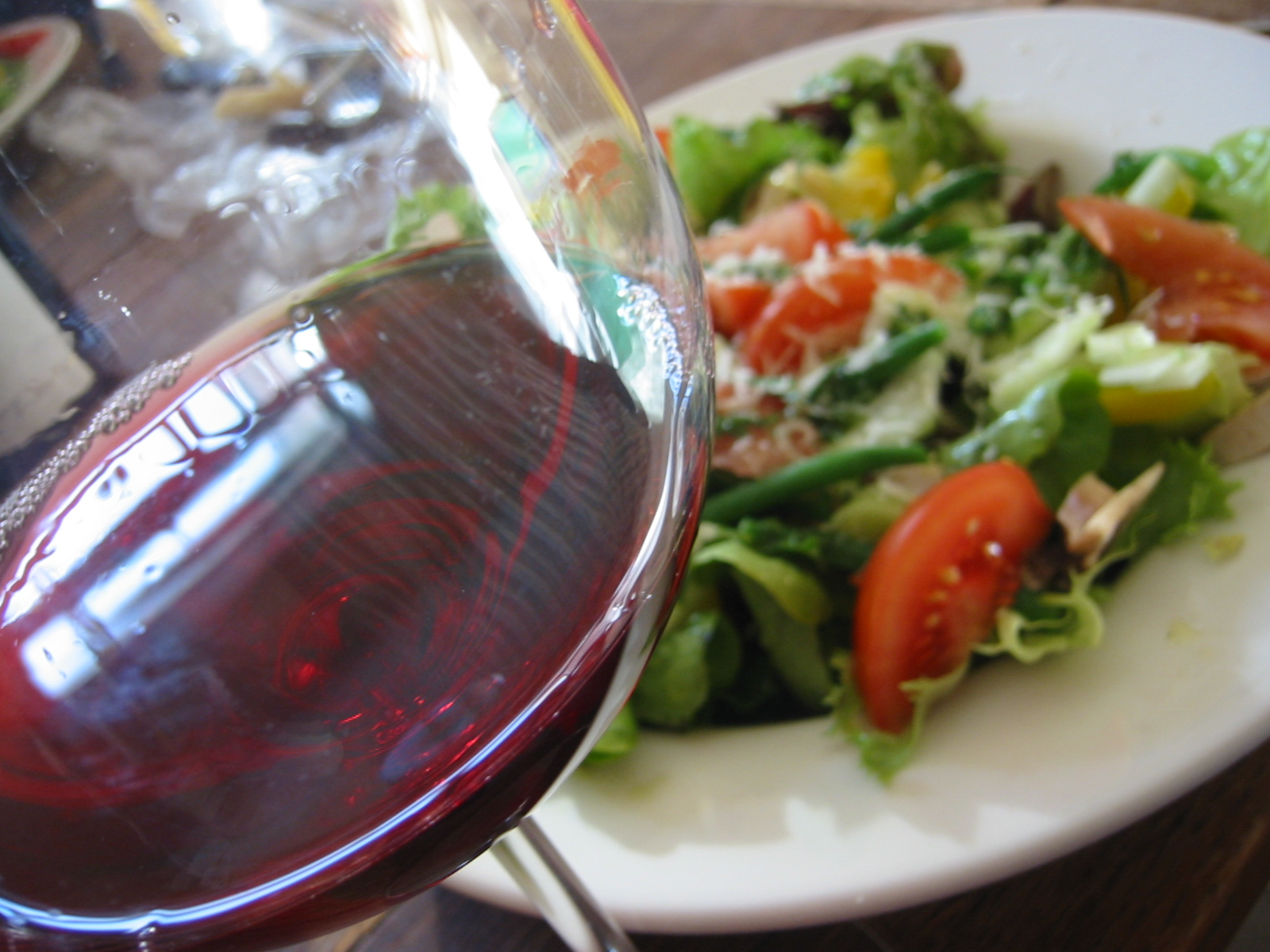
Rượu vang Beaujolais
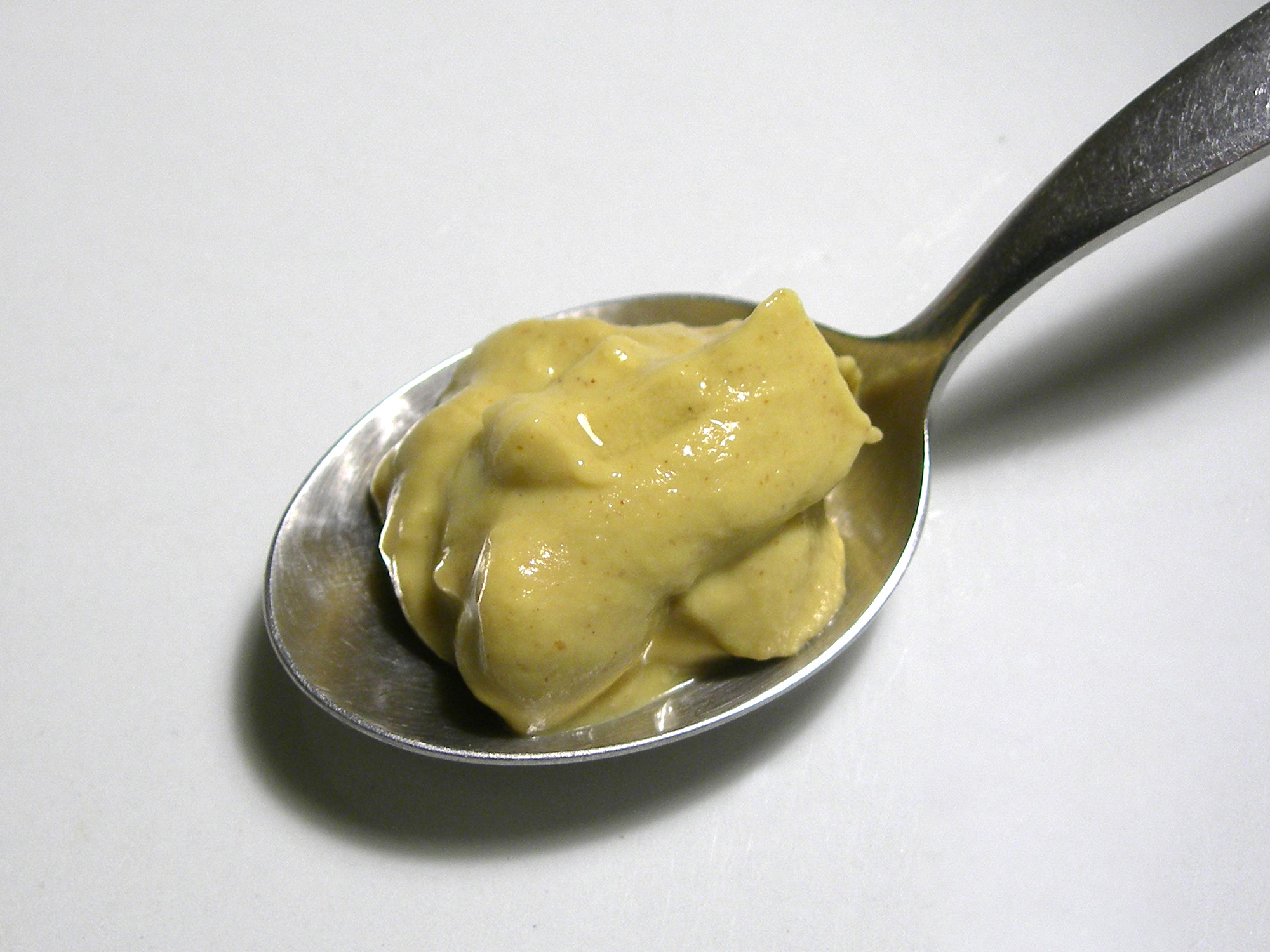
Moutarde de Dijon
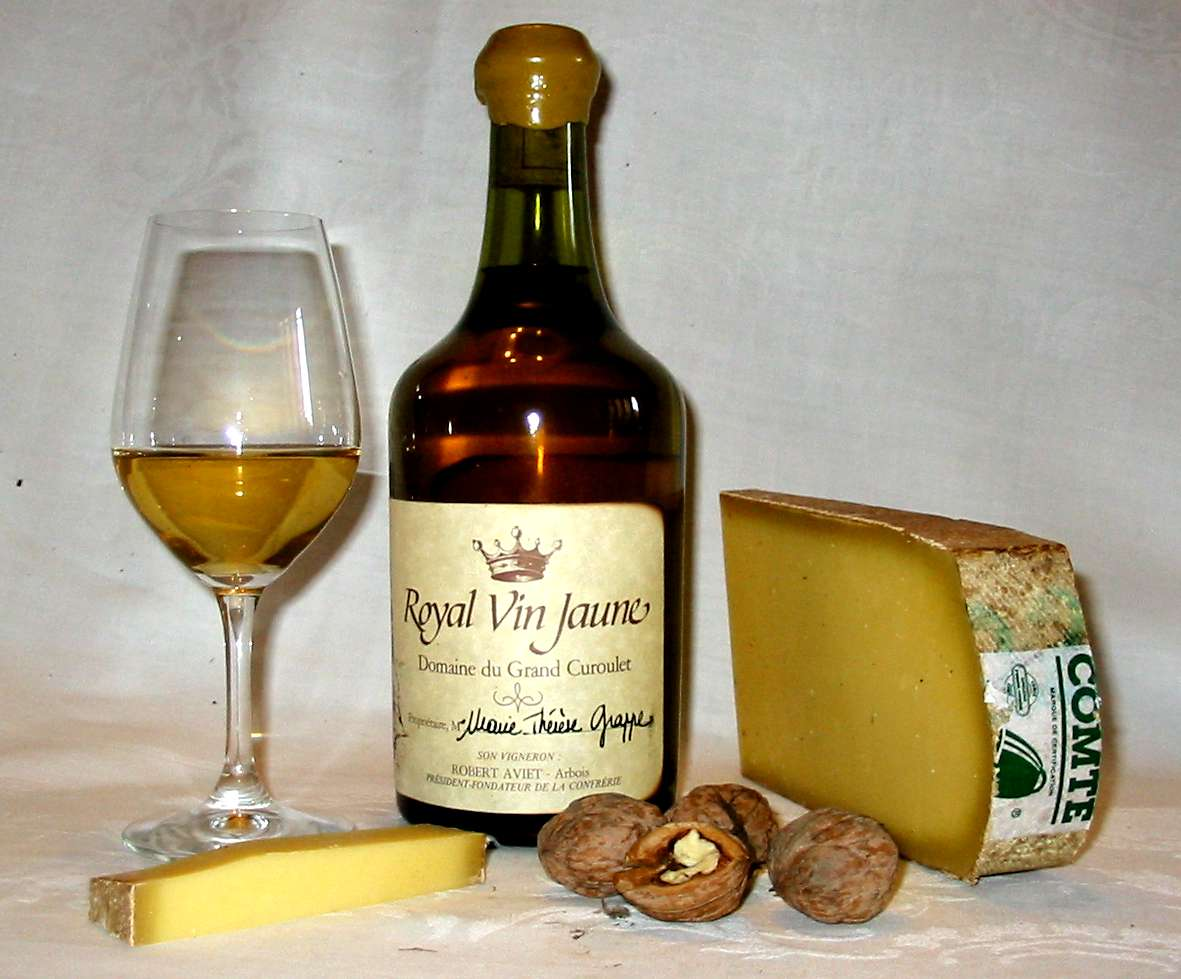
Pho mát Comté & Vin jaune
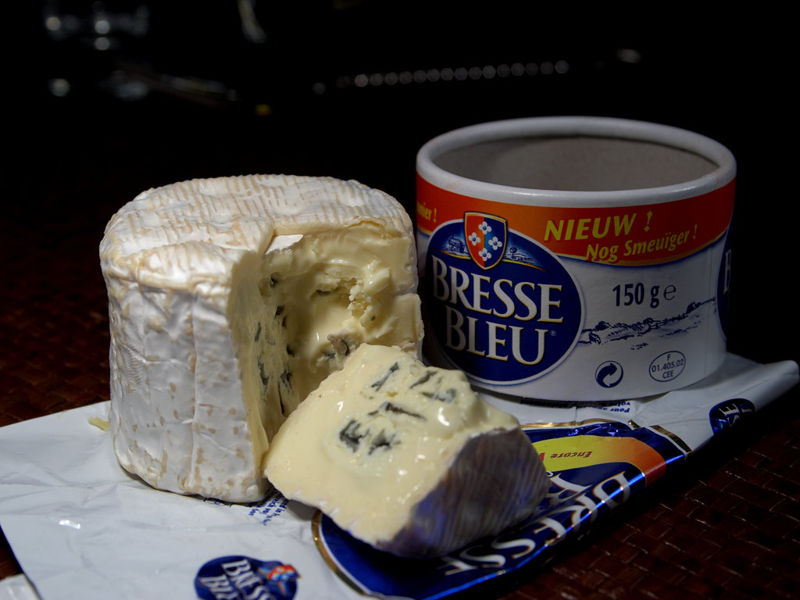
Bleu de Bresse
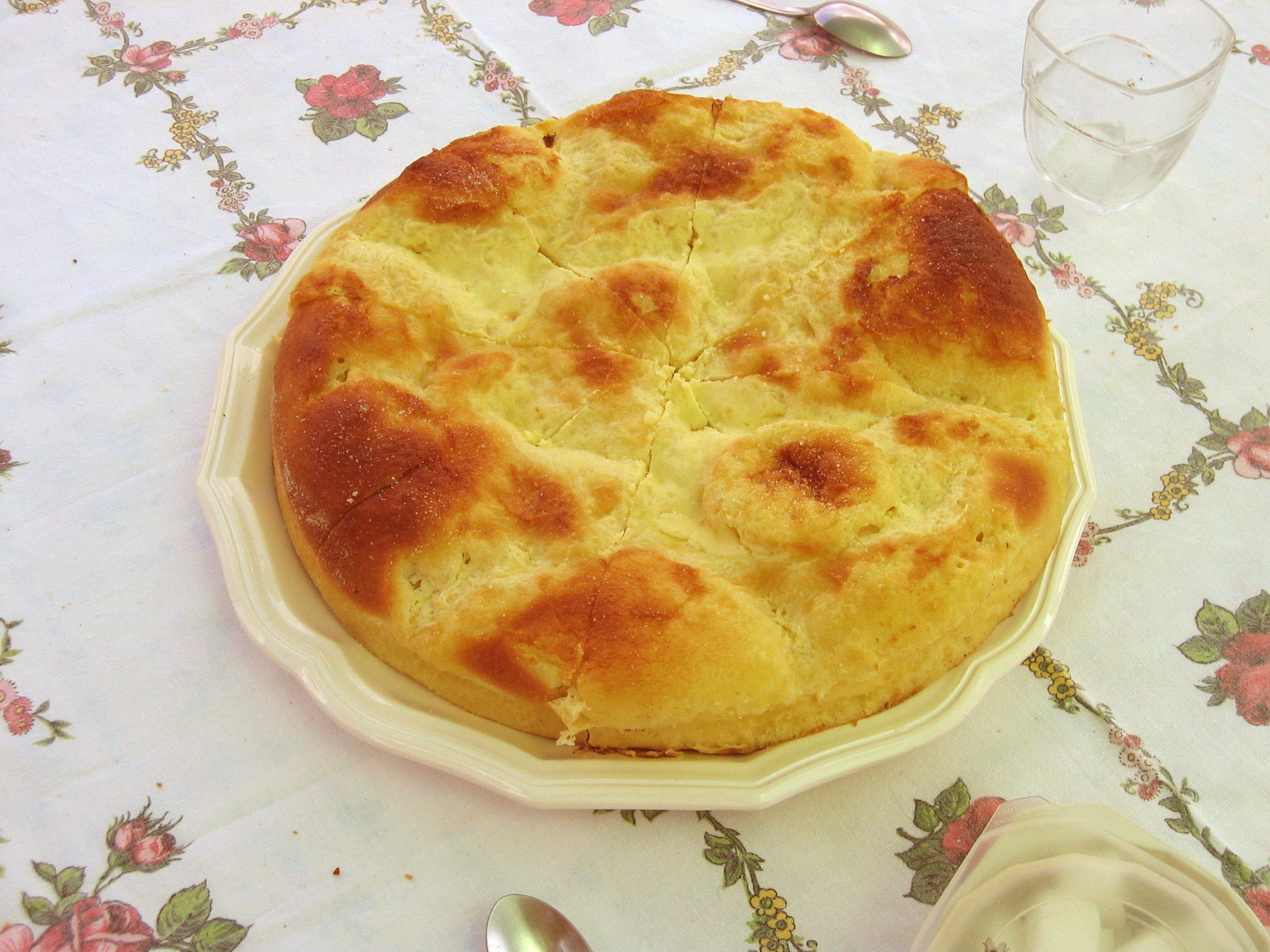
Gâteau de ménage

### Lyon-Rhône-Alpes

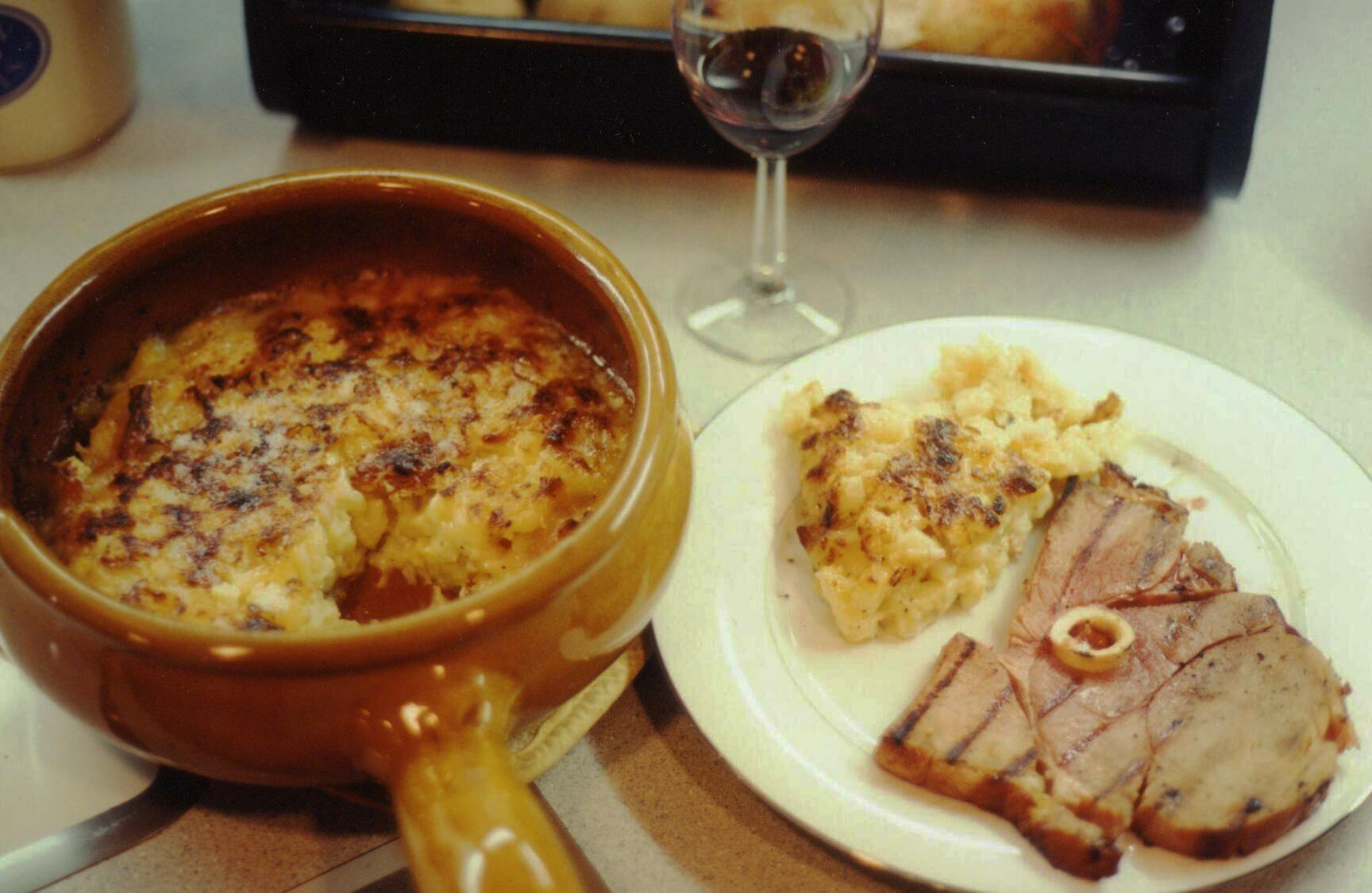
Tartiflette chín và giăm bông nướng

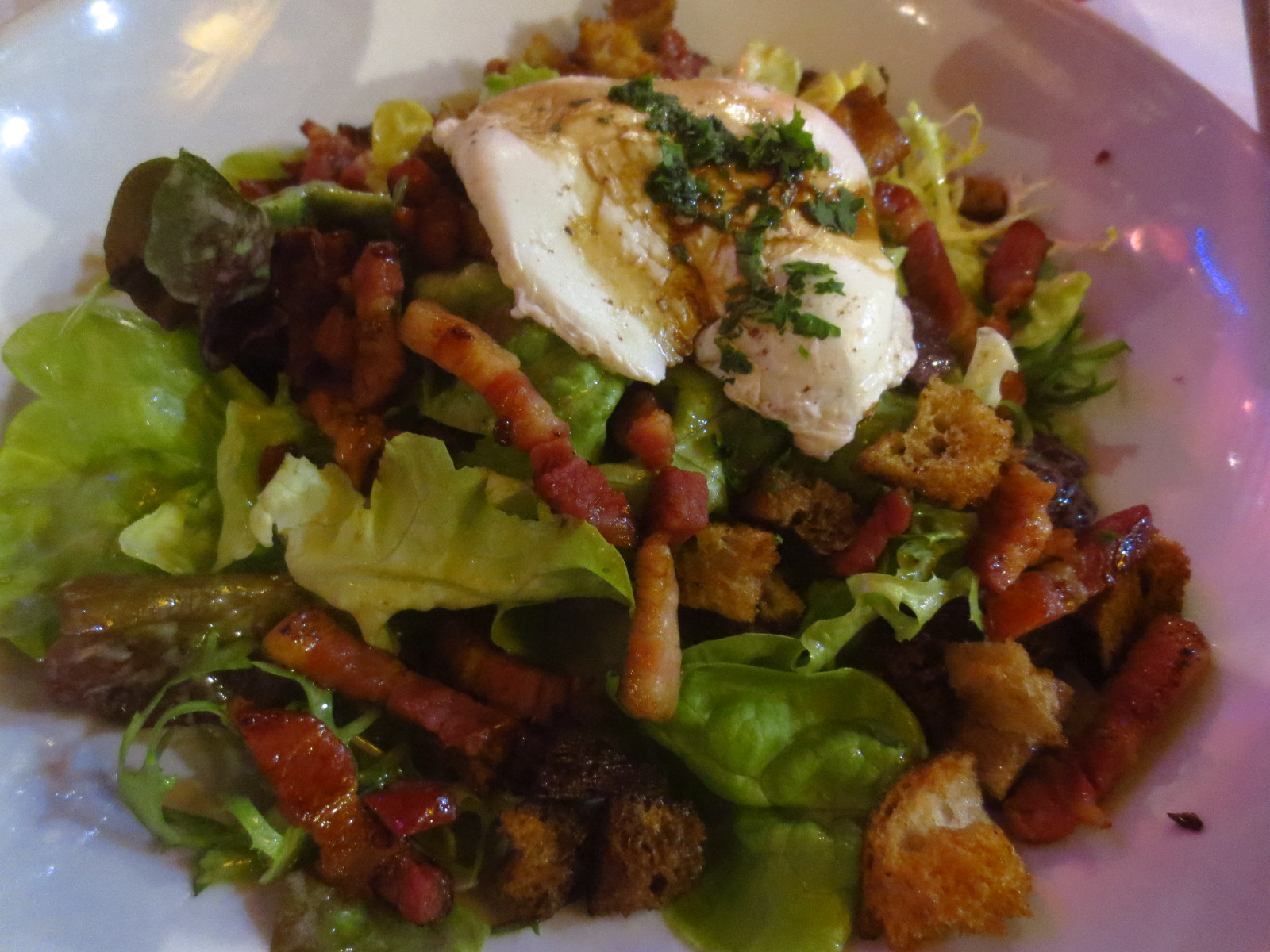
Salade lyonnaise

Trái cây và rau non phổ biến trong ẩm thực vùng thung lũng Rhône. Gia cầm từ Bresse, gà Phi từ Drôme và cá từ hồ Dombes và suối ở núi Rhône-Alpes cũng là các phần quan trọng của ẩm thực này. Lyon và Savoy cung cấp xúc xích chất lượng cao trong khi vùng Anpơ cung cấp các loại pho mát đặc sản như Beaufort, Abondance, Reblochon, Tomme và Vacherin. Mères lyonnaises là loại nhà hàng bistro của khu vực. Những đầu bếp nổi tiếng của vùng này bao gồm Fernand Point, Paul Bocuse, anh em Troisgros và Alain Chapel. Dãy núi Chartreuse ở trong vùng này, và rượu mạnh Chartreuse được sản xuất bởi những thầy tu Grande Chartreuse monks.:197,230

### Poitou-Charentes và Limousin
Hàu đến từ lưu vực Oléron-Marennes,trong khi vẹm đến từ vịnh Aiguillon. Mặt hàng chất lượng cao đến từ vùng nội địa, đặc biệt là pho mát dê. Vùng này và Vendée nuôi bò Parthenaise, trong khi gia cầm được nuôi ở Challans. Vùng Poitou-Charentes sản xuất bơ và kem sữa tốt nhất ở Pháp. Cognac cũng được sản xuất tại vùng này dọc theo sông Charente. Vùng Limousin có bò Limousin chất lượng cao, cũng như cừu chất lượng cao. VÙng rừng cung cấp thú săn và nấm chất lượng cao. Vùng phía nam xung quanh Brive có cách nấu ăn ảnh hưởng từ Périgord và vùng Auvergne tạo ra một kiểu ẩm thực ngon.:237

### Bordeaux, Périgord, Gascony, và xứ Basque
Bordeaux được biết đến với rượu vang, với một số vùng cung cấp nho đặc sản để làm rượu. Câu cá để nấu ăn phổ biến ở khu vực này, câu cái biển ở vịnh Biscay, đánh cá ở Garonne và bắt cá suối ở Pyrenees. Pyrenees cũng cung cấp thịt cừu chất lượng cao, như "Agneau de Pauillac", cũng như pho mát cừu chất lượng cao. Bò ở vùng này bao gồm Blonde d'Aquitaine, Boeuf de Chalosse, Boeuf Gras de Bazas, vàGaronnaise. Vùng này cũng có gà, gà tây, bồ câu, gà trống thiến, ngỗng và vịt chất lượng cao. Ẩm thực Gascony và Périgord bao gồm patés, terrine, confit và magrets chất lượng cao. Nó cũng là một trong các vùng sản xuất gan béo hoặc gan ngỗng hoặc vịt béo nổi bật. Ẩm thực vùng này thường khó tiêu và phụ thuộc vào nông trại. Armagnac cũng là đồ uống của vùng này, được làm từ mận khô chất lượng cao ở Agen.:259,295
Pháp có một số vùng mà người dân tiêu thụ thịt chuột, như là ở Bordeaux.

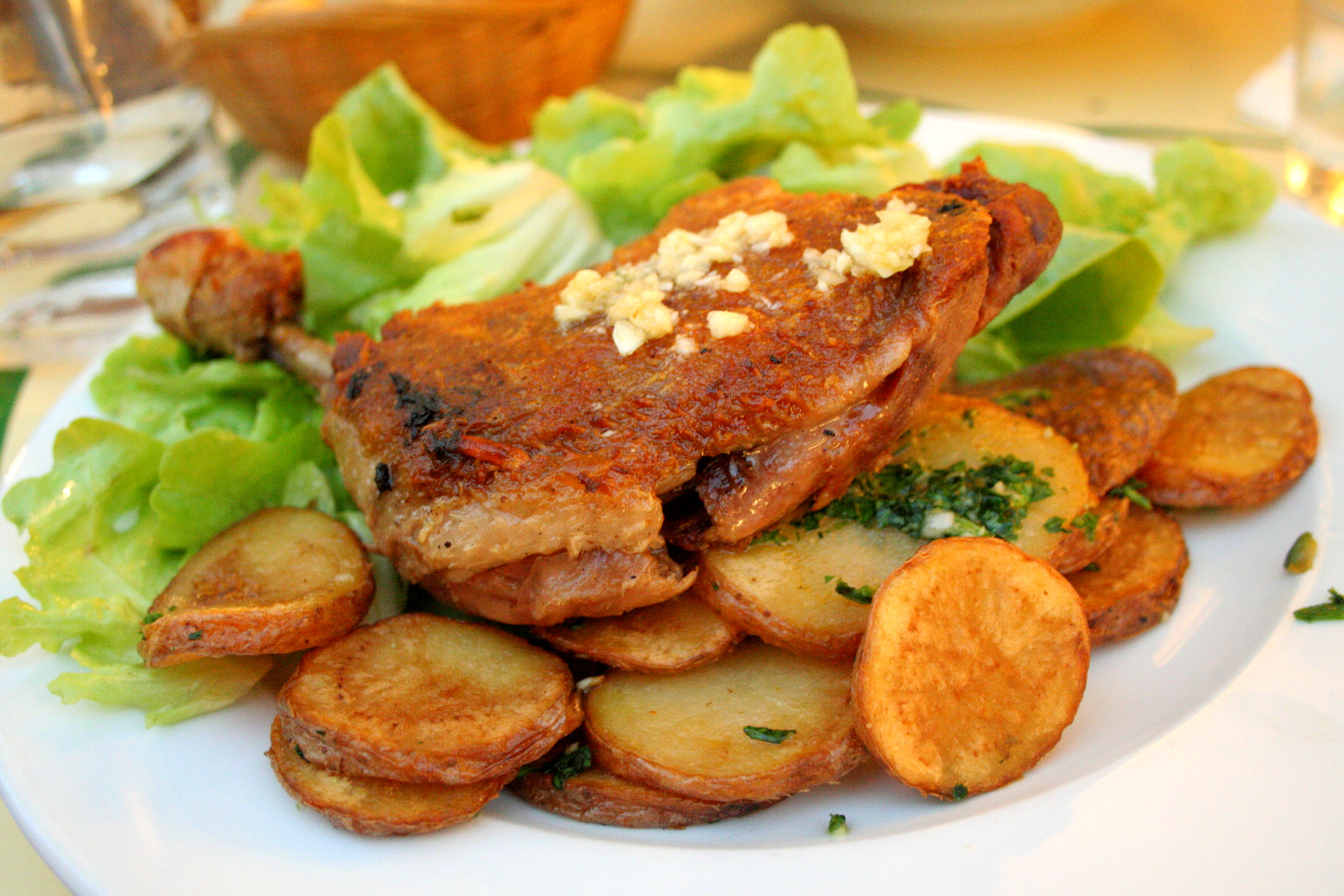
Confit de canard
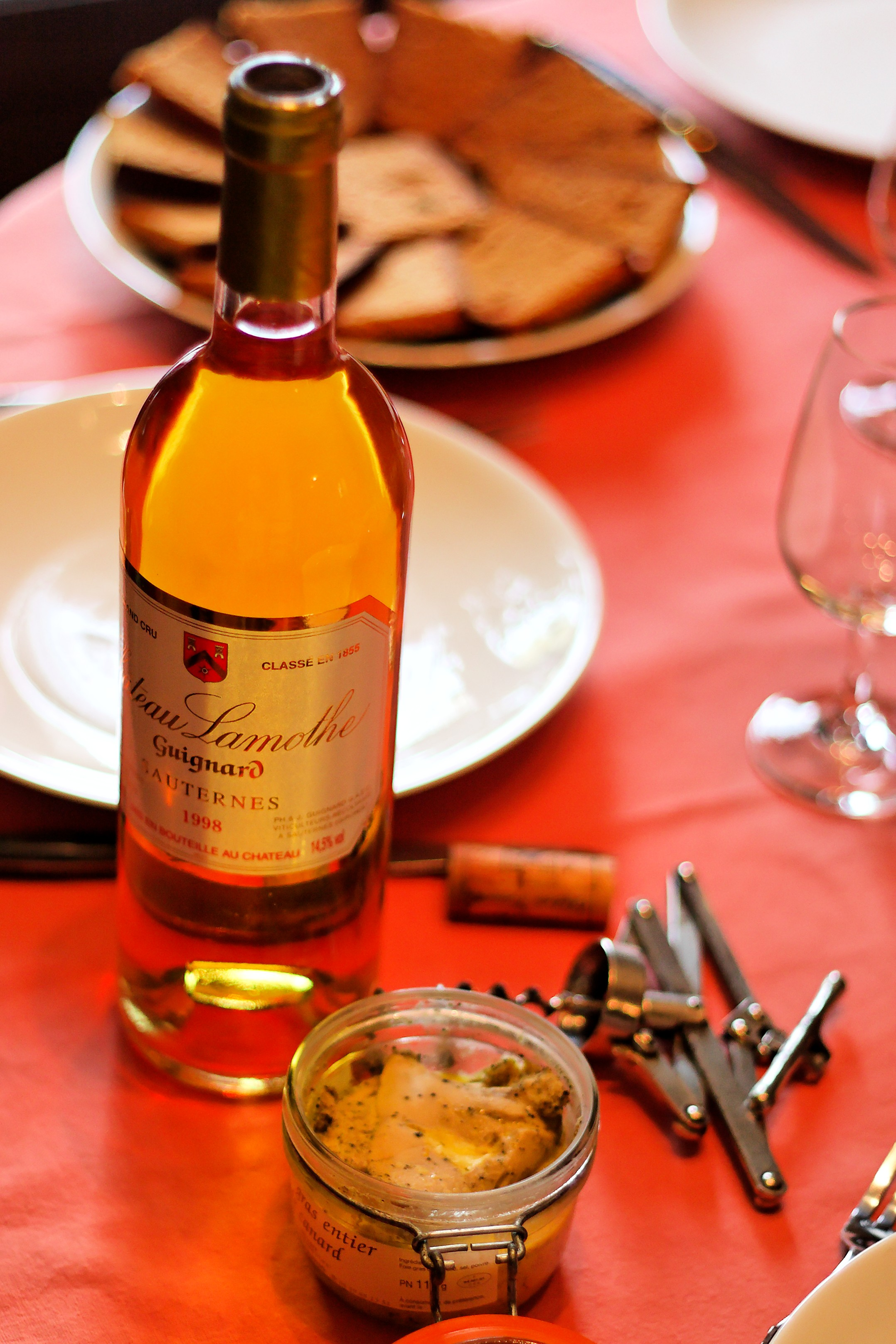
A terrine từ gan béo với một chai Sauternes
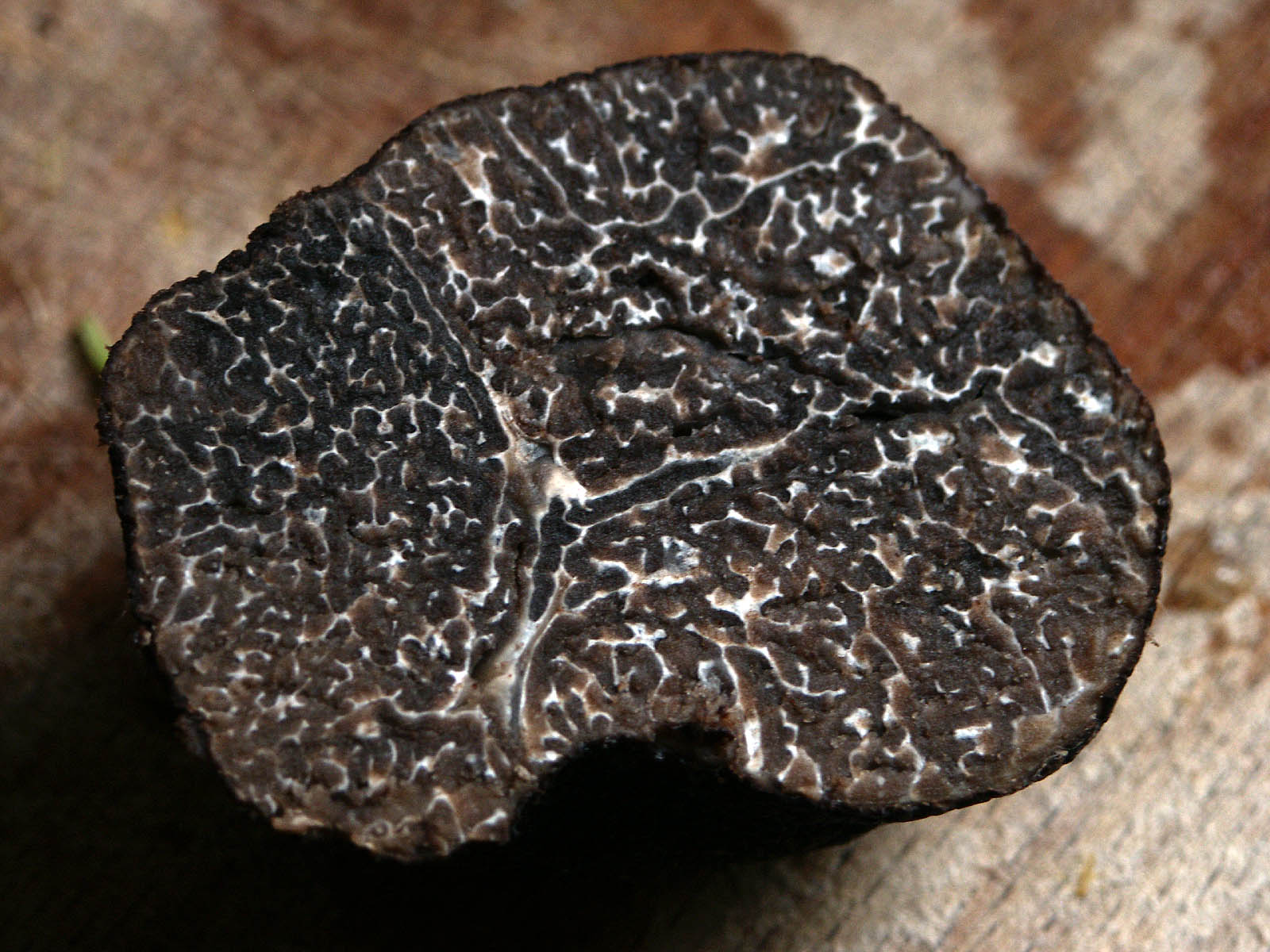
Nấm cục đen Périgord
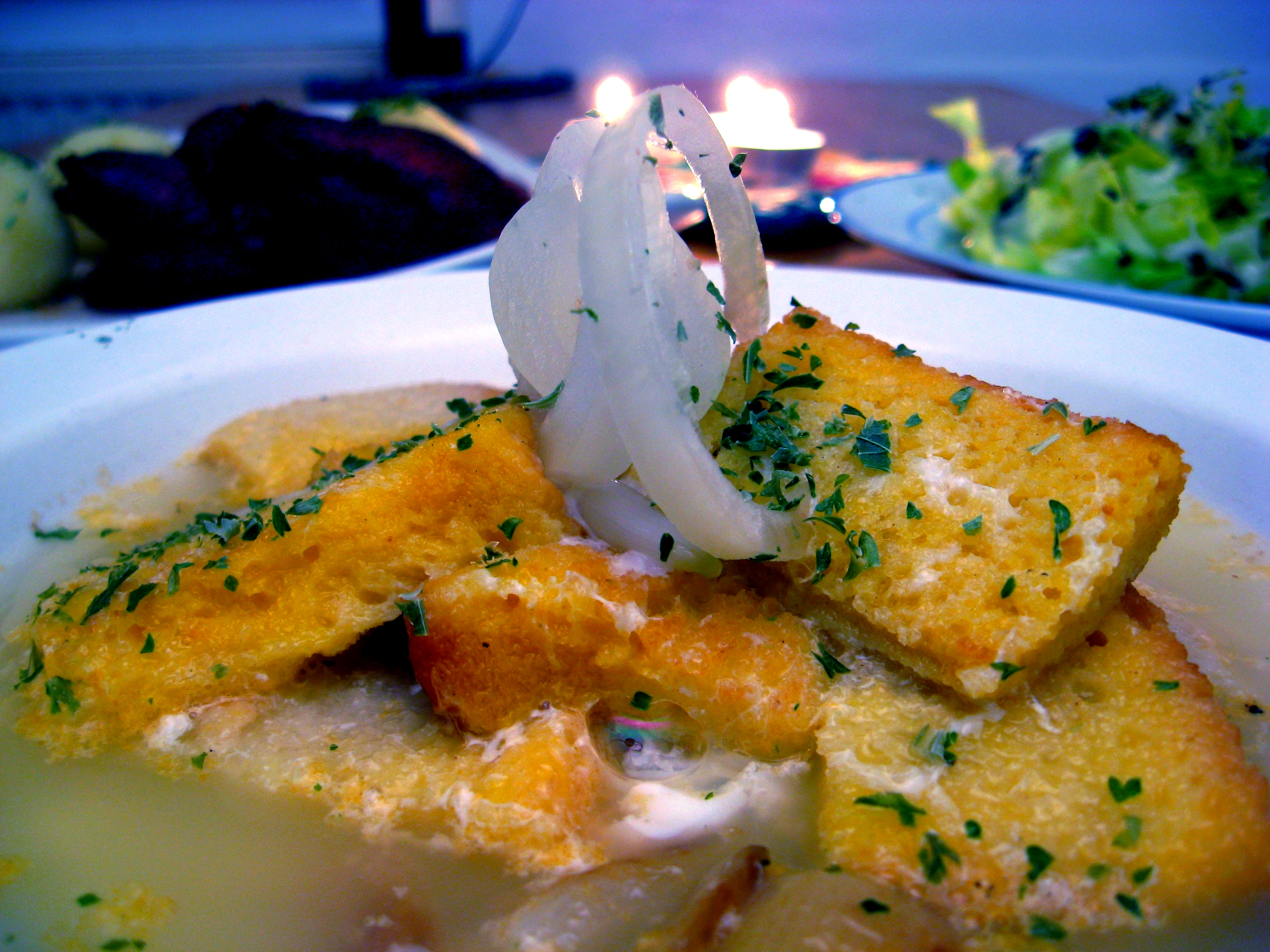
Tourin, một loại súp tỏi từ Dordogne

### Toulouse, Quercy, and Aveyron
Gers, một tỉnh của pháp, thuộc vùng này và có gia cầm chất lượng cao, trong khi khu vực La Montagne Noire và Lacaune cung cấp giăm bông và xúc xích khô chất lượng cao. Ngô trắng được trồng rất nhiều trong vùng này để vỗ béo vịt và ngỗng để làm món gan béo và sử dụng làm món millas, một món cháo yến mạch ngô. Đậu haricot cũng được trồng ở vùng này, nó là nguyên liệu chính để làm món cassoulet. Loại xúc xích tốt nhất ở Pháp thường được mọi người công nhận là saucisse de Toulouse, cũng được sử dụng trong phiên bản món cassoulet của Toulouse. Khu vực Cahors sản xuất đặc sản "rượu vang đen" chất lượng cao cũng như nấm truffle chất lượng cao và các loại nấm khác.
Vùng này sản xuất thịt cừu non. Sữa cừu không tiệt trùng được sử dụng để làm Roquefort ở Aveyron, trong khi Laguiole sản xuất pho mát sữa bò không tiệt trùng. Bò Salers cung cấp sữa chất lượng cao để làm pho mát, cũng như các sản phẩm từ thịt bò và bê. Vùng đất núi lửa này giúp tạo ra pho mát cứng rắn và đậu lăng xuất sắc. Lượng lớn nước khoáng cũng được sản xuất ở vùg này.:313 Pho mát cabécou từ Rocamadour, một khu định cư thời Trung Cổ được xây dựng ngay tại mỏm núi, ở vùng quê Causses du Quercy giày có. Khu vực này nơi sản xuất sữa lâu đời nhất vùng; và đấtđất ở đây cũng thích hợp để nuôi dê.

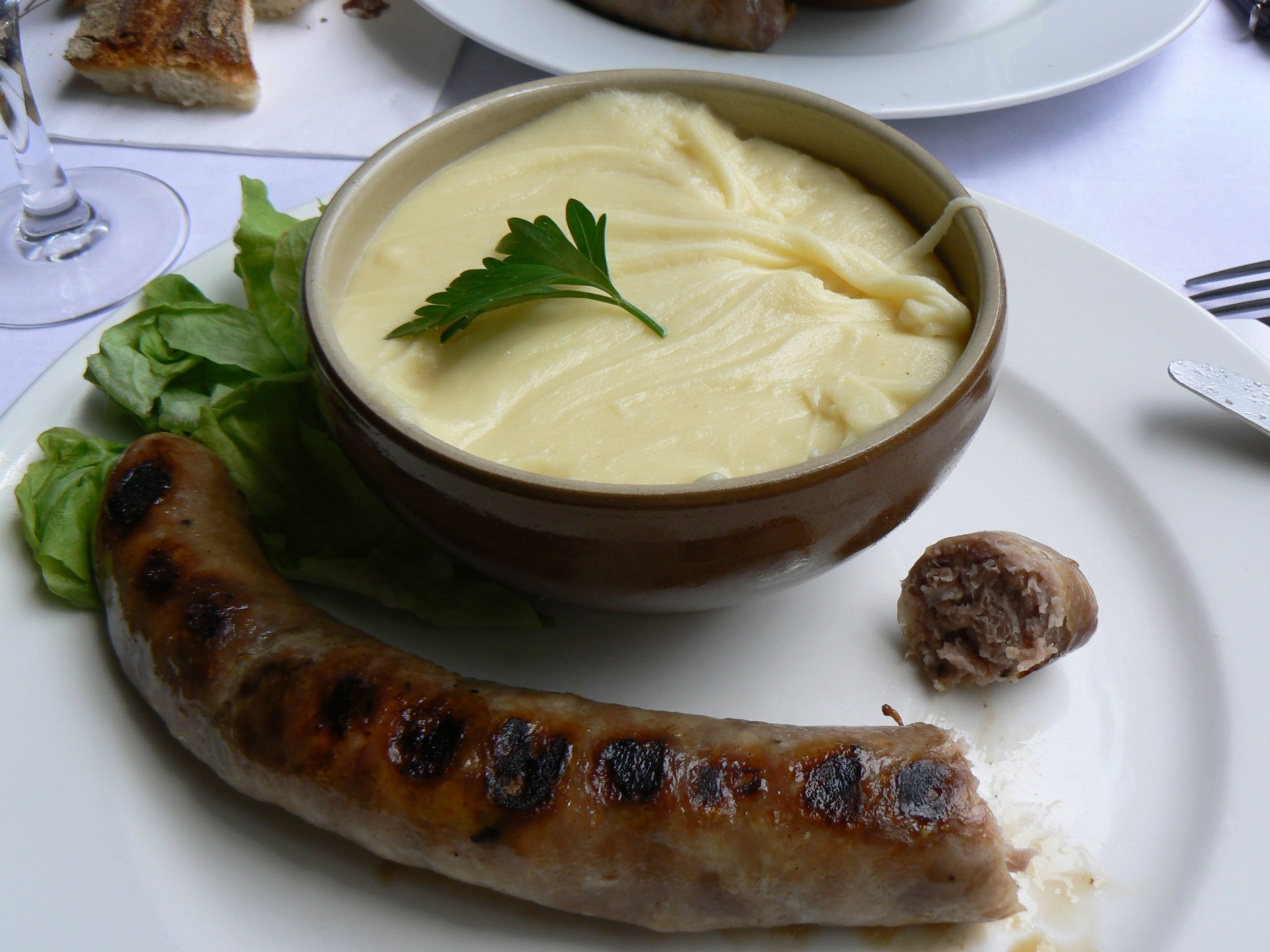
Aligot
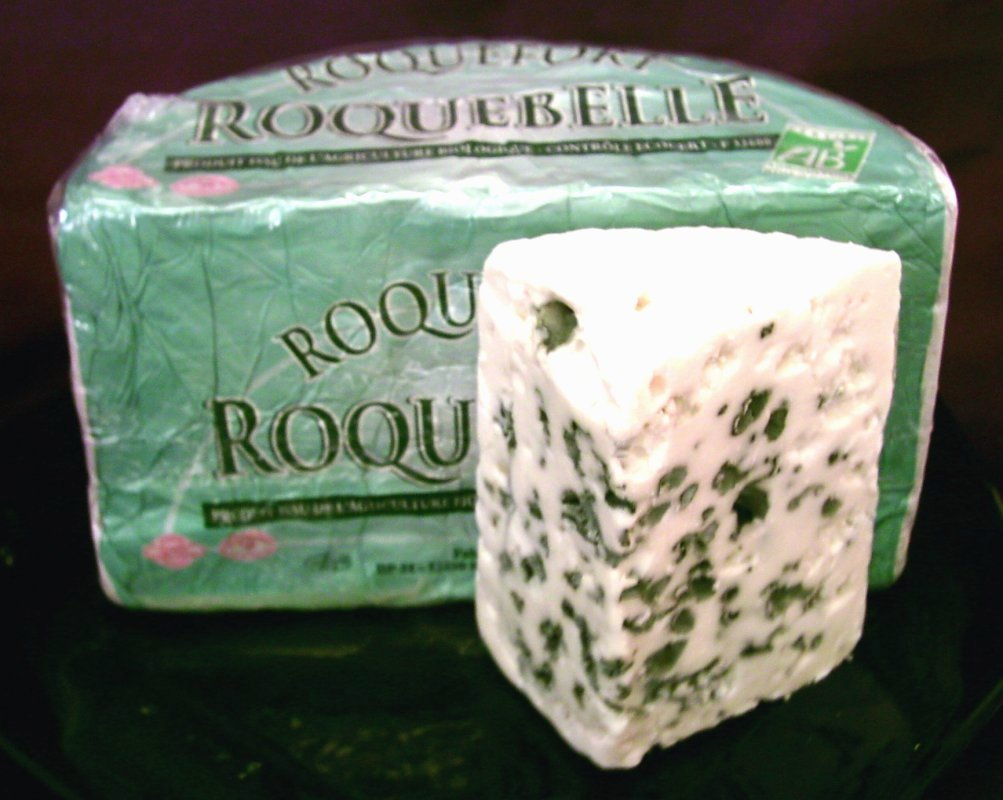
Pho mát Roquefort
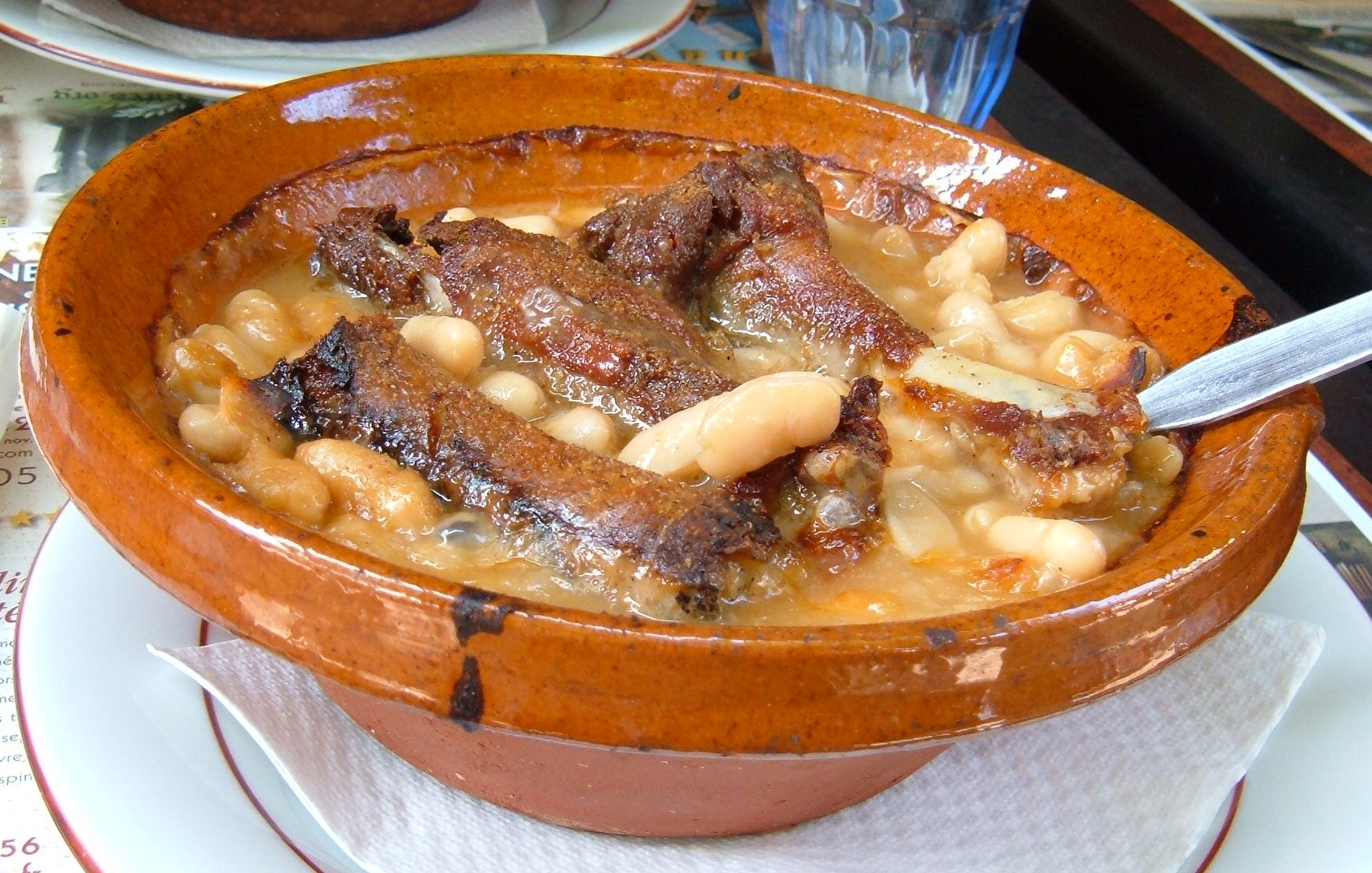
Cassoulet

### Provence-Alpes-Côte d'Azur
Vùng Provence và Côte d'Azur có nhiều rau, quả và rau thơm chất lượng cao; vùng này là một trong những nơi cung cấp lớn nhất những nguyên liệu này tại Pháp. Vùng này cũng sản xuất lượng dầu ô liu lớn nhất, và tạo ra loại dầu ô liu tuyệt hảo. Oải hương được sử dụng trong nhiều món ở Haute Provence. Các loại rau thơm quan trọng khác trong ẩm thực này bao gồm cỏ xạ hương, xô thơm, hương thảo, húng, satureja, thì là, origanum majorana, ngải thơm, oregano, và nguyệt quế. Mật ong là nguyên liệu được đánh giá cao của vùng này. Có lượng hải sản dồi dảo ở vùng ven biển và xuất hiện trong ẩm thực. Pho mát dê, xúc xích sấy khô, thịt cừu, thịt bò, và thịt gà phổ biến ở đây. Tỏi và cá cơm được sử dụng trong nhiều loại nước xốt của vùng, như trong Poulet Provençal, bao gồm vang trắng, cà chua, rau thơm, và đôi khi có cá cơm, và Pastis có thể tìm thấy ở bất cứ nơi nào có phục vụ cồ uống có cồn. Ẩm thực này có lượng rau lớn cho các món dễ tiêu hơn. Nấm truffle phổ biến ở Provence trong mùa đông. Mười ba món tráng miệng ở Provence là món tráng miệng Giáng Sinh truyền thống, ví dụ như pho mát quince, bánh quy, quả phỉ, nougat, táo, và fougasse.
Lúa được trồng ở Camargue, là khu xa nhất về phía bắc trồng lúa ở châu Âu, với gạo đỏ Camargue là đặc sản.:387,403,404,410,416

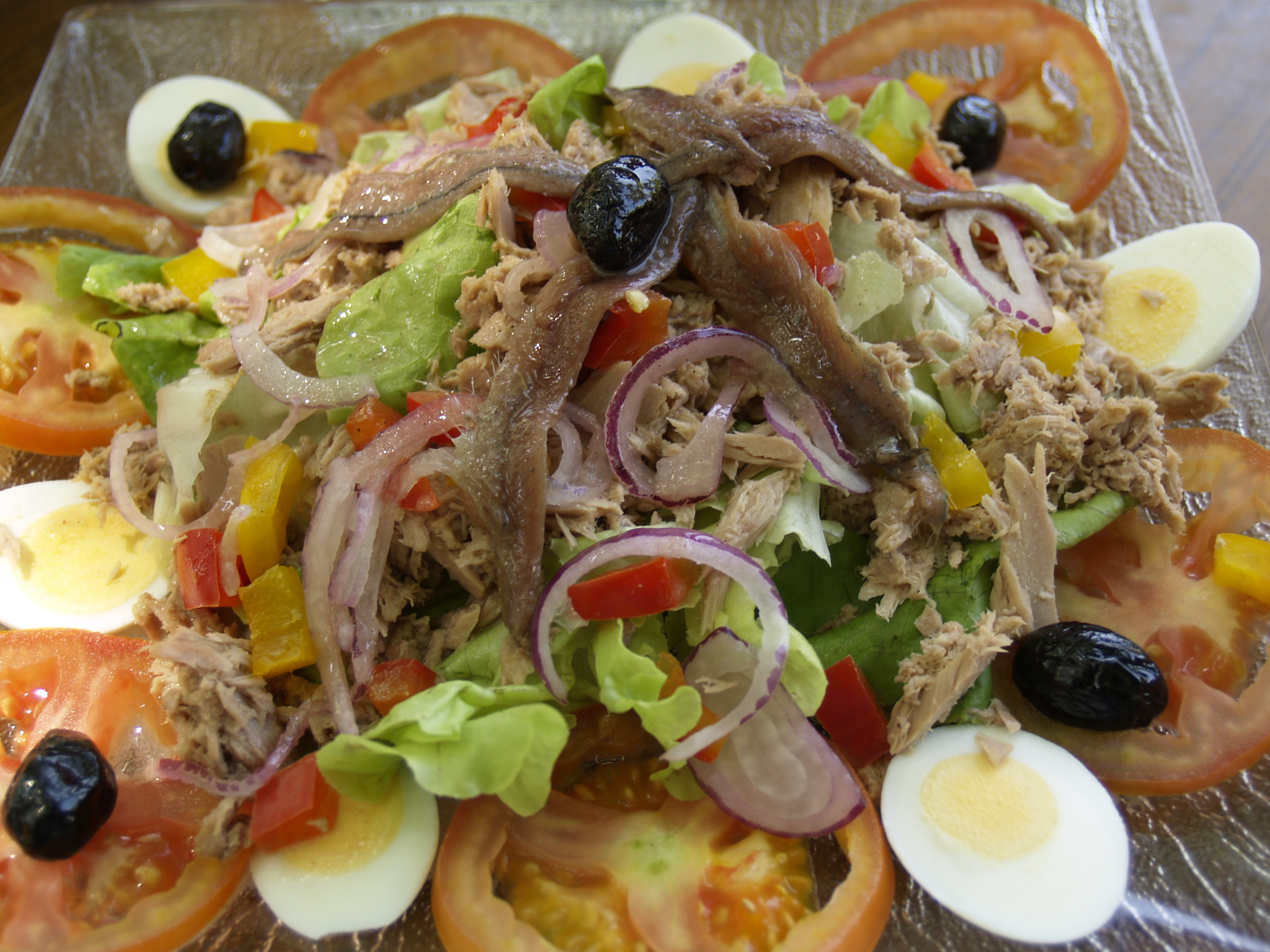
Salade niçoise
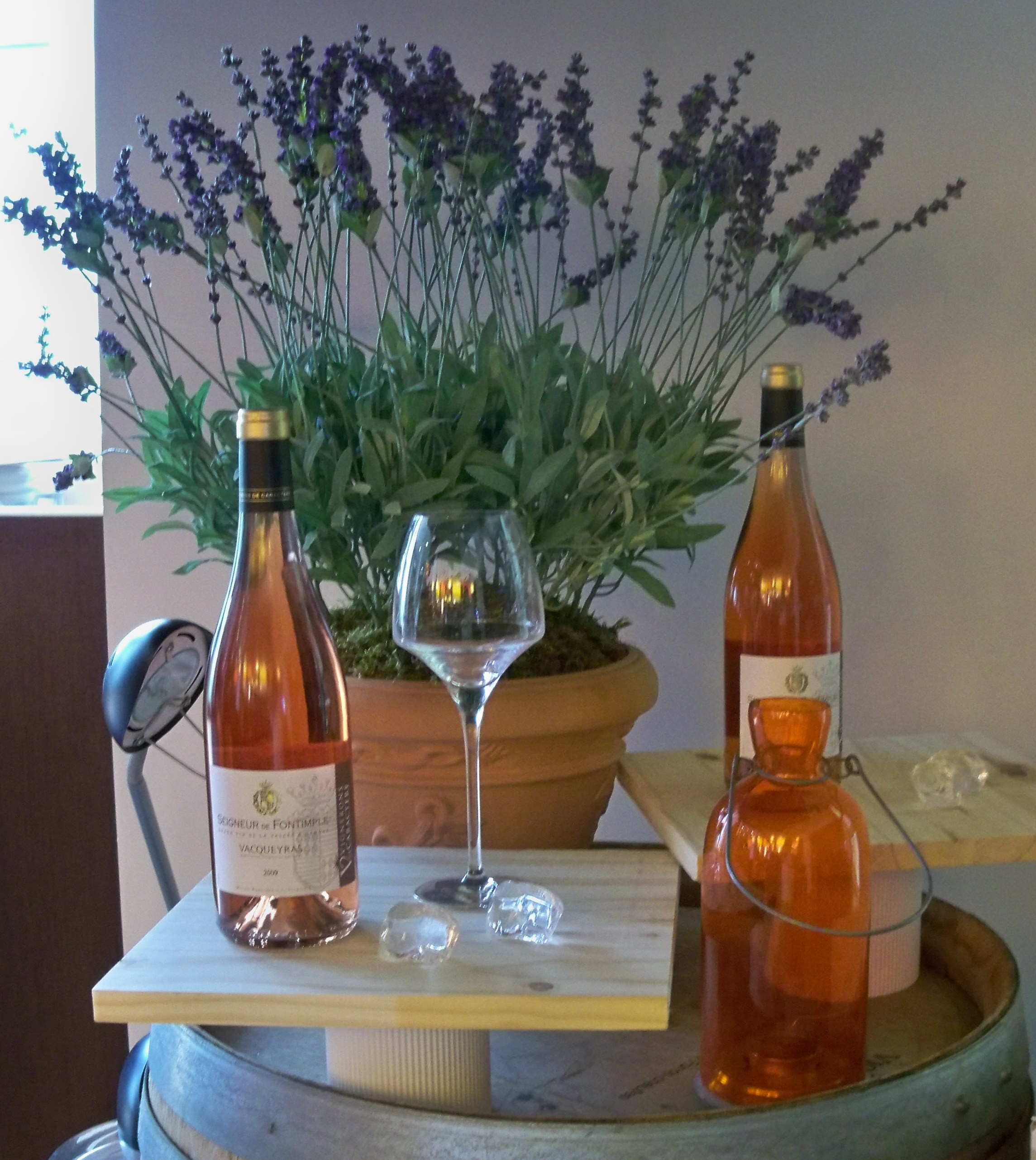
Vang Vacqueyras
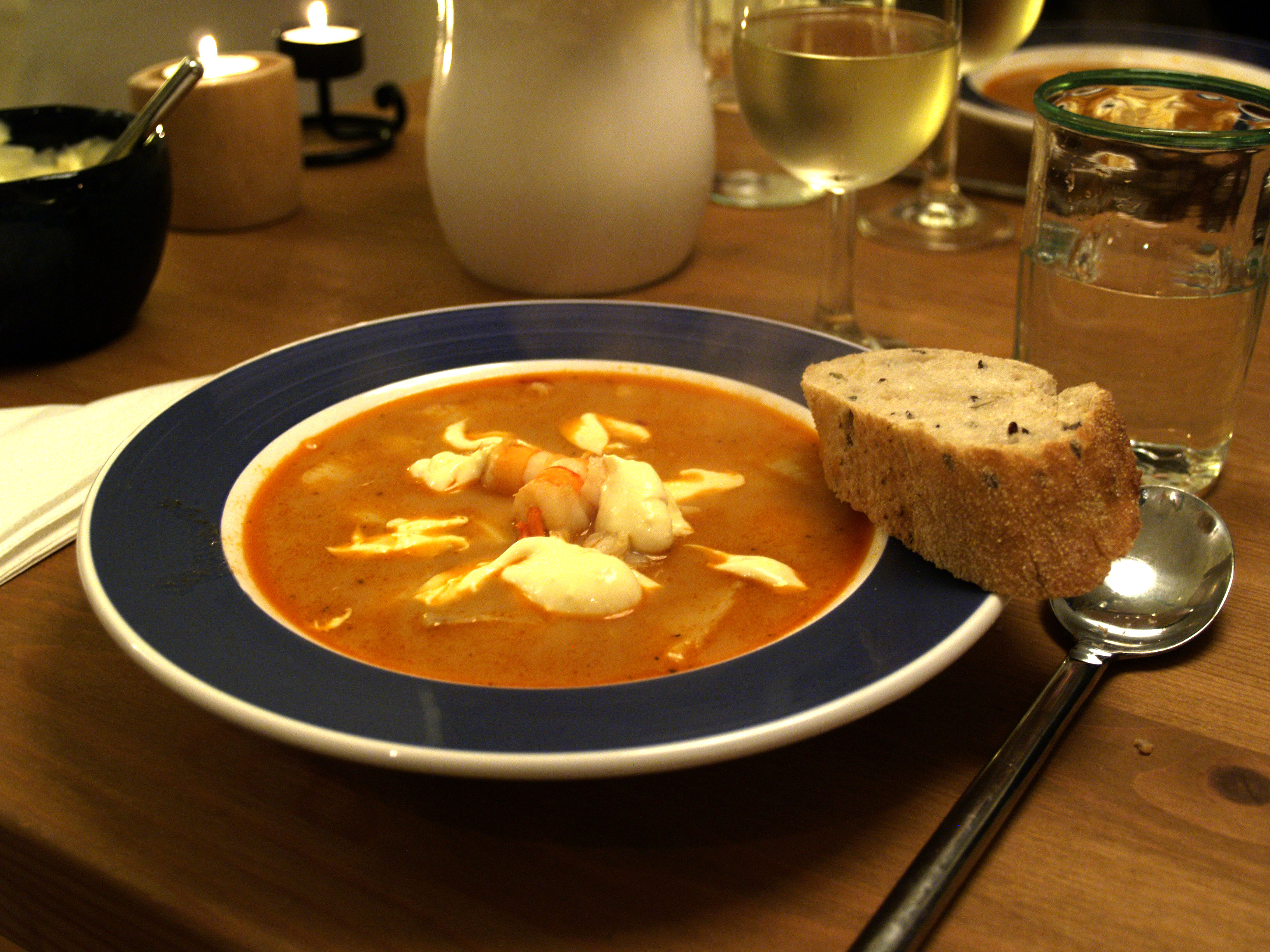
Bouillabaisse
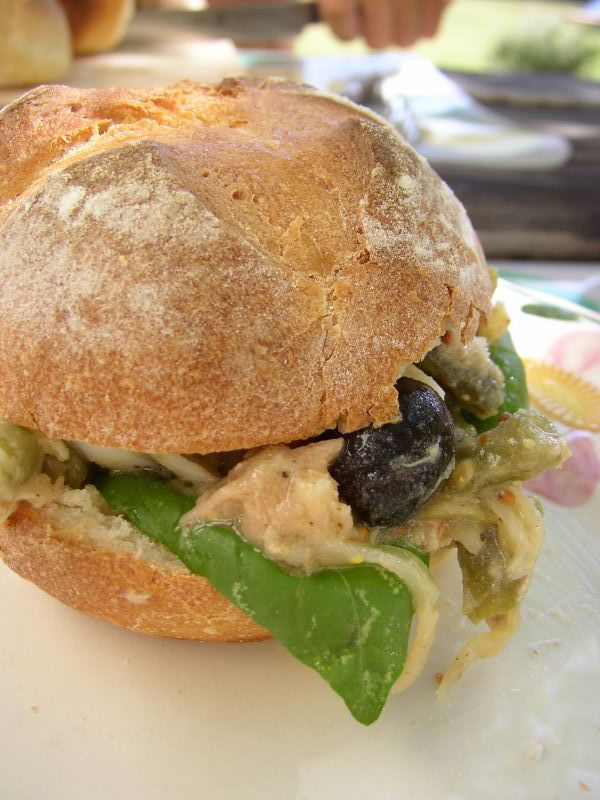
Pan bagnat
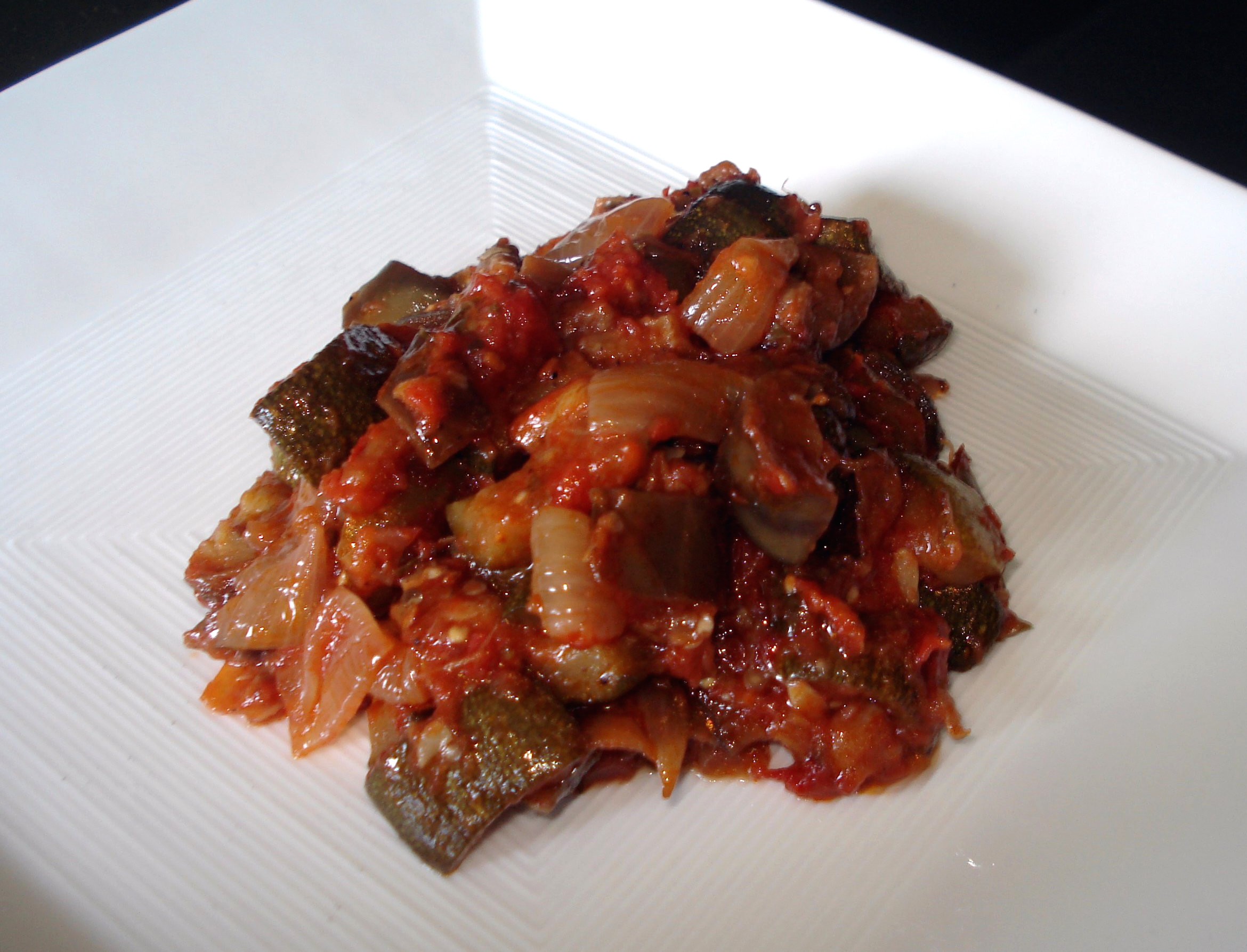
Ratatouille
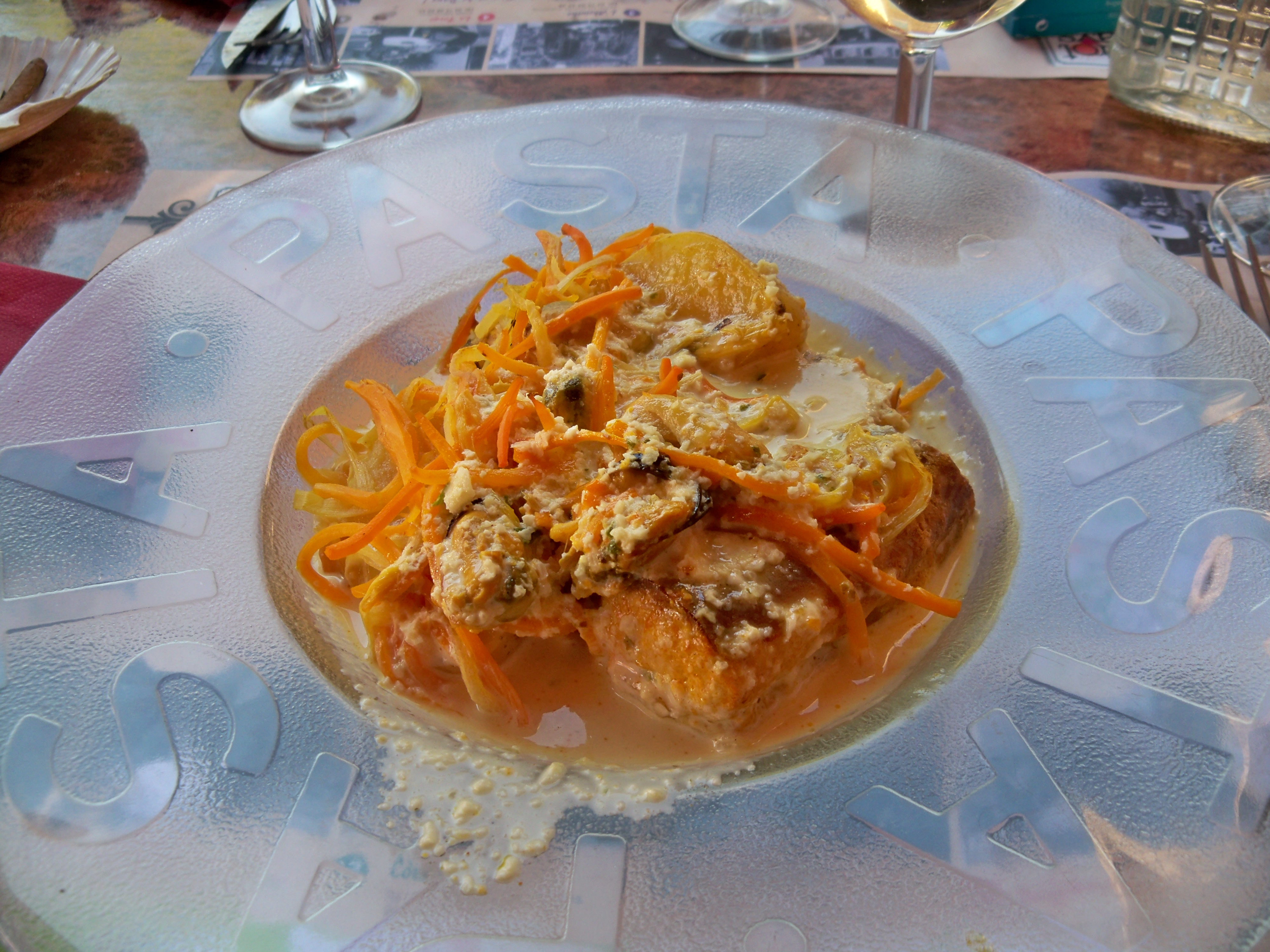
Bourride de fruits de mer
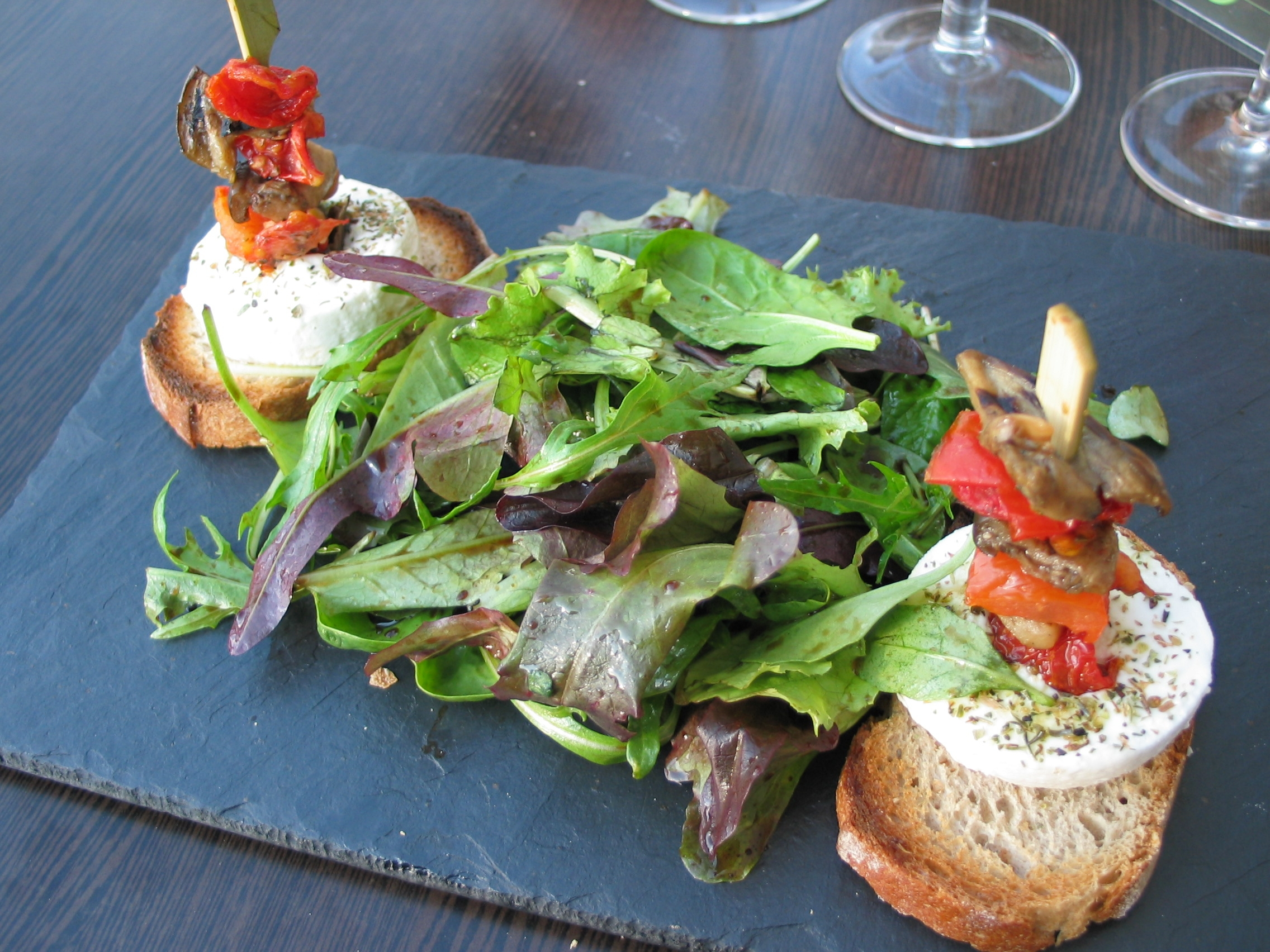
Salade Mesclun
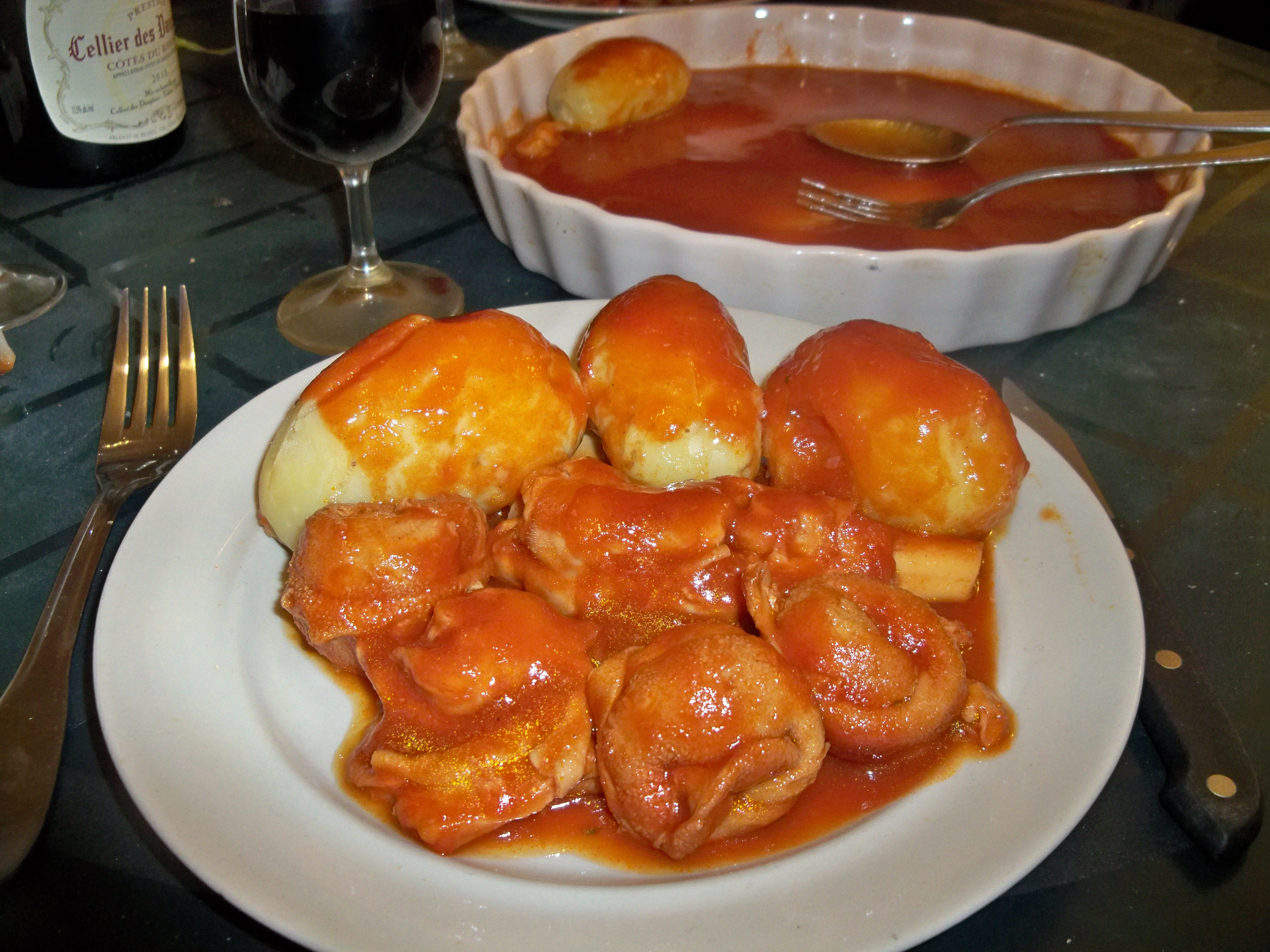
Pieds paquets

### Guyane thuộc Pháp
Ẩm thực Guyane thuộc Pháp hay ẩm thực Guyane là sự pha trộn giữa văn hoá ở Guyane thuộc Pháp. Những nhà hàng châu Phi và Trung Quốc phổ biến ở các thành phố như Cayenne, Kourou và Saint-Laurent-du-Maroni. Nhiều loài động vật bản địa như cá sấu caiman và lợn vòi được sử dụng trong các món hầm với gia vị.

## Đặc sản theo mùa
Ẩm thực Pháp thay đổi theo mùa. Vào mùa hè, các món salad và hoa quả phổ biến vì chúng tươi mới, có thể sản xuất với chi phi thấp và số lượng dồi dào. Người buôn bán thường bán rau quả thường bán rau quả của họ với giá thấp hơn nếu cần thiết, thay vì nhìn chúng héo đi trong nhiệt độ cao. Cuối hè, nấm trở nên dồi dào và thường xuất hiện trong các món hầm khắp nước Pháp. Mùa săn bắn bắt đầu vào tháng 9 và kéo dài đến tháng 2. Người ta ăn tất cả các loại thú săn, thường là trong các món ăn công phu để kỷ niệm thành công của chuyến đi săn. Các loại động vật có vỏ được ăn nhiều nhất khi thời tiết chuyển từ đông sang xuân, và hàu xuất hiện ở các nhà hàng với số lượng lớn.
Với sự phát triển của máy điều hòa làm lạnh sâu hypermarché, hiện nay sự thay đổi theo mùa ít xảy ra hơn, nhưng chúng có thể được nhìn thấy trong một số trường hợp do giới hạn pháp luật. Ví dụ, tôm hùm đất có mùa ngắn và việc đánh bắt nó trái mùa là phạm pháp. Hơn nữa, chúng không tốt khi đông lạnh.

## Thức ăn và nguyên liệu

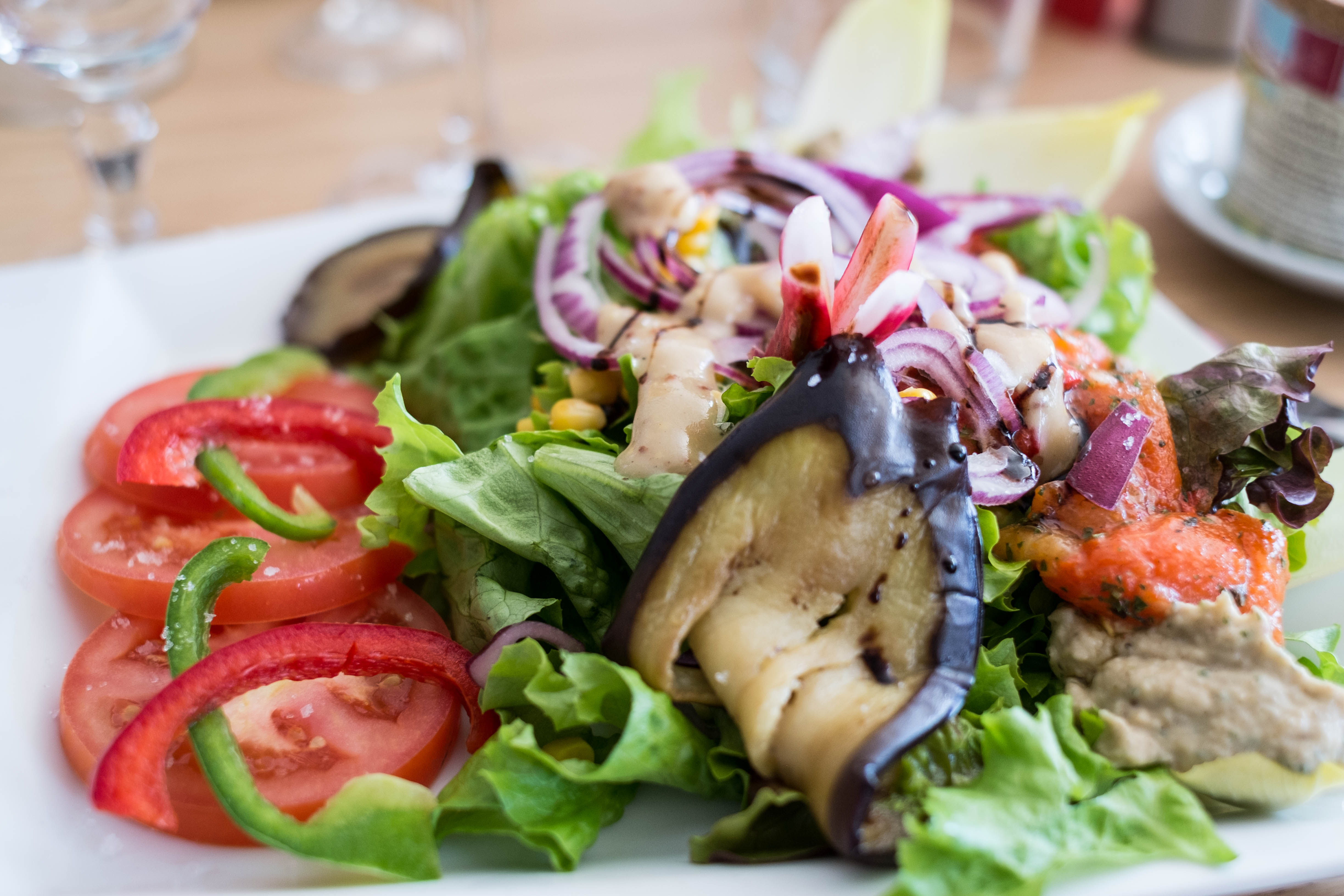
Một món ăn rau quả tao nhã kiểu Pháp

Ẩm thực vùng miền của pháp sử dụng các loại rau trồng địa phương, ví dụ như pomme de terre (khoai tây), blé (lúa mạch), haricots verts (một loại đậu xanh của Pháp), carotte (cà rốt), poireau (tỏi tây), navet (cải củ turnip), aubergine (cà tím), courgette (bí ngòi), và échalotte (hẹ tây). Họ cũng sử dụng các loại nấm trồng địa phương, như nấm cục, champignon de Paris (nấm agaricus bisporus), chanterelle ou girolle (nấm chanterelle), pleurote (en huître) (nấm so), và cèpes (nấm thông).
Các loại hoa quả phổ biến bao gồm cam, cà chua, quýt, đào, mơ, táo, lê, mận, anh đào, dâu tây, mâm xôi, nho chuỗi ngọc đỏ, mâm xôi đen, nho, bưởi chùm, và lý chua đen. Rau thơm và gia vị thay đổi theo vùng, bao gồm: fleur de sel, herbes de Provence, ngải thơm, hương thảo, Origanum majorana, hoa oải hương, cỏ xạ hương, thì là, và Xô thơm. Rau quả tươi, cũng như thịt và cá, có thể mua từ siêu thị và các cửa hàng. Chợ đường phố được mở vào một số ngày ở hầu hết mọi nơi; một số thị trấn có chợ trong nhà có các cửa hàng đồ ăn, đặc biệt là thịt và cá. Chợ kiểu này được che chắn tốt hơn chợ đường phố.
Các loại thịt được tiêu thụ bao gồm poulet (thịt gà), pigeon (thịt bồ câu), canard (thịt vịt), oie (ngỗng, gan béo), bœuf (thịt bò), veau (thịt bê), porc (thịt lợn), agneau (thịt cừu), mouton (thịt cừ), caille (thịt chim cút), cheval (thịt ngựa), grenouille (ếch), và escargot (ốc). Các loại cá và hải sản thường được tiêu thụ bao gồm cá tuyết, cá mòi đóng hộp, cá mòi tươi, cá ngừ đóng hộp, cá ngừ tươi, thịt cá hồi, cá hồi chấm, vẹm, cá trích, hàu, tôm và thịt mực. Trứng chất lượng tốt và thường được ăn theo các cách: omelette, trứng luộc chín ăn với mayonnaise, trứng chưng, trứng chưng theo cách trình bày ẩm thực haute, œuf à la coque.

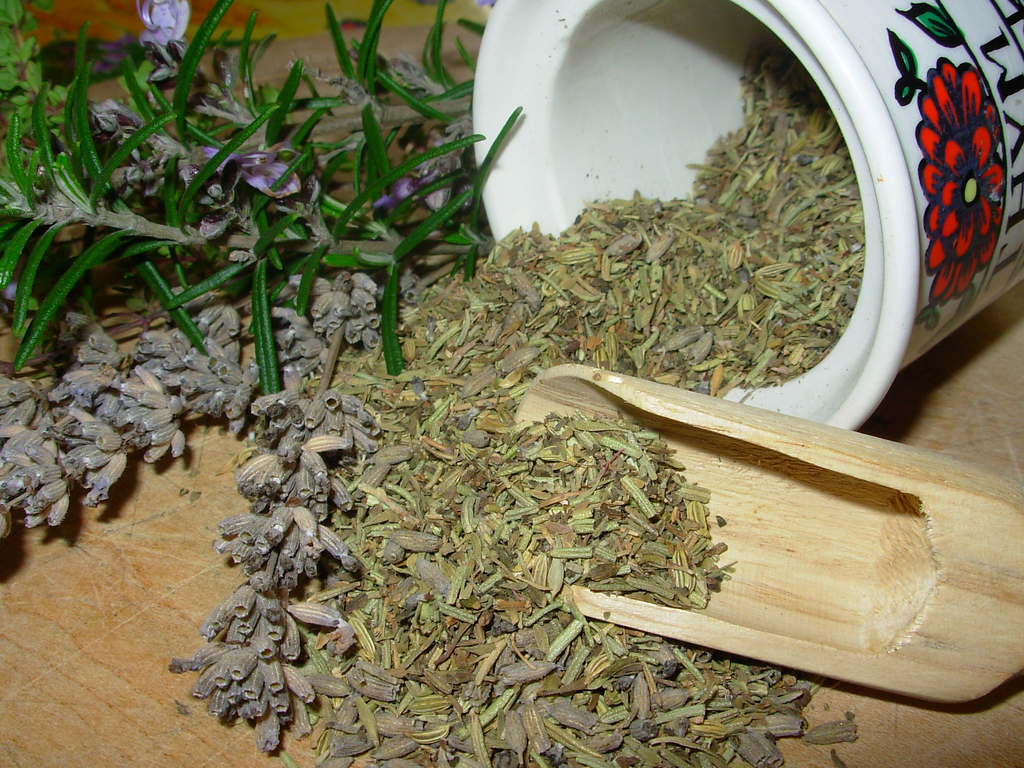
Herbes de provence
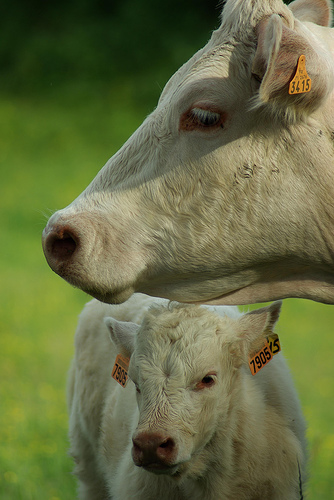
Bò Charolais
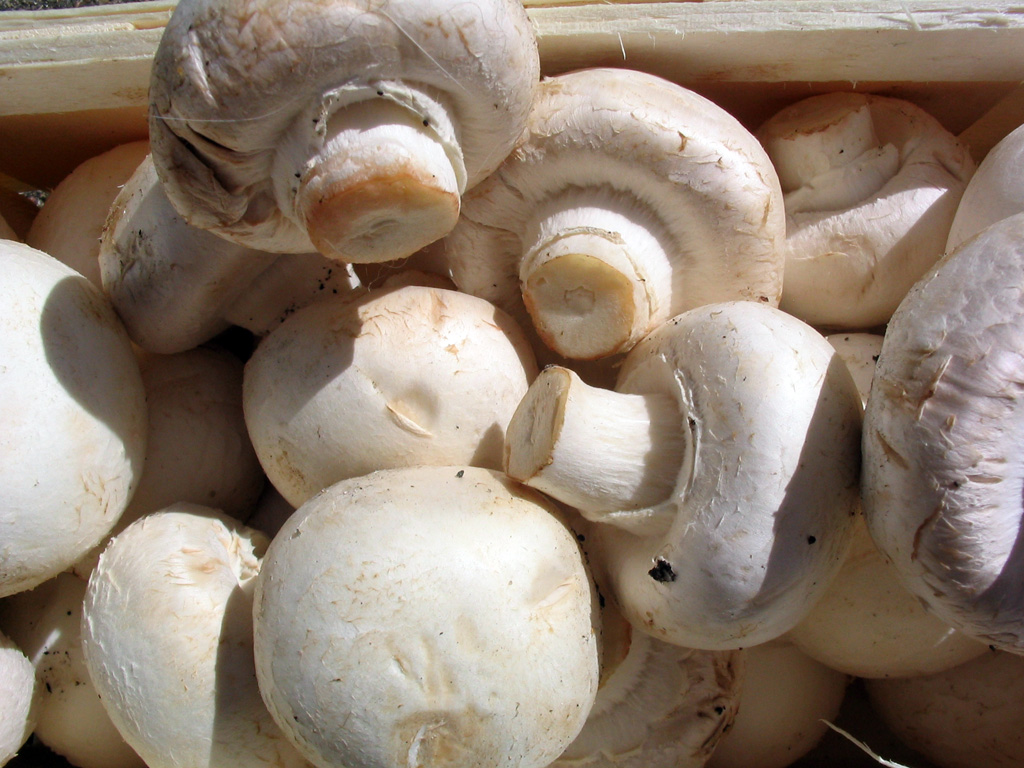
Champignon de Paris
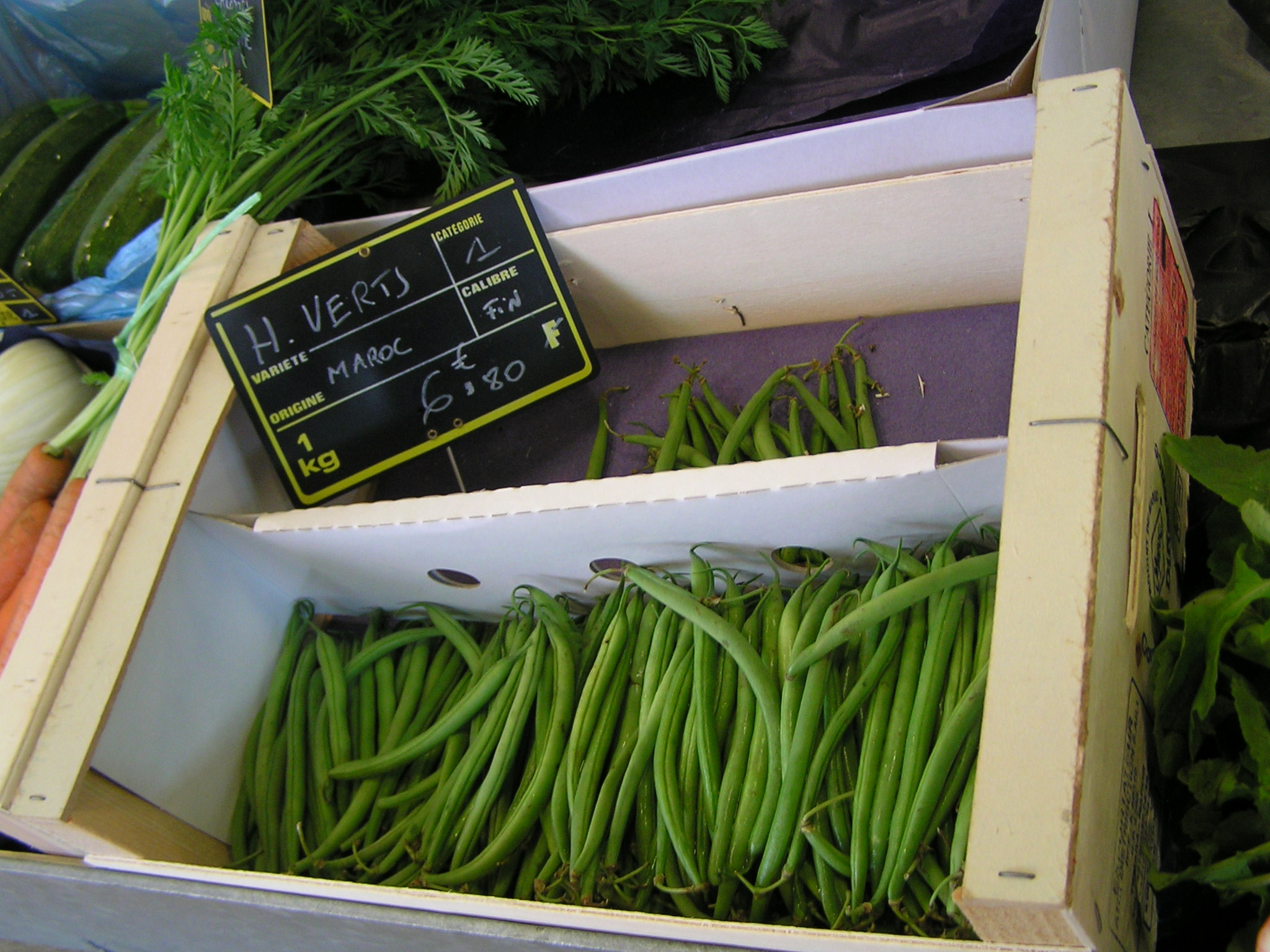
Haricots verts
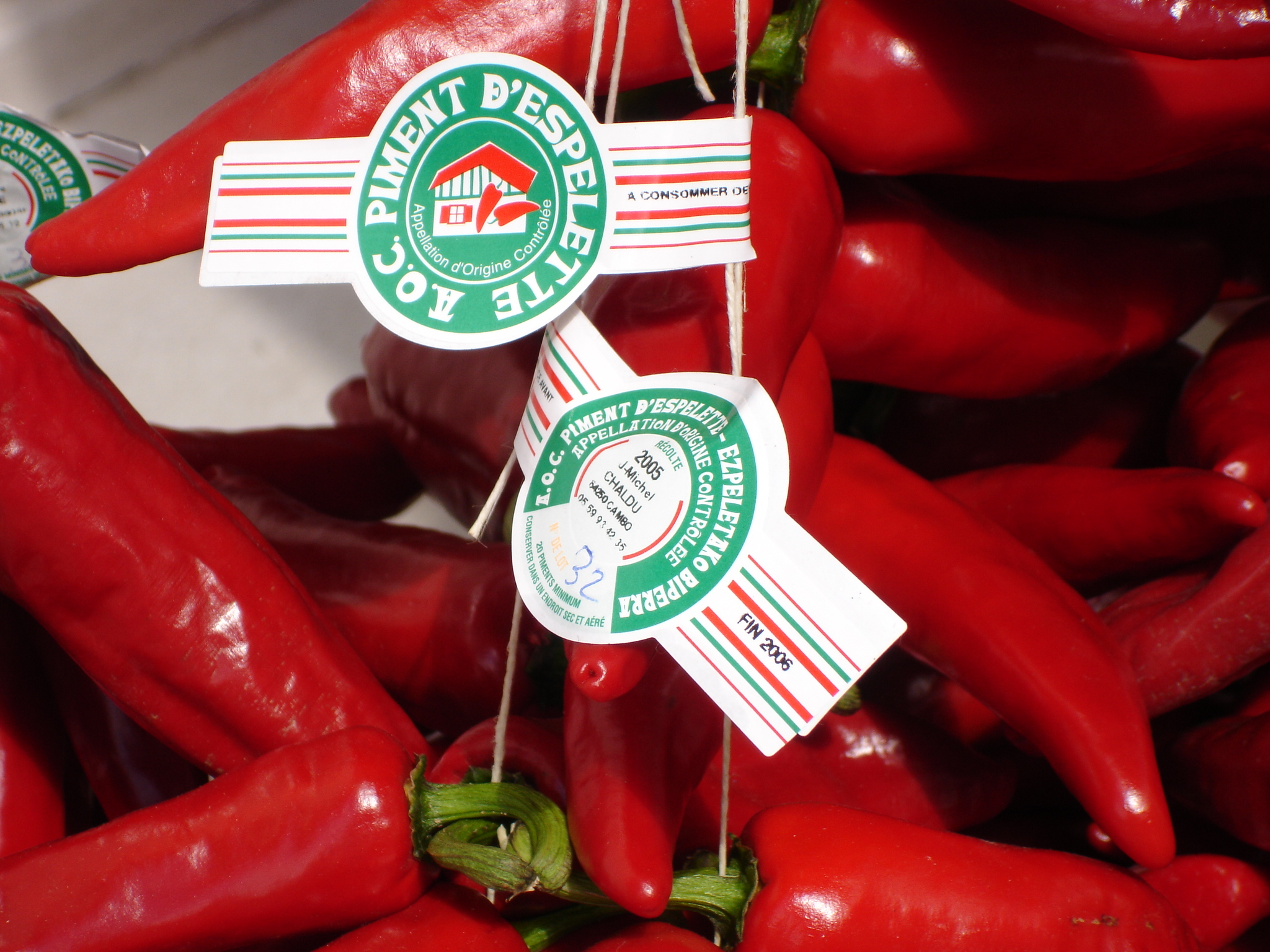
Piments d'Espelette
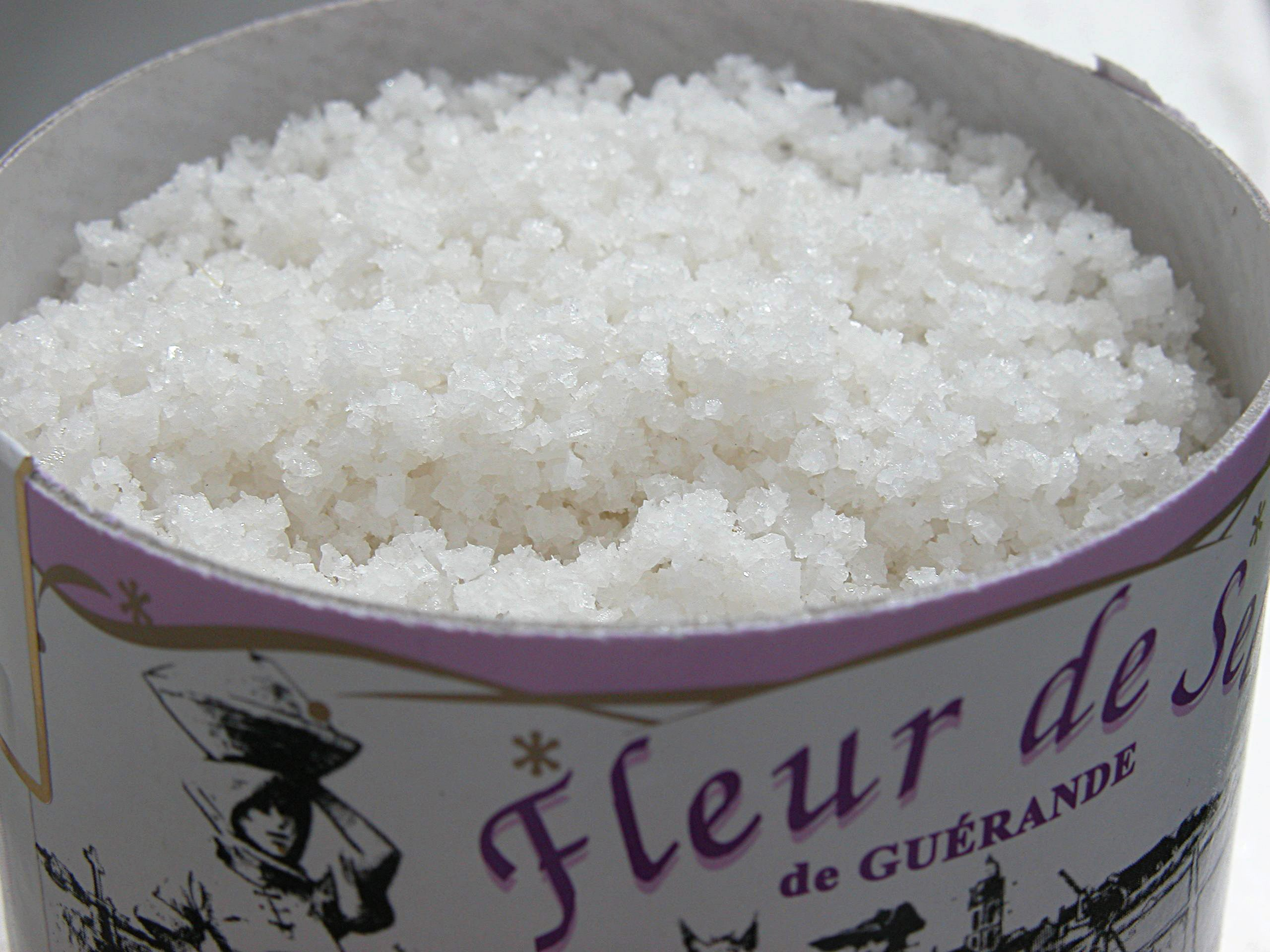
Fleur de sel de Guérande
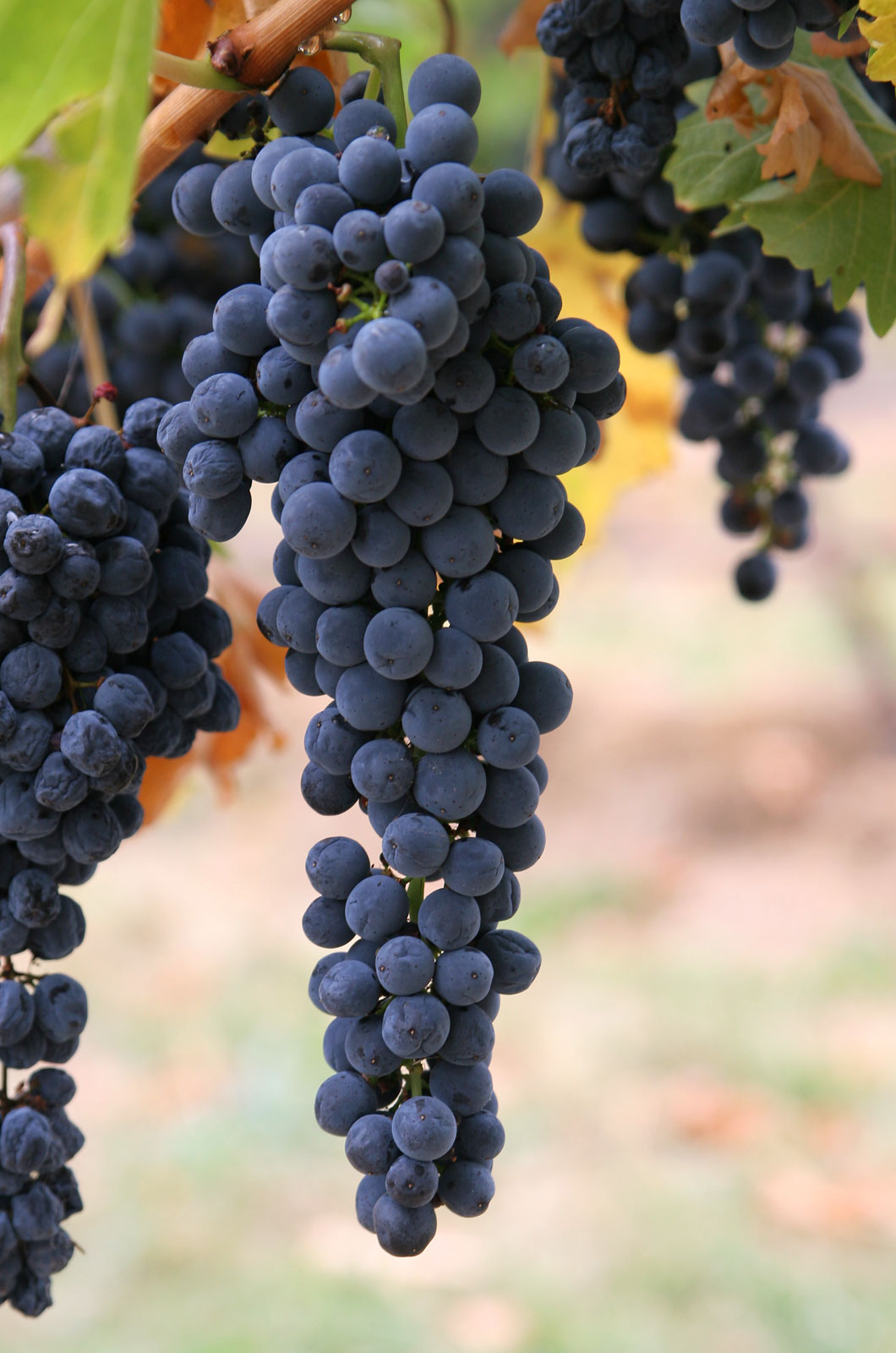
Grappe de raisin
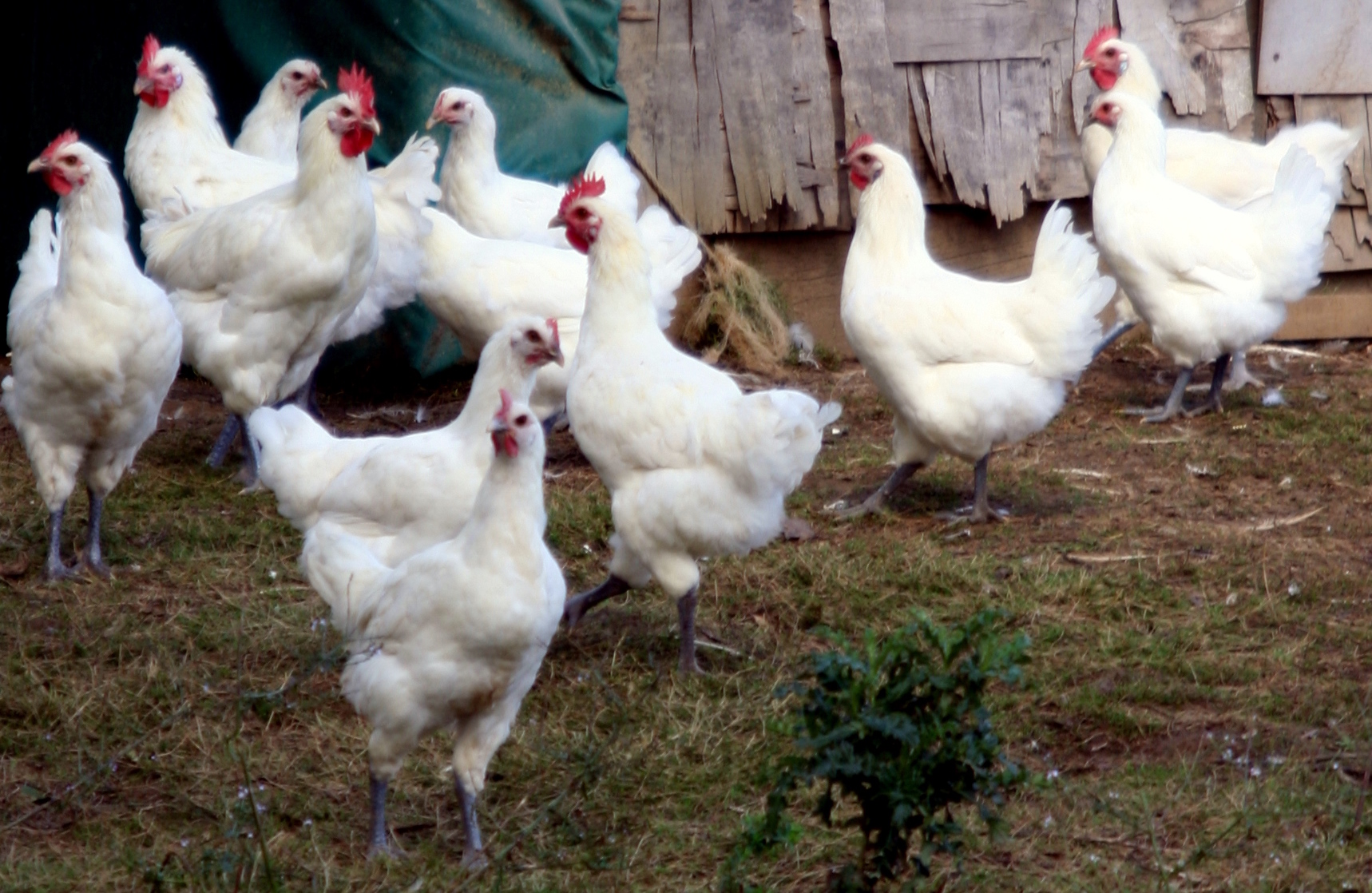
Poulet de Bresse
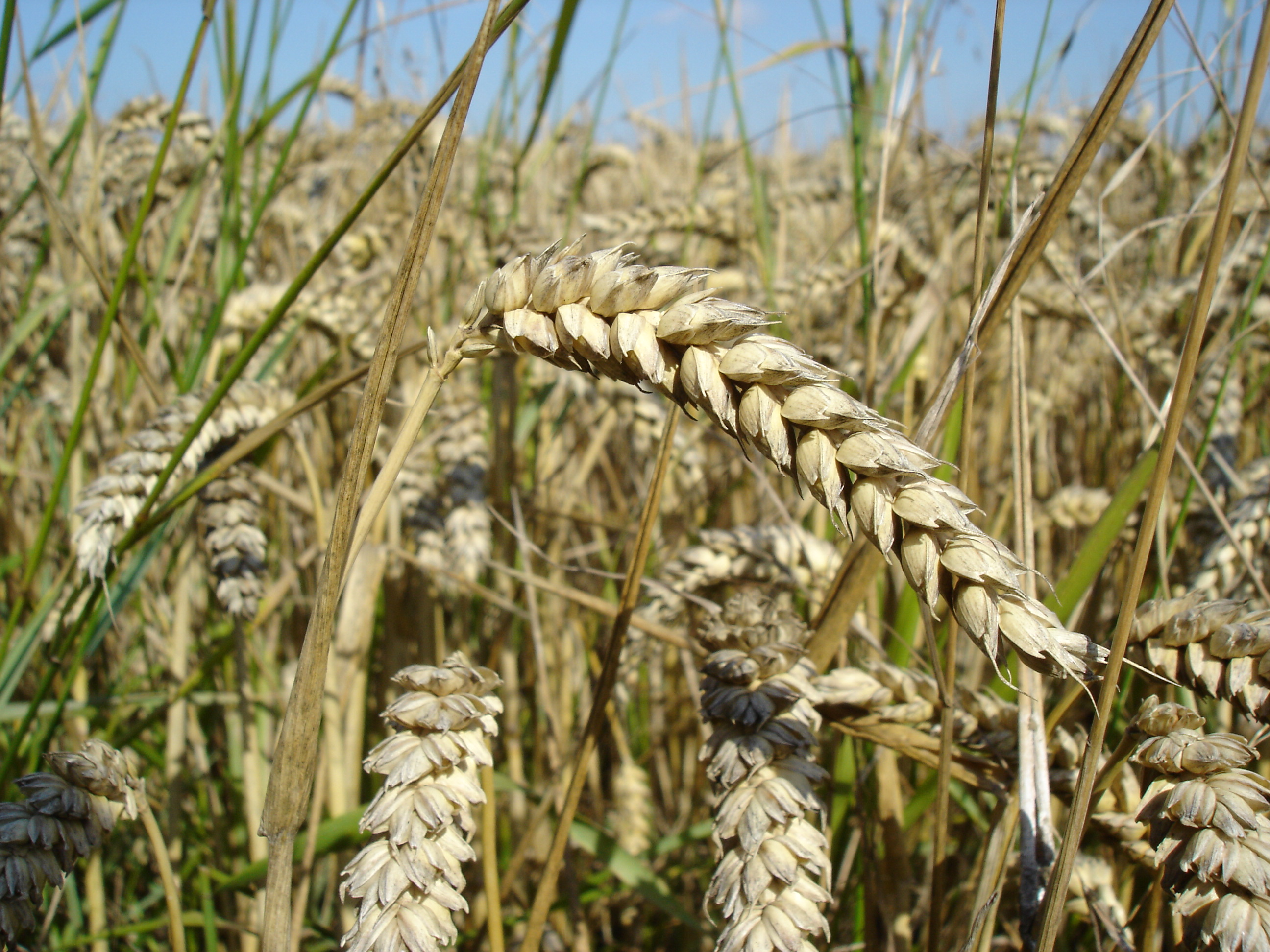
Blé (lúa mạch)

## Cấu trúc bữa ăn

### Bữa sáng

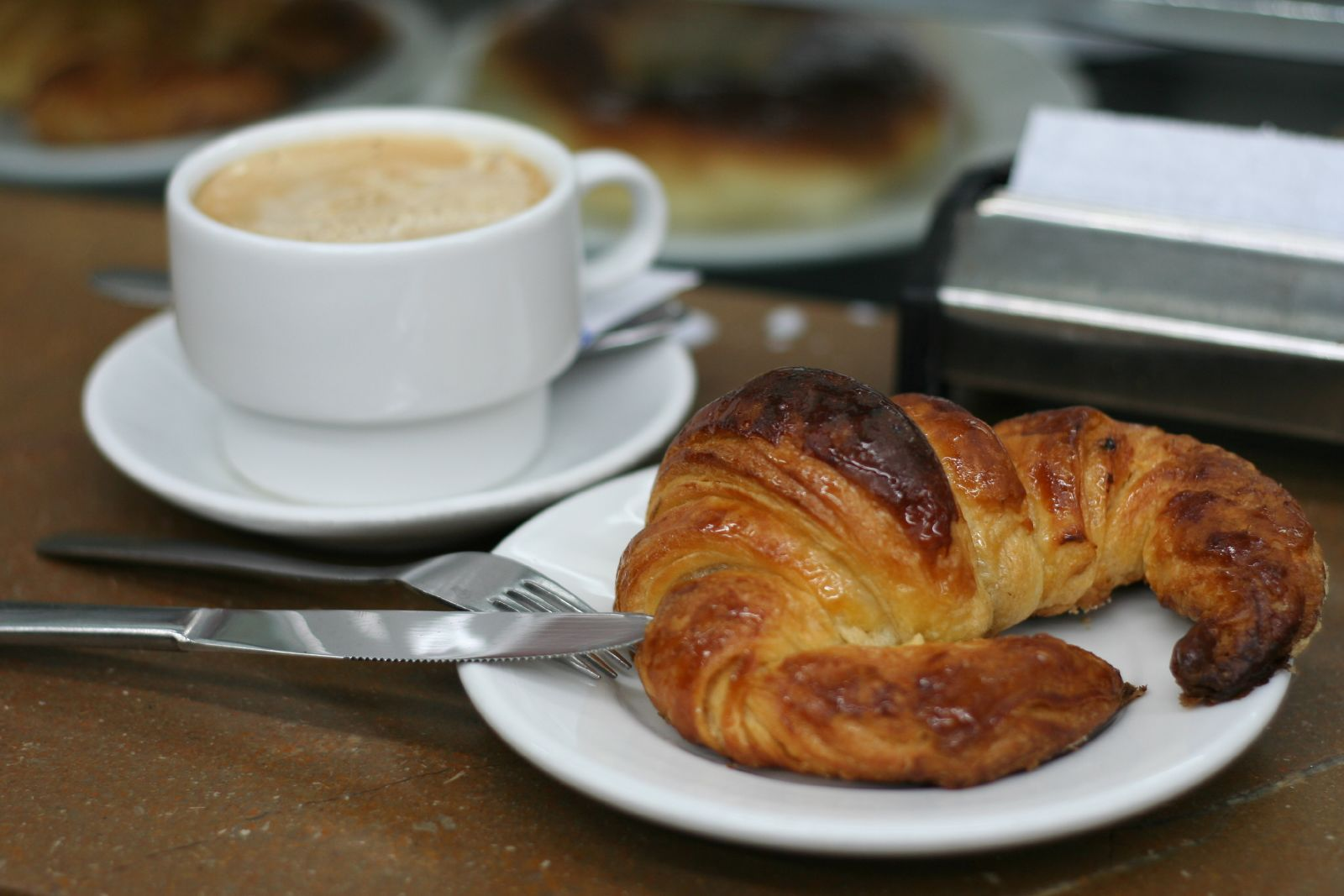
Café với bánh sừng bò trong bữa sáng

Le petit déjeuner (bữa ăn sáng) theo truyền thống là một bữa ăn nhanh bao gồm tartines (lát) bánh mì Pháp với bơ và mật ong hoặc mứt (đôi khi với bánh brioche), cùng với café au lait (còn gọi là "café crème"), hoặc cà phê đen, hoặc trà và hiếm khi là rau diếp nóng. Trẻ con thường uống sô cô la nóng trong bát hoặc cốc cùng với bữa sáng của chúng. Bánh sừng bò, pain aux raisins hoặc pain au chocolat (còn gọi là chocolatine ở miền nam Pháp) hầu như được bao gồm trong bữa ăn cuối tuần. Một số loại món ăn sáng luôn được phục vụ trong các quán cà phê mở cửa sớm.
Cũng có một số món mặn cho bữa sáng.
Ví dụ, "le petit déjeuner gaulois" hoặc "petit déjeuner fermier" với loại bánh mì dài nổi tiếng thái ra ăn cùng với pho mát trắng mềm hoặc giăm bông luộc, gọi là "mouillettes", mà người ta chấp vào một quả trứng lòng đào hoặc một số loại nước ép hoặc đồ uống nóng.
Một biến thể khác gọi là "le petit déjeuner chasseur", được phục vụ với pa tê hoặc một số sản phẩm từ thịt lợn ướp. Một phiên bản trang nhã hơn, gọi là "le petit déjeuner du voyageur" mà delicatessen phục vụ mề, thịt muối, cá hồi, trứng tráng, hoặc bánh croque-monsieur, có hoặc không có trứng lòng đào và luôn luôn với cà phê/trà/sô cô la nóng cùng với qua quả hoặc nước ép hoa quả. Khi trứng được rán một mặt đặt trên bánh croque-monsieur, nó được gọi là croque-madame.
Trong Germinal và các tiểu thuyết khác, Émile Zola cũng nói về briquet: hai lát bánh mì dài với bơ, pho mát hoặc giăm bông. Nó có thể được dùng làm một món ăn sáng vừa đi vừa ăn, hoặc một bữa thứ hai trước bữa trưa.
Trong bộ phim "Bienvenue chez les Ch'tis", Philippe Abrams (Kad Merad) và Antoine Bailleul (Dany Boon) chia sẻ cùng nhau rất nhiều bữa sáng bao gồm tartines de Maroilles (một loại pho mát khá mạnh) cùng với rau diếp nóng.

### Bữa trưa
Le déjeuner (bữa ăn trưa) là một bữa ăn kéo dài hai tiếng trong ngày nghỉ hoặc một tiếng trong ngày đi làm. Ở các thị trấn nhỏ hơn phía nam Pháp, bữa trưa hai tiếng vẫn là phong tục. Bữa trưa chủ nhật thường dài hơn và cả nhà cùng ăn. Nhà hàng thường mở cửa lúc giữa trưa và đóng lúc 2:30 chiều cho bữa trưa. Một số nhà hàng đóng cửa vào thứ hai trong thời gian bữa trưa.
Ở thành phố lớn, hầu hết người đi làm và học sinh ăn trưa ở căng tin, nơi thường phục vụ một bữa đầy đủ như miêu tả ở trên; học sinh không thường mang đồ ăn từ nhà đi để ăn trưa. Với công ty mà không có căng tin, công nhân cổ cồn trắng bắt buộc phải được cung cấp biên lai bữa trưa như là một phần lợi ích của họ. Biên lai này có thể sử dụng được ở hầu hết các nhà hàng, siêu thị và với người bán món ăn đặt hàng; tuy nhiên, nhân viên ăn trưa theo cách này thường không ăn cả ba món như bữa trưa truyền thống do giới hạn tiền và thời gian. Ở các thành phố nhỏ hơn và thị trấn, một số nhân viên rời nơi làm việc và về nhà ăn trưa. Cũng có một cách khác, đặc biệt là với công nhân cổ cồn xanh, họ ăn bánh kẹp và một món tráng miệng; cả hai món có thể mua sẵn tại hàng bánh hoặc siêu thị với giá hợp túi tiền.

### Bữa tối
Le dîner (bữa ăn tối) thường bao gồm ba món, hors d'œuvre hoặc entrée (món khai vị, đôi khi là súp), plat principal (món chính), và món pho mát hoặc món tráng miệng, đôi khi một món salad được phục vụ trước món pho mát hoặc món tráng miệng. Sữa chua có thể thay thế món pho mát, trong khi món tráng miệng đơn giản có thể là hoa quả. Bữa ăn thường đi kèm với bánh mì, rượu vang và nước khoáng. Hầu như bánh mì là bánh mì Pháp, nó rất phổ biến ở Pháp và được làm gần như mỗi ngày. Món chính thường được phục vụ với rau, cùng với khoai tây, cơm hoặc pasta.:82 Nhà hàng thường mở cửa lúc 7:30 tối cho bữa đối, và dừng nhận gọi món khoảng từ 10 đến 11 giờ tối Một số nhà hàng đóng cửa vào buổi tối chủ nhật.:342

## Đồ uống
Trong ẩm thực Pháp, đồ uống dùng trước bữa ăn được gọi là apéritif (nghĩa đen là: thứ bắt đầu sự thèm ăn), và có thể được phục vụ cùng với món amuse-bouche (nghĩa đen là: thứ làm vui miệng). Thứ dùng để kết thúc bữa ăn gọi là digestif.
Apéritif
Apéritif thay đổi theo vùng: Pastis phổ biến ở phía nam Pháp, Crémant d'Alsace ở vùng phía đông. Sâm panh cũng có thể được phục vụ. Kir, còn gọi là « Blanc-cassis », là một cocktail apéritif phồ biến làm với crème de cassis (rượu thơm lý chua đen) phủ với rượu vang trắng. Từ Kir Royal được sử dụng khi vang trắng thay thế cho rượu sâm panh. Một cốc vang đỏ đơn giản, như Beaujolais nouveau, cũng có thể coi là apéritif, dùng cùng với amuse-bouches. Một số apéritif có thể là rượu nâng độ thêm với các loại thảo mộc, như canh ki na, gentiana và vermouth. Các hãng đồ uống bao gồm Suze (gentiana cổ điển), Byrrh, Dubonnet, Noilly Prat.
Digestif
Digestif theo truyền thống thường mạnh hơn, và bao gồm and include Cognac, Armagnac, Calvados và rượu trái cây.

## Mùa Giáng sinh
Một món ăn Pháp điển hình vào Giáng Sinh là gà tây với hạt dẻ. Một số món phổ biến khác là: cá hồi xông khói, hàu, trứng cá tẩm muối và gan béo. Yule long là một món rất truyền thống của Pháp vào Giáng Sinh. Bánh sô cô la có một vị trí quan trọng vào Giáng Sinh ở Pháp. Ẩm thực này thường đi cùng với sâm panh, thường là đồ uống Pháp. Truyền thống nói rằng mười ba món tráng miệng làm hoàn chỉnh một bữa tối Giáng sinh giống như mười hai sứ đồ và Giê-su. Những món tráng miệng này bao gồm hầu hết các loại hoa quả và đồ ngọt ở Pháp.

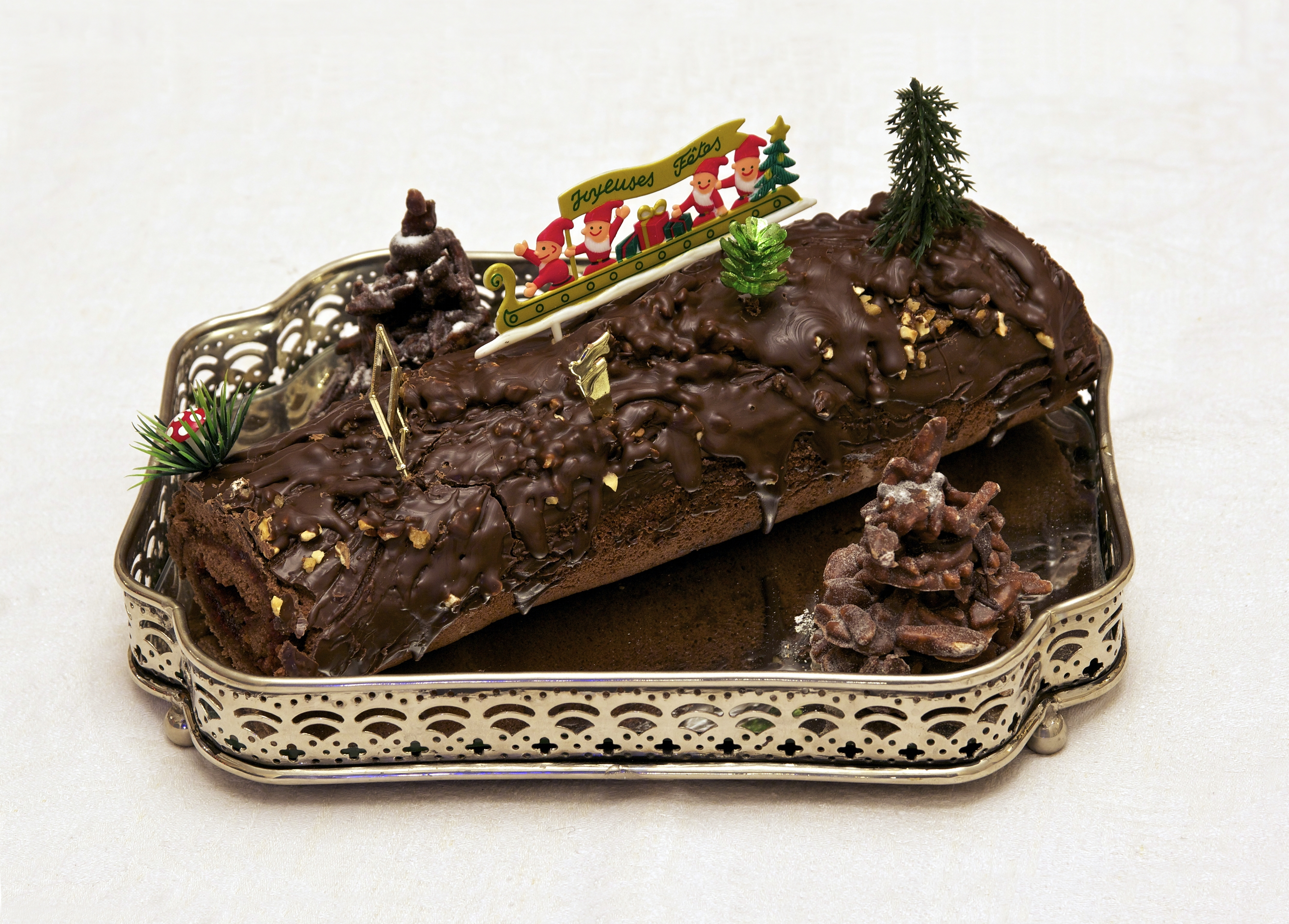
Yule log, một món ăn Giáng Sinh truyền thống của Pháp

## Phân loại

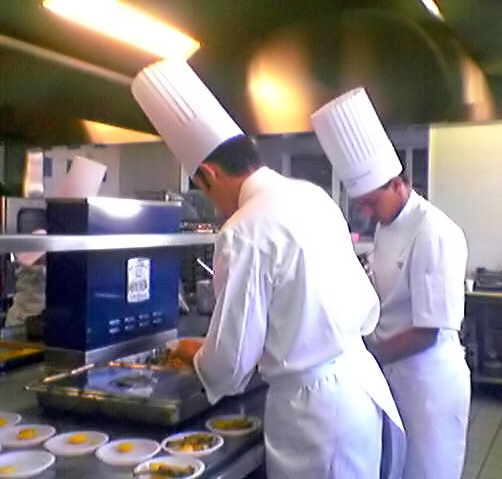
Đầu bếp ở nơi làm việc

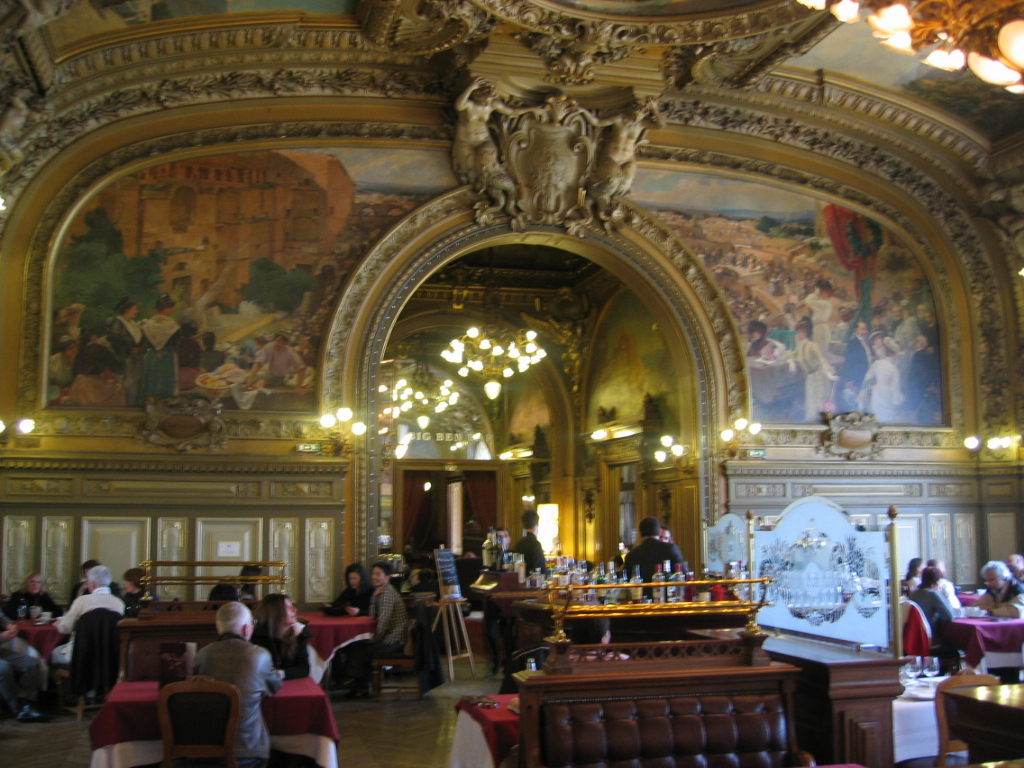
Nhà hàng Le Train Bleu, ở Paris

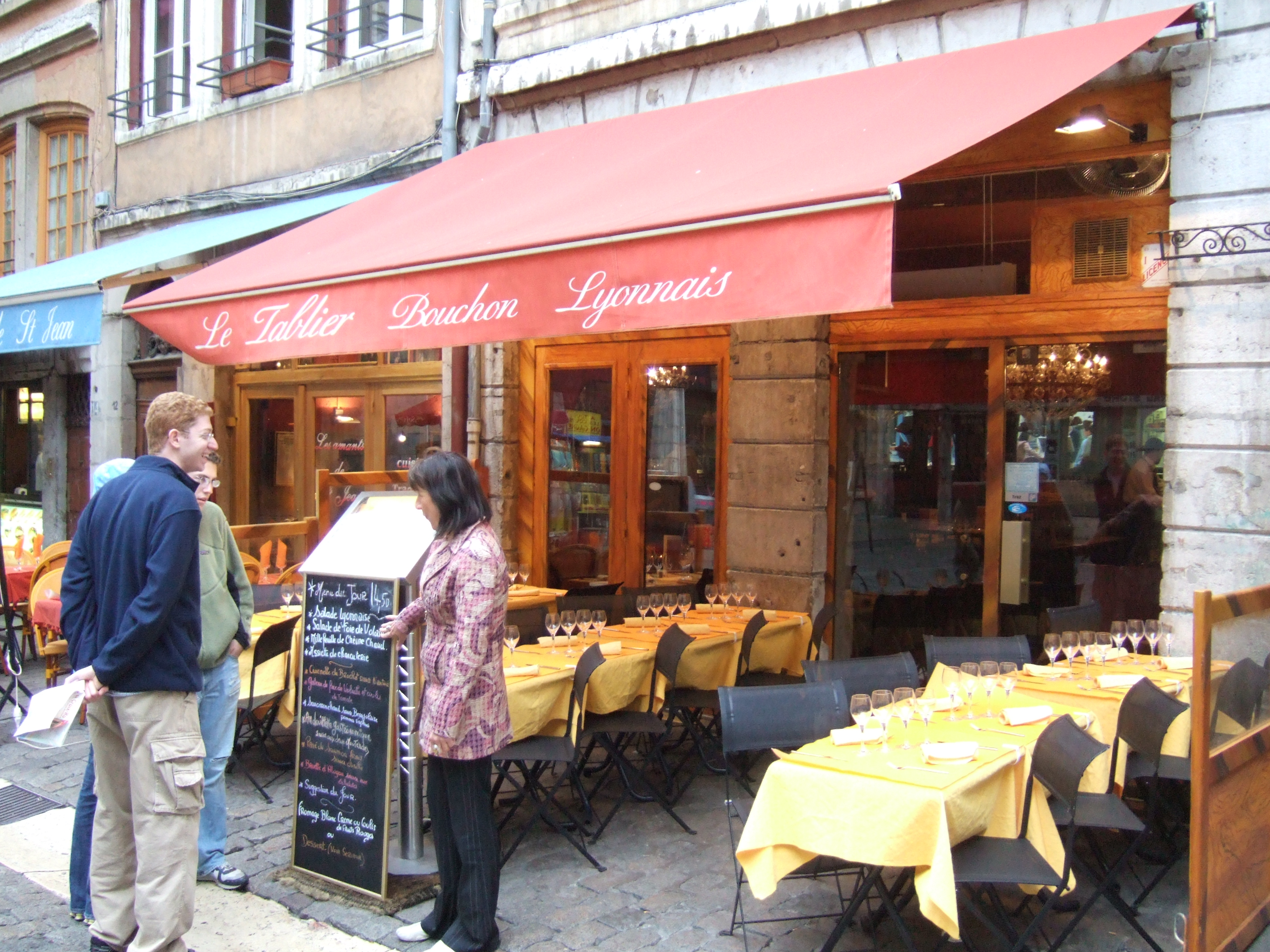
Một bouchon, Le tablier (tạp dề), ở Vieux Lyon

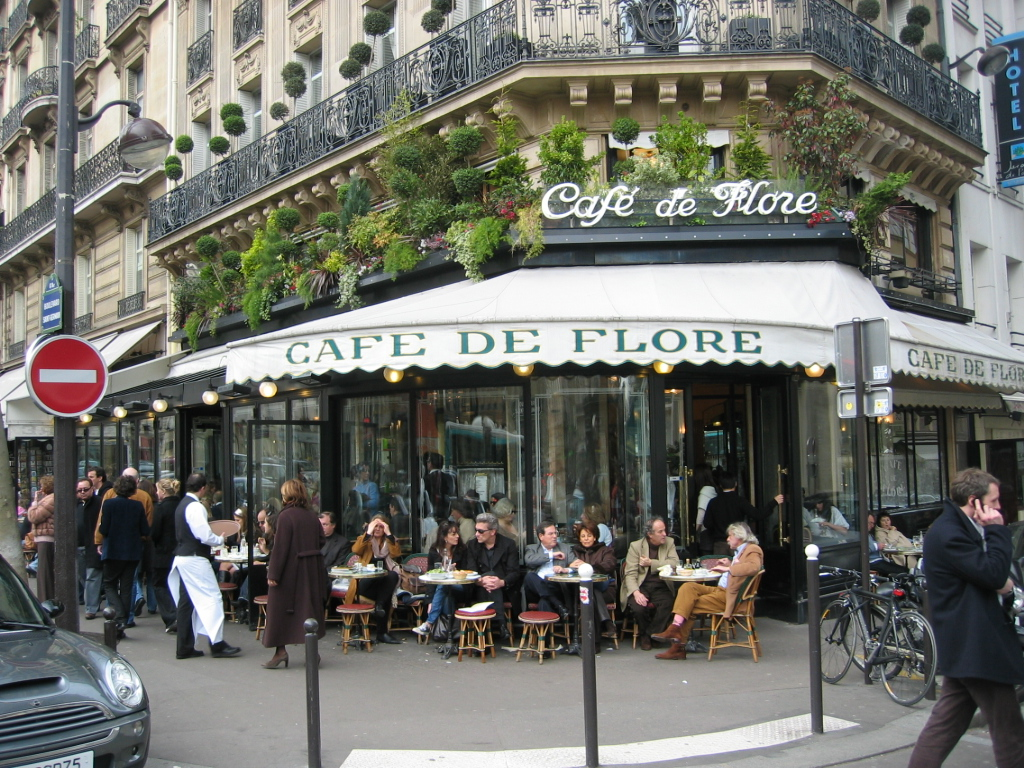
Café de Flore, ở Paris

### Quán ăn
| Tiếng Việt    | Tiếng Pháp    | Miêu tả |
| ------------- | ------------- | --- |
| Nhà hàng      | Restaurant    | Có hơn 5.000 ở Paris, với các mức độ giá và thực đơn khác nhau. Mở cửa tại một số thời điểm trong ngày, và thường đóng cửa một ngày trong tuần. Khách hàng chọn đồ trong thực đơn in sẵn. Một số nhà hàng cung cấp thực đơn vùng miền, trong khi một số khác cung cấp thực đơn phong cách hiện đại. Bồi bàn được đào tạo và có kiến thức chuyên môn. theo luật, thực đơn phải có giá cố định, mặc dù một số nhà hàng hạng sang cố che giấu điều này. Một vài nhà hàng Pháp phục vụ người ăn chay. Sách chỉ dẫn Michelin đánh giá nhiều quán loại này.:30 |
| Bistro(t)     | Bistro(t)     | Thường nhỏ hơn một nhà hàng và nhiều nơi sử dụng thực đơn trong bản phấn hoặc bằng miệng. Nhân viên phục vụ có thể chưa được đào tạo. Nhiều nơi có ẩm thực vùng miền. Các món ấn tượng bao gồm coq au vin, pot-au-feu, confit de canard, gan bê và entrecôte.:30 |
| Bistrot à Vin | Bistrot à Vin | Giống với cabaret hoặc quán rượu trong quá khứ ở Pháp. Một số nơi cung cấp đồ uống có cồn không đắt, trong khi một số khác tự hào vì cung cấp đầy đủ các loại rượu vang nho AOC. Đô ăn ở một số nơi đơn giản, bao gồm xúc xích, giăm bông và pho mát, trong khi một số nơi khác cung cấp đồ ăn giống ở bistro.:30 |
| Bouchon       | Bouchon       | Có thể thấy ở Lyon, họ cung cấp thực phẩm truyền thống của Lyon, ví dụ như xúc xích, pa tê vịt hoặc lợn nướng. Những món này có thể hơi béo, và thường nặng về thịt. Có khoảng 20 bouchon truyền thống được chứng nhận, nhưng có nhiều quán cho mình là thể loại này hơn thế. |
| Nhà máy bia   | Brasserie     | Loại quán này được thành lập những năm 1870 bởi người tị nạn từ Alsace-Lorraine. Loại quán này phục vụ bia, nhưng hầu hết có phục vụ các loại rượu vang từ Alsace như Riesling, Sylvaner, và Gewürztraminer. Những món phổ biến nhất là choucroute và các món hải sản.:30 Nói chung, brasserie mở cửa cả ngày mỗi ngày, cung cấp cùng một thực đơn. |
| Quán cà phê   | Café          | Địa điểm cơ bản để uống cà phê và các đồ uống có cồn. Bàn và ghế thường được đặt ở ngoài. Một số đồ ăn giới hạn thường được cung cấp bao gồm salad croque-monsieur, moules-frites (vẹm và pommes frites) khi vào mùa. Cafés thường mở vào sáng sớm và đóng cửa vào khoảng 9 giờ tối.:30 |
| Phòng trà     | Salon de Thé  | Loại quán này giống với quán cà phê ở các nước khác trên thế giới. Loại phòng trà này cung cấp nhiều loại bánh và không có đồ uống có cồn. Nhiều chỗ cung cấp một số loại đồ ăn nhẹ đơn giảm salad, bánh kẹp. Trà, sô cô la nóng và chocolat à l'ancienne (một loại đồ uống sô cô la phổ biến) cũng được cung cấp. Địa điểm này thường chỉ mở cửa trước buổi trưa và đóng lúc chiều muộn.:30 |
| Bar           | Bar           | Dựa trên phong cách Mỹ, rất nhiều quán loại này được xây vào thế kỷ 20 (đặc biệt vào khoảng chiến tranh thế giới thứ nhất, khi những người Mỹ trẻ bỏ quốc tịch là khá phổ biến ở Pháp, đặc biệt là Paris). Địa điểm này phục vụ cocktail, whiskey, pastis và các loại đồ uống có cồn khác.:30 |
| Estaminet     | Estaminet     | Điển hình ở vùng Hauts-de-France, loại bar/nhà hàng nhỏ này từng là chỗ tập trung của nông dân, thợ mỏ hoặc thợ dệt để gặp nhau và trò chuyện, đôi khi nó nằm trong một hàng tạp phẩm. Khách hàng thường có thể gọi một số món vùng miền cơ bản, chơi bi sắtm hoặc sử dụng nó làm nơi gặp gỡ và đi đến câu lạc bộ. Estaminet gần như đã biến mất, bây giờ người ta coi nó là một phần lịch sử của Nord-Pas-de-Calais, và vì thế được bảo tồn vào truyền bá.                                                                                              |

### Nhân viên nhà hàng
Nhà hàng và khách sạn lớn ở Pháp tuyển dụng rất nhiều nhân viên và thường được gọi là tổ bếp với nhân viên trong bếp và tổ phòng ăn với nhân việc phục vụ ở phòng ăn. Hệ thống này được tạo ra bởi Georges Auguste Escoffier. Hệ thống các nhóm có cấu trúc này giúp họ chuyên môn hoá vào các nhiệm vụ cụ thể. Sau đây là danh sách các vị trí trong cả tổ bếp và tổ phòng ăn ở Pháp::32
| Mục         | Tiếng Pháp                   | Tiếng Việt                    | Nhiệm vụ |
| ----------- | ---------------------------- | ----------------------------- | --- |
| Tổ bếp      | Chef de cuisine              | Bếp trưởng                    | Phụ trách quản lý chung trong bếp. Họ giám sát nhân viên, tạo ra thực đơn và công thức nấu ăn mới với sự hỗ trợ của quản lý nhà hàng, mua thực phẩm sống, đào tạo người học việc và duy trì vệ sinh không gian nấu ăn.:32 |
| Tổ bếp      | Sous-chef de cuisine         | Bếp phó                       | Nhận yêu cầu trực tiếp từ chef de cuisine về quản lý bếp và thường đại diện cho chef de cuisine khi họ vắng mặt.:32 |
| Tổ bếp      | Chef de partie               | Đầu bếp phụ trách một khu vực | Phụ trách quản lý một quầy trong bếp nơi mà chuyên môn hoá về chế biến một số món cụ thể. Những người làm ở quầy nhỏ hơn thường được gọi là demi-chef.:32                                                                 |
| Tổ bếp      | Cuisinier                    | Đầu bếp                       | Đây là một vị trí độc lập mà họ thường chế biến một số món cụ thể trong một quầy. Họ có thể được gọi là cuisinier de partie.:32                                                                                           |
| Tổ bếp      | Commis                       | Đầu bếp phụ                   | Cũng làm ở một quầy cụ thểm, nhưng họ báo cáo trực tiếp lại với chef de partie và quản lý các dụng cụ trong quầy.:32 |
| Tổ bếp      | Apprenti(e)                  | Người học việc                | Nhiều học sinh muốn bổ sung kiến thức lý thuyết và kinh nghiệm thực tế trong nhà hàng. Họ thực hiệm công việc chuẩn bị và dọn dẹp.:30                                                                                     |
| Tổ bếp      | Plongeur                     | Người rửa bát                 | Làm sách bát đĩa và các dụng cụ, họ cũng có thể được tin tưởng và giao cho các nhiệm vụ chuẩn bị cơ bản.:32 |
| Tổ bếp      | Marmiton                     | Người rửa nồi và chảo         | Trong các nhà hàng lớn hơn họ phụ trách tất cả nồi và chảo thay cho plongeur.:33 |
| Tổ bếp      | Saucier                      | Người làm nước xốt/áp chảo    | Chuẩn bị nước xốt, làm ấm hors d'œuvres, hoàn thành các món thịt và trong các nhà hàng nhỏ hơn họ có thể làm việc với các món các và chuẩn bị các món áp chảo.:32                                                         |
| Tổ bếp      | Rôtisseur                    | Đầu bếp quay                  | Quản lý một nhóm đầu bếp làm các món quay, nướng và rán ngập dầu.:32 |
| Tổ bếp      | Grillardin                   | Đầu bếp nướng                 | Trong các nhà bếp lớn hơn người này chế biến đồ nướng thay cho rôtisseur.:8 |
| Tổ bếp      | Friturier                    | Đầu bếp rán                   | Trong các nhà bếp lớn hơn người này chế biến đồ rán thay cho rôtisseur. |
| Tổ bếp      | Poissonnier                  | Đầu bếp nấu cá                | Họ chế biến các món cá và hải sản.:33 |
| Tổ bếp      | Entremetier                  | Người chuẩn bị món khai vị    | Chế biến súp và các món khác không liên quan đến thịt hoặc cá, bao gồm các món rau và trứng.:32 |
| Tổ bếp      | Potager                      | Đầu bếp nấu súp               | Trong các nhà bếp lớn người này báo cáo lại với entremetier và chế biến súp. |
| Tổ bếp      | Legumier                     | Đầu bếp nấu rau               | Trong các nhà bếp lớn người này báo cáo lại với entremetier và chế biến các món rau. |
| Tổ bếp      | Garde manger                 | Người giám sát bếp            | Phụ trách chế biến hors d'œuvres lạnh, salads, tổ chức sắp xếp những bữa buffet lớn và chế biến các món từ thịt lợn ướp.:30                                                                                               |
| Tổ bếp      | Tournant                     | Người làm việc vặt            | Di chuyển xung quanh bếp để hỗ trợ các vị trí khác |
| Tổ bếp      | Pâtissier                    | Người làm bánh ngọt           | Chế biến món tráng miệng và các món ngọt khác những nhà hàng không có boulanger, họ cũng chế biến bánh mì và các loại món nướng. Họ cũng có thể chế biến pasta.:33                                                        |
| Tổ bếp      | Confiseur                    | Confiseur                     | Chế biến kẹo và petit four trong những nhà bếp lớn hơn thay cho pâtissier. |
| Tổ bếp      | Glacier                      | Người làm đồ đông lạnh        | Chế đồ tráng miệng đông và lạnh trong các nhà hàng lớn hơn thay cho pâtissier. |
| Tổ bếp      | Décorateur                   | Người trang trí               | Chế biến các loại bánh đặc sản trong nhà hàng lớn thay cho pâtissier.:8–9 |
| Tổ bếp      | Boulanger                    | Người nướng bánh              | Chế biến bánh mì, bánh và bánh ăn sáng trong các nhà hàng lớn thay cho pâtissier.:33 |
| Tổ bếp      | Boucher                      | Người giết mổ                 | Giết mổ thịt và đôi khi là cá. Họ cũng có thể phụ trách tẩm bột cho thịt và cá. |
| Tổ bếp      | Aboyeur                      | Người báo cáo                 | Nhận yêu cầu từ phòng ăn và phân phát chúng đến các quầy khác nhau. Vị trí này có thể được thực hiện bởi sous-chef de partie.                                                                                             |
| Tổ bếp      | Communard                    | Communard                     | Chế biến thức ăn cho nhân viên nhà hàng. |
| Tổ bếp      | Garçon de cuisine            | Garçon de cuisine             | Thực hiện các công việc chuẩn bị và phụ tá cho các nhà hàng lớn.:33 |
| Tổ phòng ăn | Directeur de la restauration | Quản lý chung                 | Trông coi các nhiệm vụ kinh tế và hành chính cho tất cả các công tác liên quan đến thực phẩm trong khách sạn lớn hoặc những nơi giống như thế bao gồm nhà hàng, bar, các sự kiện.:33                                      |
| Tổ phòng ăn | Directeur de restaurant      | Quản lý nhà hàng              | Phụ trách vận hành phòng ăn, bao gồm quản lý nhân viên, tuyển, đào tạo và đuổi việc nhân viên và phụ trách các vấn đề kinh tế. Trong các quán lớn hơn có thể có trợ lý của vị trí này và thay thế họ lúc vắng mặt.:33     |
| Tổ phòng ăn | Maître d'hôtel               | Maître d'hôtel                | Chào đón khách hàm, đựa họ vào bàn. Người này cũng giám sát nhân viên dịch vụ. Người này thường xử lý phàn nàn và hoá đơn của khách hàng.:33                                                                              |
| Tổ phòng ăn | Chef de salle                | Chef de salle                 | Thường phụ trách dịch vụ trong nhà hàng lớn; vị trí này cũng có thể được kết hợp với vị trí maître d'hotel. |
| Tổ phòng ăn | Chef de rang                 | Chef de rang                  | Phòng ăn được chia thành hai mục gọi là rang. Mỗi rang được giám sát bởi người này để phối hợp với bếp.:33 |
| Tổ phòng ăn | Demi-chef de rang            | Người phục vụ sau             | Dọn bát đĩa trên bàn giữa các món khi không có commis débarrasseur, làm đầy nước trong cốc của khách và hỗ trợ chef de rang.                                                                                              |
| Tổ phòng ăn | commis de rang               | Người phục vụ sau             | Dọn bát đĩa trên bàn giữa các món khi không có commis débarrasseur, làm đầy nước trong cốc của khách và hỗ trợ chef de rang.                                                                                              |
| Tổ phòng ăn | Commis débarrasseur          | Commis débarrasseur           | Dọn bát đĩa trên bàn giữa các món ăn và cuối bữa ăn.:33 |
| Tổ phòng ăn | Commis de suite              | Commis de suite               | Trong các quán lớn hơn, người này mang các món ăn từ bếp ra bàn cho khách.:33 |
| Tổ phòng ăn | Chef d'étage                 | Quản lý nhân viên phục vụ     | Họ giải thích thực đơn cho khách và trả lời bất cứ câu hỏi nào. Người này thường thực hiện việc chế biến thức ăn tại bàn. Vị trí này có thể được kết hợp với chef de rang trong các quán nhỏ hơn.                         |
| Tổ phòng ăn | Chef de vin                  | Người phục vụ rượu vang       | Quản lý hầm chứa rượu bằng cách mua và cũng như chuẩn bị danh sách rượu vang. Người này cũng khuyên lựa chọn rượu vang và phục vụ họ.:33                                                                                  |
| Tổ phòng ăn | Sommelier                    | Người phục vụ rượu vang       | Quản lý hầm chứa rượu bằng cách mua và cũng như chuẩn bị danh sách rượu vang. Người này cũng khuyên lựa chọn rượu vang và phục vụ họ.:33                                                                                  |
| Tổ phòng ăn | chef sommelier               | chef sommelier                | Trong những quán lớn hơn, họ quản lý một nhóm những người phục vụ rượu.:33 |
| Tổ phòng ăn | chef caviste                 |                               | Trong những quán lớn hơn, họ quản lý một nhóm những người phục vụ rượu.:33 |
| Tổ phòng ăn | Serveur de restaurant        | Người phục vụ                 | Vị trí này có thể thấy trong các quán nhỏ hơn, họ thực hiện nhiều nhiệm vụ của nhiều vị trí trong nhà hàng lớn về đồ ăn và đồ uống của khách.:33                                                                          |
| Tổ phòng ăn | Responsable de bar           | Quản lý bar                   | Quản lý bar trong quán ăn, bao gồm nhận yêu cầu và tạo ra thực đơn, họ cũng phụ trách việc tuyển, đào tạo và đuổi việc nhân viên bar. Họ cũng có thể quản lý nhiều bar trong một khách sạn.:33                            |
| Tổ phòng ăn | Chef de bar                  | Quản lý bar                   | Quản lý bar trong quán ăn, bao gồm nhận yêu cầu và tạo ra thực đơn, họ cũng phụ trách việc tuyển, đào tạo và đuổi việc nhân viên bar. Họ cũng có thể quản lý nhiều bar trong một khách sạn.:33                            |
| Tổ phòng ăn | Barman                       | Người pha rượu                | Phục vụ đồ uống có cồn cho khách.:33 |
| Tổ phòng ăn | Dame du vestiaire            | Dame du vestiaire             | Trông coi phòng để đồ, họ nhận và trả lại áo khoác và mũ cho khách.:33 |
| Tổ phòng ăn | Voituriers                   | Người hầu phòng               | Đỗ xe cho khách và dẫn khách ra vào quán.:33 |

## Xem thêm

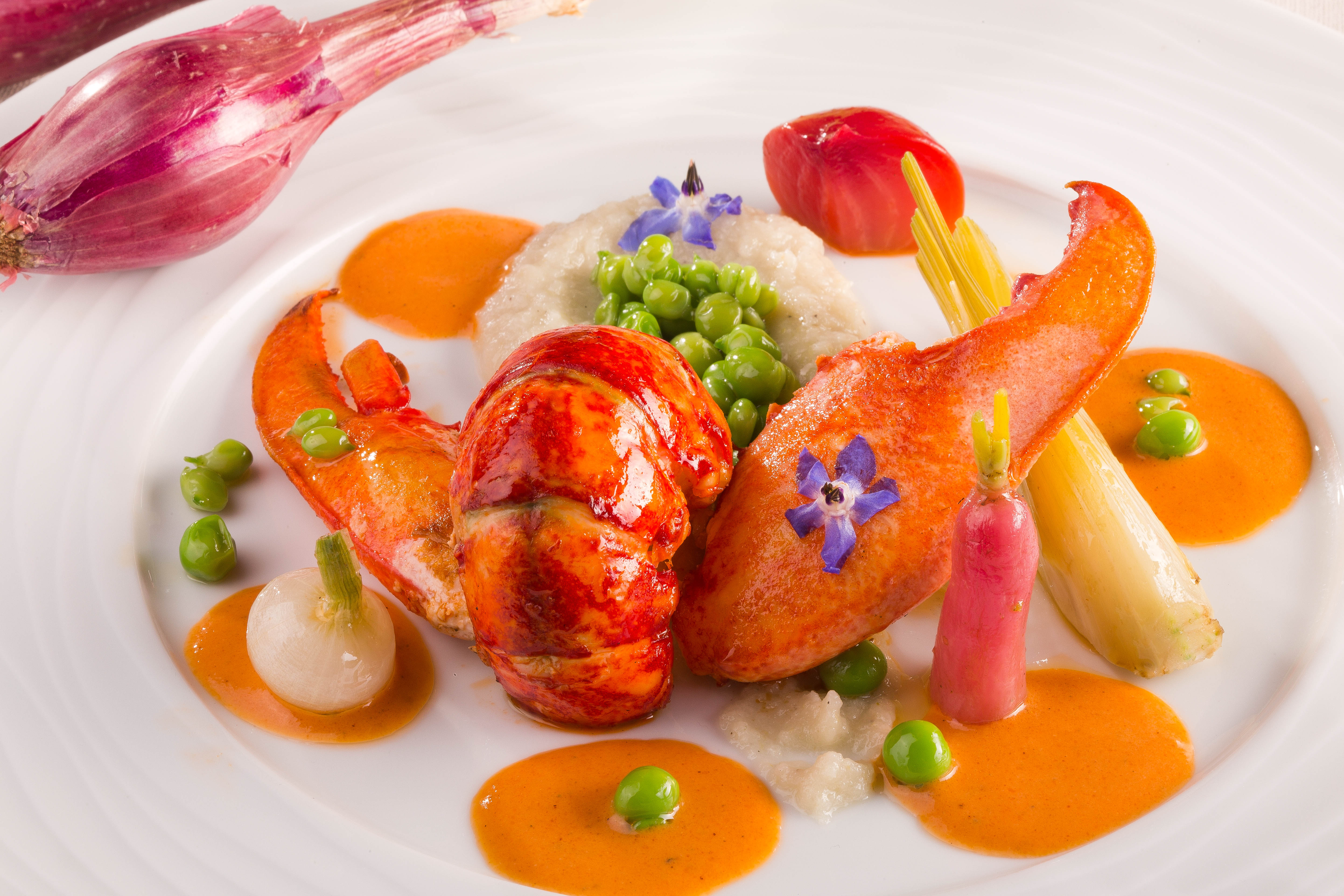
Món ăn tinh tế kiểu Pháp

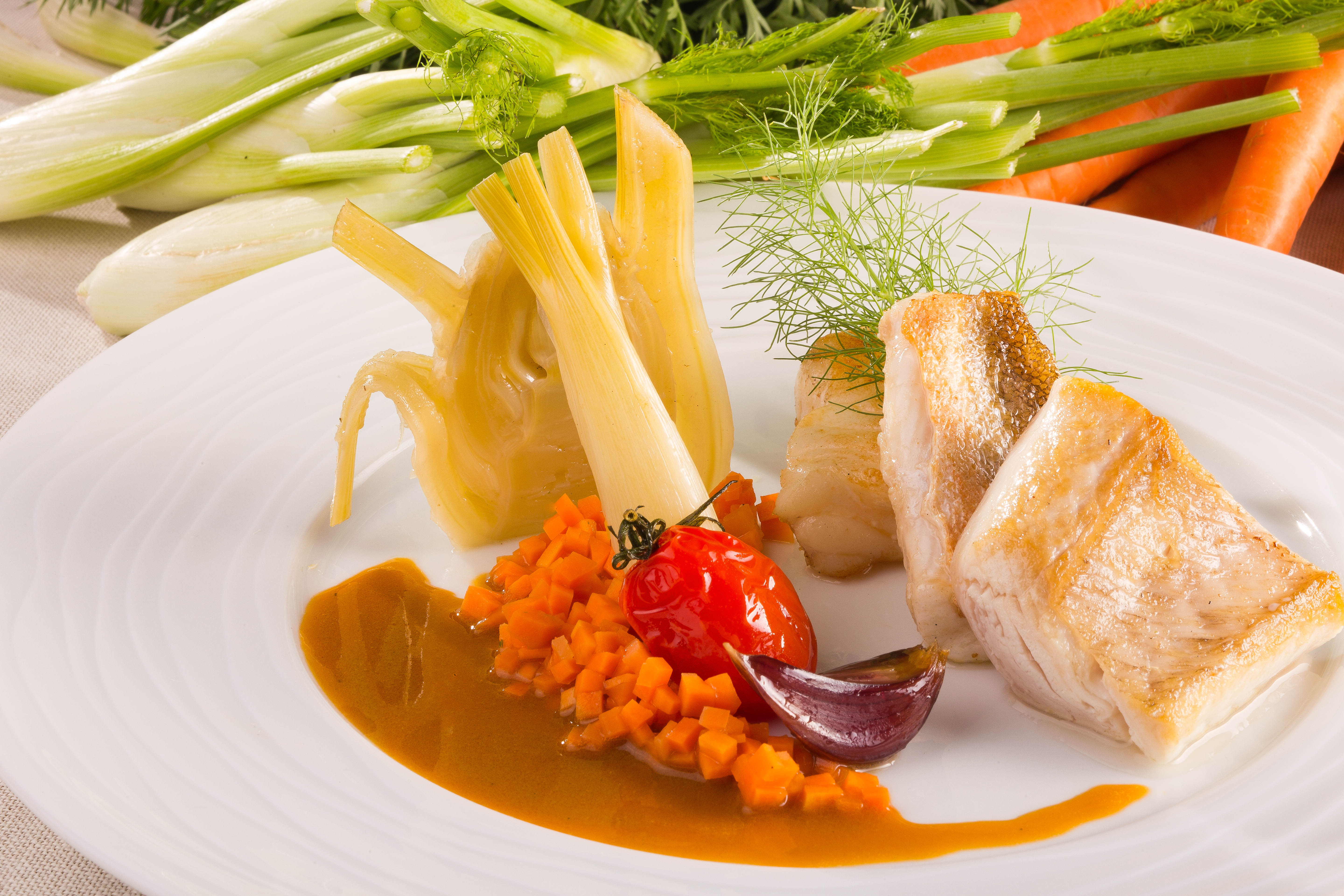
Món ăn tinh tế kiểu Pháp